# 1960

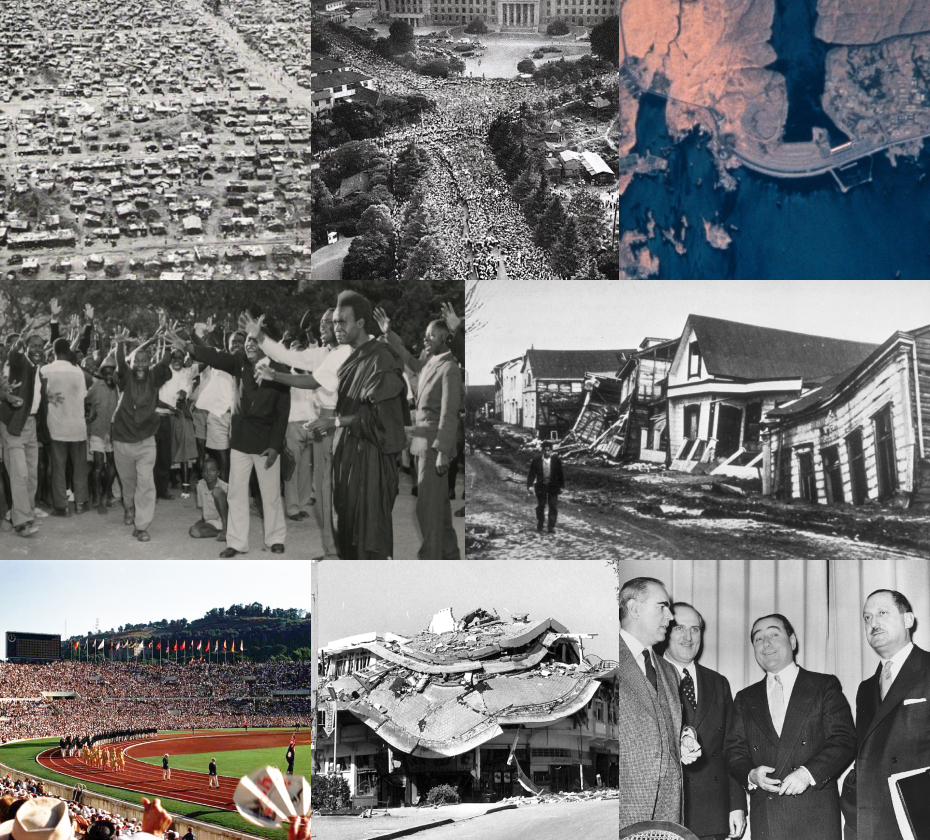
En el sentido de las agujas del reloj, desde arriba a la izquierda: un campo de refugiados en la República Democrática del Congo durante la crisis del Congo; las protestas masivas de Anpo en Japón contra el Tratado de Seguridad Estados Unidos-Japón; se inicia la construcción de la presa de Asuán en Egipto; daños en Chile después del terremoto de Valdivia de 1960 de magnitud 9.5, que fue el terremoto más poderoso en la historia moderna, matando a 6.000 personas; Acuerdos de Londres y Zúrich, que dan como resultado la independencia de Chipre del Reino Unido; ocurre el terremoto más mortífero en Marruecos, matando a 12.000-15.000 personas; los Juegos Olímpicos de 1960 se llevan a cabo en Roma, Italia; una manifestación por la independencia en Zambia durante el Año de África, en la que 16 países africanos se independizaron de sus gobernantes coloniales europeos.

1960 (MCMLX) fue un año bisiesto comenzado en viernes según el calendario gregoriano. 
También se le conoce como el "año de África" debido a acontecimientos, en particular la independencia de diecisiete naciones africanas, que centraron la atención mundial en el continente e intensificaron los sentimientos de panafricanismo.

## Acontecimientos

### Enero
- 1 de enero: Camerún se independiza del Imperio francés.
- 1 de enero: en Cuba, la revolución socialista nacionaliza la empresa estadounidense United Fruit Company.
- 2 de enero: en la aldea Oodnadatta, en el desierto Simpson (Australia) se registra la temperatura más alta en la Historia de ese país, y de toda Oceanía: 50,7 °C (123,3 °F).
- 4 de enero: en Europa se crea la Asociación Europea de Libre Comercio (EFTA), a la que pertenecen: Dinamarca, Reino Unido, Noruega, Suecia, Austria, Portugal y Suiza.
- 7 de enero: en Estados Unidos finaliza con éxito la primera prueba del misil UGM-27 Polaris, con el que se equiparán sus submarinos.
- 9 de enero: en Egipto comienza a construirse la gigantesca presa de Asuán, bajo el gobierno del presidente Gamal Abdel Nasser.
- 10 de enero: entre los cerros de Cochuna y El Calao de la provincia de Tucumán (Argentina), fuerzas del ejército rodean un campamento del MPL (Movimiento Peronista de Liberación) y detiene a tres uturuncos.
- 18 de enero: en la provincia de Guantánamo (Cuba) un grupo de «bandidos» contrarrevolucionarios ataca a dos miembros de la Policía Nacional Revolucionaria, Edilio Pujal y Gaspar Cancio, que resultan gravemente heridos.[1]
- 23 de enero: en el océano Pacífico, Jacques Piccard y Donald Walsh alcanzan con su batiscafo el fondo de la fosa de las islas Marianas, con una profundidad de 10 916 m.
- 24 de enero: en Argel, los colonos franceses se levantan contra la política argelina del presidente De Gaulle.
- 28 de enero: mediante el decreto n.º 1164 se dio inicio a la CNIE, primer organismo para hacerse cargo de las tripulaciones de cohetes en Argentina. Se designó al ingeniero Teófilo Tabanera como presidente.[2]
- 31 de enero: en México inauguran el Estadio Jalisco entre el Atlas y el San Lorenzo.

### Febrero
- 1 de febrero: los ministros de la CEE (Comunidad Económica Europea) estudian la admisión de Grecia.
- 1 de febrero: en Argelia se rinden los nacionalistas rebeldes.
- 4 de febrero: en Francia se aprueba una ley que permite al general De Gaulle legislar por decreto.
- 5 de febrero: en Meyrin (cerca de Ginebra) se inaugura el mayor acelerador de partículas mundial, un sincrotrón de 25 GeV de potencia, construido por el CERN (Consejo Europeo para la Investigación Nuclear).
- 6 de febrero: el Gobierno español garantiza derechos de concesión a seis compañías estadounidense para explotar eventuales yacimientos petrolíferos en el Sáhara Español.
- 9 de febrero: en Buenos Aires (Argentina), el presidente Arturo Frondizi clausura la revista Mayoría y hace detener a su director, el periodista y escritor Tulio Jacovella, por publicar la investigación del periodista Rodolfo Walsh acerca del fusilamiento de peronistas en José León Suárez (el 9 de junio de 1956, por orden de Juan Carlos Aramburu), así como los capítulos de su libro El caso Satanowski.
- 11 de febrero: en la frontera de China y la India mueren doce soldados chinos en incidentes.
- 13 de febrero: cerca de Reganne, en el desierto de Argelia (país al que Francia mantenía invadido), el Gobierno francés hace detonar su primera bomba atómica. Hasta el año siguiente hará estallar tres bombas más, antes de la independencia de Argelia.
- 13 de febrero: en una base de Massachusetts (Estados Unidos) una ráfaga de viento huracanado destruye el mayor dirigible del mundo, el ZPG-3W, de 120 m de longitud.
- 15 de febrero: Marruecos protesta contra los ensayos nucleares franceses en el Sáhara, y llama de nuevo a su embajador en París.
- 15 de febrero: la Unión Soviética decide comprar grandes cantidades de azúcar de Cuba.
- 16 de febrero: una explosión de los depósitos de nafta de la empresa Shell-Mex en el barrio San Fernando de la ciudad de Córdoba causó la muerte de quince personas e hirió a otras veinte.[3]
- 18 de febrero: firma del Tratado de Montevideo que crea la ALALC.
- 18 de febrero: se inauguran en Squaw Valley, los VIII Juegos Olímpicos de Invierno.
- 21 de febrero: en Cuba, Fidel Castro nacionaliza todas las empresas.
- 21 de febrero: en Chile, se lleva a cabo la primera edición del Festival de Viña del Mar.
- 22 de febrero: en Polonia se inaugura el Año Internacional de Chopin, con un concierto a cargo del pianista Arthur Rubinstein.
- 28 de febrero: Finalizan los VIII Juegos Olímpicos de Invierno
- 29 de febrero: Un terremoto de 5,8 sacude la ciudad marroquí de Agadir, dejando un saldo de 15.000 fallecidos y 12.000 heridos.

### Marzo
- 3 de marzo: en la Ciudad del Vaticano, el papa Juan XXIII, nombra por primera vez cardenal a un religioso de raza negra, Laurean Rugambwa.
- 4 de marzo: en el puerto de La Habana (Cuba) ocurre la explosión La Coubre, en los momentos en que se descargaban las municiones traídas desde Bélgica para el Ejército Rebelde. Cuando trabajadores del puerto, bomberos, policías y pueblo en general acudieron a socorrer a los heridos, ocurre una segunda explosión. Mueren 101 personas (entre ellos 6  marinos franceses), y quedan cientos de heridos, muchos de los cuales quedaron incapacitados de por vida.[4]
- 7 de marzo: En San Nicolás de los Garza, Nuevo León, México, se funda el equipo de fútbol profesional Tigres UANL.
- 11 de marzo: en el Cabo Cañaveral (Estados Unidos), la sonda espacial Pioneer 5 en rumbo hacia el Sol.
- 12 de marzo: se produce un atentado terrorista en Argentina, realizado por el dirigente de la resistencia peronista Alberto Manuel Campos, mediante la colocación de una bomba en el domicilio particular del capitán del Ejército David René Cabrera.[5]
- 13 de marzo: en Buenos Aires (Argentina), el presidente Arturo Frondizi por presión militar y para evitar la ley marcial implementa el Plan Conintes (Conmoción Interna del Estado) además de declarar el estado de sitio y pone en vigencia otra vez el Decreto 4161 de la dictadura de Aramburu que prohíbe la libre asociación de entidades o sindicatos peronistas, e impone penas de cárcel por nombrar a (Juan Domingo Perón o utilizar símbolos peronistas. Se decreta el estado de sitio, aplicación del código de Justicia Militar al ciudadano civil, jurisdicción militar sobre las policías provinciales―[6]
- 14 de marzo: en Panamá, se crea el primer canal de televisión del país. (RPC TV)
- 23 de marzo: en Karlsruhe (Alemania), una sentencia del Tribunal Constitucional otorga a los médicos, en el futuro, el acceso libre al seguro implantado por el Estado.
- 23 de marzo: en Francia, Nikita Jrushchov visita al general Charles de Gaulle.
- 29 de marzo: Se celebró en Londres, Reino Unido, la V edición del Festival de la Canción de Eurovisión donde Francia resultó ganador por segunda vez con la canción Tom Pillibi de Jacqueline Boyer.

### Abril
- 1 de abril: desde el cabo Cañaveral, Estados Unidos lanza el TIROS I (Television & Infra-Red Observation Satellite).
- 7 de abril: en el cuartel de La Uvita, ubicado en la aldea cubana de Colorado de Picadero (provincia de Santiago de Cuba), el cubano Manuel Beatón Martínez con sus hombres asesinan a Francisco Tamayo, comandante del Ejército Rebelde, por negarse este a entregar las armas bajo su custodia.[1]
- 18 de abril: inicia sus transmisiones regulares en la Ciudad de Córdoba, Argentina LV 81 TV Canal Doce de Córdoba como segundo canal de televisión  del país.
- 21 de abril: en Brasil, Brasilia se convierte en la nueva capital federal.
- 27 de abril: Togo se independiza del Imperio francés.

### Mayo
- 1 de mayo: cerca de Sverdlovsk (Siberia) los soviéticos derriban un avión espía estadounidense del tipo U2.
- 1 de mayo: llega a la Argentina un grupo del Nokmin (Vengadores) del espionaje israelí infiltrados en un vuelo regular a Buenos Aires, dando así el inicio a la «Operación Garibaldi».[7]
- 3 de mayo: en Ámsterdam (Países Bajos) se abre al público la casa de la niña Ana Frank, asesinada por los nazis.
- 8 de mayo: en la Unión Soviética, Mijaíl N. Tal gana el campeonato del mundo en ajedrez.
- 9 de mayo: en San José (Costa Rica) empieza sus transmisiones el canal de televisión Teletica.
- 11 de mayo: en la ciudad de Bancalari, en el norte del Gran Buenos Aires (Argentina), agentes del servicio secreto israelí (Mosad) secuestran al genocida nazi Adolf Eichmann (54), que vivía de incógnito (con el nombre de Roberto Klement) en una casa.[7]
- 12 de mayo: Se televisó un programa especial por la cadena ABC titulado The Frank Sinatra Timex Special también conocido como Bienvenido a casa, Elvis donde Frank Sinatra y Elvis Presley aparecieron cantando juntos en televisión tras el regreso de Presley a los Estados Unidos luego de cumplir con el servicio militar en Alemania. El programa resultó un gran éxito batiendo récords de audiencia.
- 14 de mayo: en la población cubana de Paredes (provincia de Sancti Spíritus) elementos terroristas asesinan a Fernando Ruiz Pentón, soldado del Ejército Rebelde.[1]
- 15 de mayo: la Unión Soviética lanza el satélite Sputnik 4.
- 21 de mayo: Un terremoto de 8,1 sacude Chile dejando 125 fallecidos y destruyendo 1/3 de los edificios de Concepción.
- 22 de mayo: en Chile se registra un terremoto de 9,5, el más grande registrado en la Historia. Un posterior tsunami, con olas de hasta 25 metros, dejan un saldo de 1000 a 6000 muertos.
- 30 de mayo: en la Unión Soviética muere el poeta y novelista ruso Boris Pasternak. La obra más famosa de este escritor —que en 1958 renunció al Premio Nobel— fue Doctor Zhivago.

### Junio
- 9 de junio: en Buenos Aires empieza a emitir Canal 9.
- 21 de junio: en una reunión de atletismo realizada en Zúrich (Suiza), el alemán Armin Hary es el primer ser humano que recorre 100 metros en 10 segundos.
- 22 de junio: Se celebran elecciones legislativas en la provincia canadiense de Quebec en las que el Partido Liberal derrota a la Unión Nacional por primera vez desde 1939.
- 24 de junio: en Venezuela fracasa un espectacular atentado contra la vida del presidente Rómulo Betancourt cometido por la guerrilla de las FALN (Fuerzas Armadas de Liberación Nacional).
- 26 de junio: Madagascar se independiza del Imperio francés.
- 27 de junio: en Argentina el gobierno de Frondizi crea el Centro de Experimentación y Lanzamiento de Proyectiles Autopropulsados (bajo las siglas CELPA).[8][9]
- 30 de junio: el Congo Belga se independiza de Bélgica con el nombre de República Democrática del Congo, con Joseph Kasa-Vubu como presidente y Patrice Lumumba (que será asesinado por la CIA unos meses después) como primer ministro.

### Julio
- 1 de julio: Somalia se independiza de Italia y del Imperio británico.
- 1 de julio: en Ghana, Kwame Nkrumah es elegido como primer presidente del país.
- 5 de julio: en el Festival de Berlín (Alemania Occidental), la primera película de Jean-Luc Godard, Al final de la escapada, obtiene el premio a la mejor dirección.
- 6 de julio: En Francia comienza la primera edición de la Eurocopa.
- 7 de julio: en el Congo, Moise Tshombe, anuncia la secesión de la provincia de Katanga.
- 8 de julio: en Buenos Aires (Argentina), el empresario Alejandro Romay inaugura el Canal 9.
- 10 de julio: Finaliza la Eurocopa 1960, donde la Unión Soviética gana el primer campeonato al vencer a Yugoslavia por 2-1.
- 12 de julio: en la planta de Córdoba (Argentina) sale el primer automóvil Renault fabricado en Argentina, un Dauphine.
- 16 de julio: en la villa cubana de Piedra Alta (provincia de La Habana), un grupo de «bandidos» cubanos asesinan a Manuel López de la Portilla, maestro voluntario de la Campaña Nacional de Alfabetización.[1]
- 25 de julio se inauguró el alto horno de San Nicolás de los Arroyos, sobre el río Paraná, Argentina, para la producción de acero, albergando doce mil puestos de trabajo.[10]
- 27 de julio: en la localidad cubana de Alquízar (provincia de La Habana), un grupo de «bandidos» cubanos asesinan al miliciano Eulalio Piloto Fumero cuando se encontraba de guardia en el Crucero de la Cuchilla.[1]
- En julio, en Las Villas (Cuba), una banda de terroristas dirigidos por el cubano Zacarías García López asesinan al miliciano Claro Núñez.[1]

### Agosto
- 1 de agosto: Benín se independiza del Imperio francés.
- 3 de agosto: Níger se independiza del Imperio francés.
- 5 de agosto: Alto Volta (lo que hoy es Burkina Faso) se independiza del Imperio francés.
- 7 de agosto: Costa de Marfil se independiza del Imperio francés.
- 11 de agosto: Chad se independiza del Imperio francés.
- 12 de agosto: Nace en París, Francia, el ciclista profesional francés Laurent Fignon.
- 13 de agosto: la República Centroafricana se independiza del Imperio francés.
- 14 de agosto: Lisboa, con su victoria en el Gran Premio de Portugal, el australiano Jack Brabham se asegura el Campeonato del Mundo en Fórmula 1.
- 15 de agosto: el Congo se independiza del Imperio francés.
- 16 de agosto: Chipre se independiza del Imperio británico.
- 16 de agosto: en el Excelsior III Joseph Kittinger realiza la caída libre más alta de la historia. (102 800 pies).
- 17 de agosto: Gabón se independiza del Imperio francés.
- 17 de agosto: en un acto estudiantil en el Colegio Nacional Sarmiento, en Buenos Aires (Argentina), Edgardo Manuel Trolnik, estudiante de 15 años, es herido por las balas de un ataque antisemita en represalia por la captura por parte del Mossad israelí del criminal nazi Adolf Eichmann en las afueras de Buenos Aires.
- 19 de agosto: dentro del programa Sputnik, es lanzado al espacio el satélite Sputnik 5 con los perros Belka y Strelka, 40 ratones, 2 ratas y algunas plantas
- 25 de agosto: en Roma (Italia) empiezan los XVII Juegos Olímpicos de Verano, en los que participan 8000 deportistas de 85 naciones.

### Septiembre
- 1 de septiembre: en el municipio cubano de Santa Isabel de las Lajas (provincia de Las Villas), un grupo guerrillero dirigidos por Margarito Lanza Flores asaltan e incendian una cooperativa agrícola.[1]
- 2 de septiembre: en El Salvador, por orden del presidente José María Lemus, cuerpos de seguridad entran de forma violenta a la Universidad de El Salvador, en donde golpean y capturan al rector, doctor Napoleón Rodríguez Ruiz, así como a otras personas que se encontraban en el lugar.
- 14 de septiembre: en Bagdad (Irak) Arabia Saudí, Irak, Irán, Kuwait y Venezuela constituyen la OPEP (Organización de Países Exportadores de Petróleo).
- 14 de septiembre: en la finca La Pimienta, en el municipio cubano de Batabanó (provincia de La Habana), miembros de una banda contrarrevolucionaria asesinan al campesino Santiago M. Castañeda Álvarez.[1]
- 15 de septiembre: en la villa cubana de Palma de la Cruz (provincia de Oriente), un grupo de «bandidos» cubanos asesinan a Ricardo González Miranda, maestro voluntario de la Campaña Nacional de Alfabetización.[1]
- 18 de septiembre: 
  - en La Habana (Cuba), varios guerrilleros desde un auto en marcha tirotean el frente del Ayuntamiento de la ciudad. Resulta herido de bala el jefe de personal, comandante Jorge Páez Sánchez.[1]
  - En Roma, Italia, se inauguran los primeros juegos paralímpicos de verano.
- 22 de septiembre: en África, Malí se independiza del Francia.
- 24 de septiembre: en Newsport News (Estados Unidos) se lanza el Enterprise, primer portaaviones impulsado por energía atómica.
- 25 de septiembre: Finalizan los Juegos Paralímpicos de Roma 1960.
- 27 de septiembre: en México, el presidente Adolfo López Mateos nacionaliza la industria eléctrica.
- 29 de septiembre: en el pueblo cubano de Los Cacaos (provincia de Guantánamo), la banda de Ramón y Beto Ortega asesinan a Juan Guzmán Argüelles, administrador de la tienda del pueblo. Además asaltan las tiendas de Los Mulos e Imías y saquean sus mercancías.[1]
- En septiembre, en la villa cubana de San Ambrosio (provincia de Sancti Spíritus), un grupo de guerrilleros dirigidos por Osvaldo Ramírez García asesinan a Curro Navas, maestro voluntario de la Campaña Nacional de Alfabetización.[1] En la aldea El Mamón (provincia de Sancti Spíritus) asesinan a otro maestro voluntario, Luis Conesa Cruz.[1]
- En octubre, en Argentina sindicatos peronistas e independientes formaron la Comisión de los 20, para exigir la devolución de la Confederación General del Trabajo (CGT), que permanecía intervenida por el gobierno desde el golpe militar de 1955. Para presionar al gobierno de Frondizi, la Comisión de los 20 declaró el 7 de noviembre una huelga general, que obligó al presidente a recibirlos y finalmente, acordar el 3 de marzo de 1961 la devolución de la CGT a la Comisión de los 20.[11]

### Octubre
- 1 de octubre: Nigeria se independiza del Imperio británico.
- 1 de octubre: en Buenos Aires (Argentina) empieza a emitir Canal 13.
- 8 de octubre: en la ciudad cubana de Trinidad (provincia de Sancti Spíritus), un grupo de 8 terroristas cubanos, liderados por Osvaldo Ramírez García asaltan la tienda de la cooperativa La Ceiba y se roban sus fondos financieros.[1]
- 9 de octubre: en la carretera a Cuabitas, 5 km al norte de Santiago de Cuba, el guerrillero Enrique Kike Díaz asesina al miliciano y barbero Danilo Lozada Mustelier (de 16 años), que lo llevaba detenido.[12]
- 10 de octubre: en el km 87 de la Carretera Central de Cuba, entre Madruga y Ceiba Mocha, la banda de Gerardo Papoco Fundora Núñez  atacan un vehículo a balazos. Muere Reynaldo Muñiz Bueno Machado (de 22 meses), y es herida su madre Haydeé Machado Reyes.[1]
- 12 de octubre: Sinecio Walsh Ríos, Plinio Prieto, José Palomino Colón, Ángel Rodríguez del Sol y Porfirio Remberto Ramírez son ejecutados por su participación en la Rebelión del Escambray.
- 17 de octubre: en la aldea pesquera cubana de Boca de Jaruco (provincia de Mayabeque), un grupo de rebeldes cubanos hieren a los milicianos Raúl Vega Quintero (quien, producto de las heridas, morirá el 9 de marzo de 1961) y Juan Trujillo Rivero.[1]
- 19 de octubre: Inicia el embargo estadounidense a Cuba.
- 24 de octubre: Catástrofe de Nedelin en  Cosmódromo de Baikonur, URSS (78 víctimas mortales).
- 26 de octubre: en El Salvador, el presidente José María Lemus es derrocado por un golpe de Estado, y en su lugar, se instala una Junta de Gobierno que se mantendrá en el poder solo tres meses.
- 27 de octubre: en la calle Estrella n.º 459, en el barrio Cervantes de La Habana (Cuba) Juan Alberto Jiménez Yupart (de 13 años) encuentra una bomba en la calle. Al manipularla, esta explota; el niño morirá más tarde por sus heridas.[1]
- 29 de octubre: Alemania Occidental, Uwe Seeler es considerado como futbolista del año.
- 31 de octubre: en la ciudad cubana de Santa Cruz de Cumanayagua (provincia de Cienfuegos), un grupo de guerrilleros ahorcan a Rafael Castillo Marrero, maestro voluntario de la Campaña Nacional de Alfabetización.[1]
- 31 de octubre: en la zona de La Colmena, en Montes Gordos (provincia de Matanzas), guerrilleros liderados por Antoñico el Tuerto (Antonio Besú Almeida) atacan la vivienda de Isidoro Mulato González del Sol, administrador de la finca El Corojo. Resulta gravemente herido en el abdomen el campesino Isidro Marchena.[1]
- En octubre, cerca de Santa Clara (Cuba), un grupo de «bandidos» dirigidos por el terrorista cubano El Artillero (Idael Rodríguez Lasval) hieren gravemente al campesino Ramón Alejo Rondón. La banda liderada Alejandro Nando Lima Bárzaga ―por orden del rebelde cubano Evelio Duque Miyar― ahorcan al campesino Arias Saroza.[1]

### Noviembre
- 1 de noviembre: Elecciones presidenciales de Estados Unidos de 1960. El demócrata John F. Kennedy, gana los comicios por un estrecho margen de votos populares y electorales contra el vicepresidente republicano y candidato de ese partido a la presidencia, Richard Nixon. Al final la reñida victoria de Kennedy sobre Nixon fue de 278 votos electorales frente a 244.
- 3 de noviembre: en la sede de la ONU en Nueva York, la Unión Soviética, Ucrania y Bulgaria solicitan que España descolonice las islas Canarias. El ministro de Exteriores de España, Castiella, acepta negociaciones sobre Guinea, Sáhara e Ifni a cambio de salvar las Islas Canarias. Alcaldes canarios escriben a Franco para protestar.
- 8 de noviembre: en Puerto Rico, Luis Muñoz Marín revalida por cuarta y última vez la gobernación al vencer con 459 759 frente a 253 242 de Luis A. Ferre Aguayo
- 13 de noviembre: en Guatemala, un grupo de oficiales del Ejército se rebela y toma el cuartel general de Matamoros en la Ciudad de Guatemala y las bases militares en Zacapa e Izabal, con el objetivo de derrocar al presidente Miguel Ydigoras Fuentes. Dando inicio a la Guerra civil de Guatemala.
- 20 de noviembre: en Trujillo (Perú) se crea el Concurso Nacional de Marinera.[13]
- 20 de noviembre: en Perú se registra un fuerte terremoto de 7,8 que provoca un tsunami que deja 66 muertos.
- 21 de noviembre: en la zona de La Chispa, cerca de la ciudad cubana de Trinidad (provincia de Sancti Spíritus), el rebelde cubano Ignacio Zúñiga González, de la banda de José Antonio Gavilán Abdala Benítez, matan a Santiago Escobar Arrechea, administrador de la finca Tres Palmas.[1]
- 25 de noviembre: en República Dominicana, el asesinato de las hermanas Mirabal, por su oposición al presidente Rafael Leónidas Trujillo, supone el comienzo del final de esta dictadura y el motivo de que se elija esta fecha para conmemorar el Día Internacional de la Eliminación de la Violencia contra la Mujer.
- 28 de noviembre: Mauritania se independiza del Imperio francés.
- En noviembre, en toda Venezuela se realizan motines populares y levantamientos guerrilleros. El país está al borde de una guerra civil.

### Diciembre
- 7 de diciembre: en el barrio Santiago de Cartagena de la ciudad de Cienfuegos (Cuba), la banda de los rebeldes cubanos Carlos González Garnica y Valeriano Vale Montenegro Rodríguez asesinan al miliciano Norberto Morales Ramírez.[1]
- 10 de diciembre: en Suecia, el estadounidense Willard Frank Libby recibe el Premio Nobel de Química, por el método de carbono radiactivo para la determinación de la edad de las materias orgánicas.
- 12 de diciembre: en Ecuador, inició la Televisión en Guayaquil y RTS inició sus transmisiones siendo el primer canal ecuatoriano en iniciar las transmisiones.
- 14 de diciembre: resolución 1514 de las Naciones Unidas sobre descolonización, en la que se incluía a Ifni como Territorio No Autónomo.
- 15 de diciembre: en Bélgica, el rey Balduino I se casa con la española Fabiola de Mora y Aragón.
- 16 de diciembre colisión aérea de Nueva York de 1960
- 20 de diciembre: la fundación Juan March adquiere el Cantar de mio Cid (el manuscrito más valioso de la Biblioteca Nacional) en 10 millones de pesetas.
- 20 de diciembre: en Vietnam del Sur, grupo de resistencia del país se agrupan para constituir el FNL (Frente Nacional de Liberación), con predominio del Vietcong comunista.
- 30 de diciembre: en la ciudad de Chilpancingo (México), el ejército mexicano —bajo órdenes del Gobierno del estado de Guerrero—, abre fuego contra estudiantes en huelga. Mueren alrededor de 20 personas y resultan heridos un centenar.
- 30 de diciembre: en Lima (Perú), el Consejo de Ministros rompe relaciones con el nuevo régimen cubano encabezado por Fidel Castro.

### Sin fecha conocida
- El sello discográfico Reprise Records es fundado por el cantante, actor y empresario Frank Sinatra. Esto le permitió mayor libertad creativa tanto para él como para los artistas adscritos en el sello discográfico. Por ende, se ganó el seudónimo de "The Chairman of the Board".

## Nacimientos

### Enero
- 1 de enero: 
  - Nadia El Fani, cineasta francotunecina.
  - Francis Lorenzo, actor español.
- 2 de enero: 
  - Rebecca Elson, astrónoma y escritora canadiense-estadounidense (f. 1999).
  - Naoki Urasawa, mangaka (dibujante) japonés.
- 3 de enero: 
  - Antonio Balmón, político español.
  - Rossella Di Paolo, poeta, profesora y escritora peruana.
  - Sigrid Hackenberg, filósofa, profesora de filosofía y videoarte hispanoalemana.

- 4 de enero: 

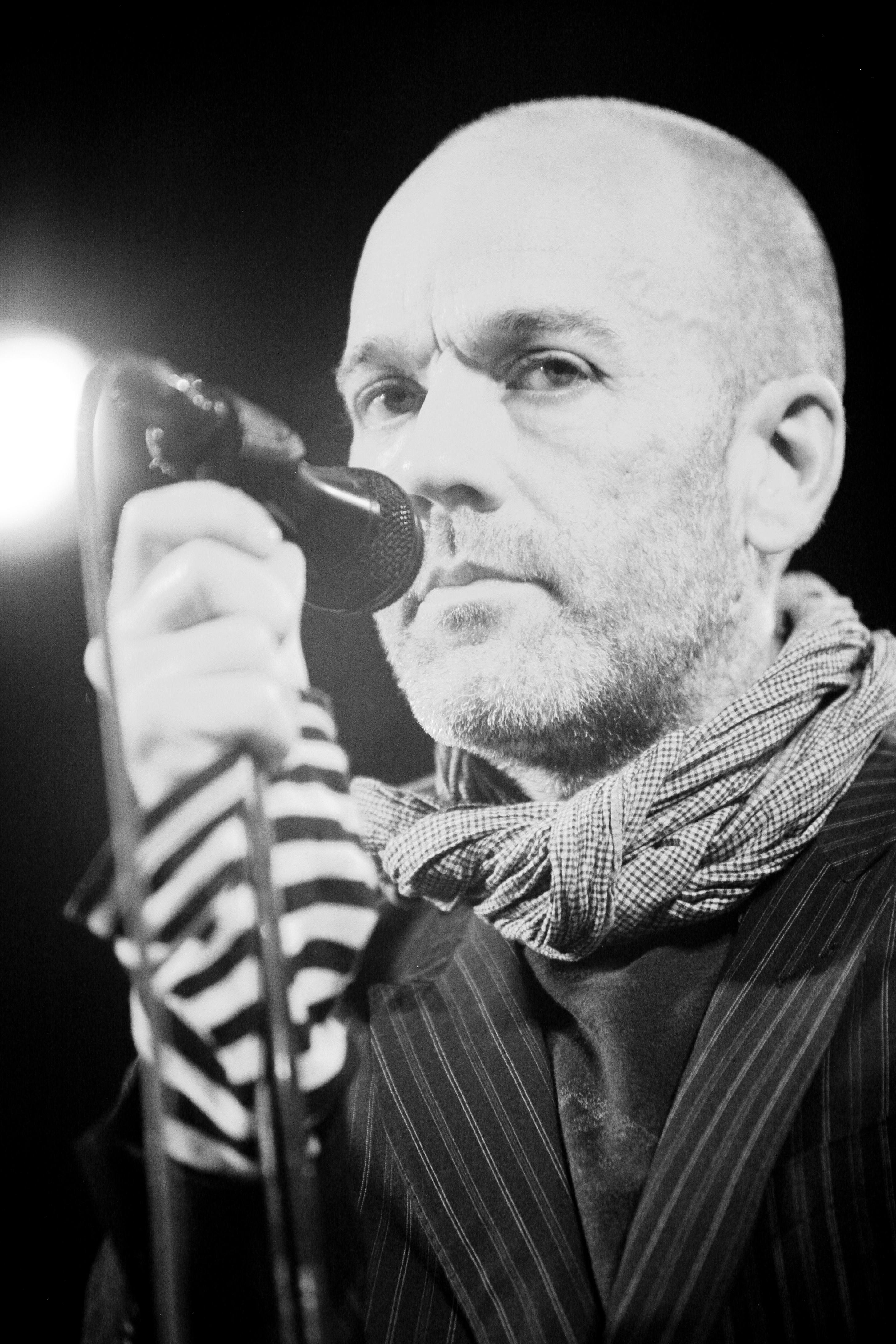
Michael Stipe

  - Michael Stipe, cantante estadounidense, de la banda R.E.M..
  - April Winchell, actriz de voz, escritora, presentadora de radio estadounidense.
- 5 de enero: Phil Thornalley, compositor y productor discográfico  británico.
- 6 de enero: Nigella Lawson, cocinera británica.
- 7 de enero: Elsa Cayat, psiquiatra y psicoanalista francesa (f. 2015).
- 8 de enero: Dave Weckl, baterista estadounidense.
- 9 de enero: Michal Peprník, profesor, crítico literario y escritor checo.
- 10 de enero: 
  - Gurinder Chadha, cineasta británica de origen indio.
  - Brian Cowen, político irlandés.
  - Jesús Mari Lazkano, pintor español.
- 11 de enero: Marcelo Moura, músico, compositor, productor y cantante de rock argentino.
- 12 de enero: 
  - Dominique Wilkins, jugador estadounidense de baloncesto.
  - Oliver Platt, actor estadounidense.
- 13 de enero: 
  - Eric Betzig, físico estadounidense, Premio Nobel de Química en 2014.
  - Goddess Bunny, actriz, cantante y modelo transgénero estadounidense (f. 2021).
  - Jorge García Usta, escritor colombiano (f. 2005).
- 14 de enero: 
  - Marcia Barbosa, física brasileña especializada en mecánica cuántica.
  - Marco Vinicio Bedoya, cantante y animador de televisión ecuatoriano (f. 1998).
  - Carlos Zárate Valenzuela, periodista chileno.
- 15 de enero: Cihan Aktas, escritora, investigadora y periodista turca.

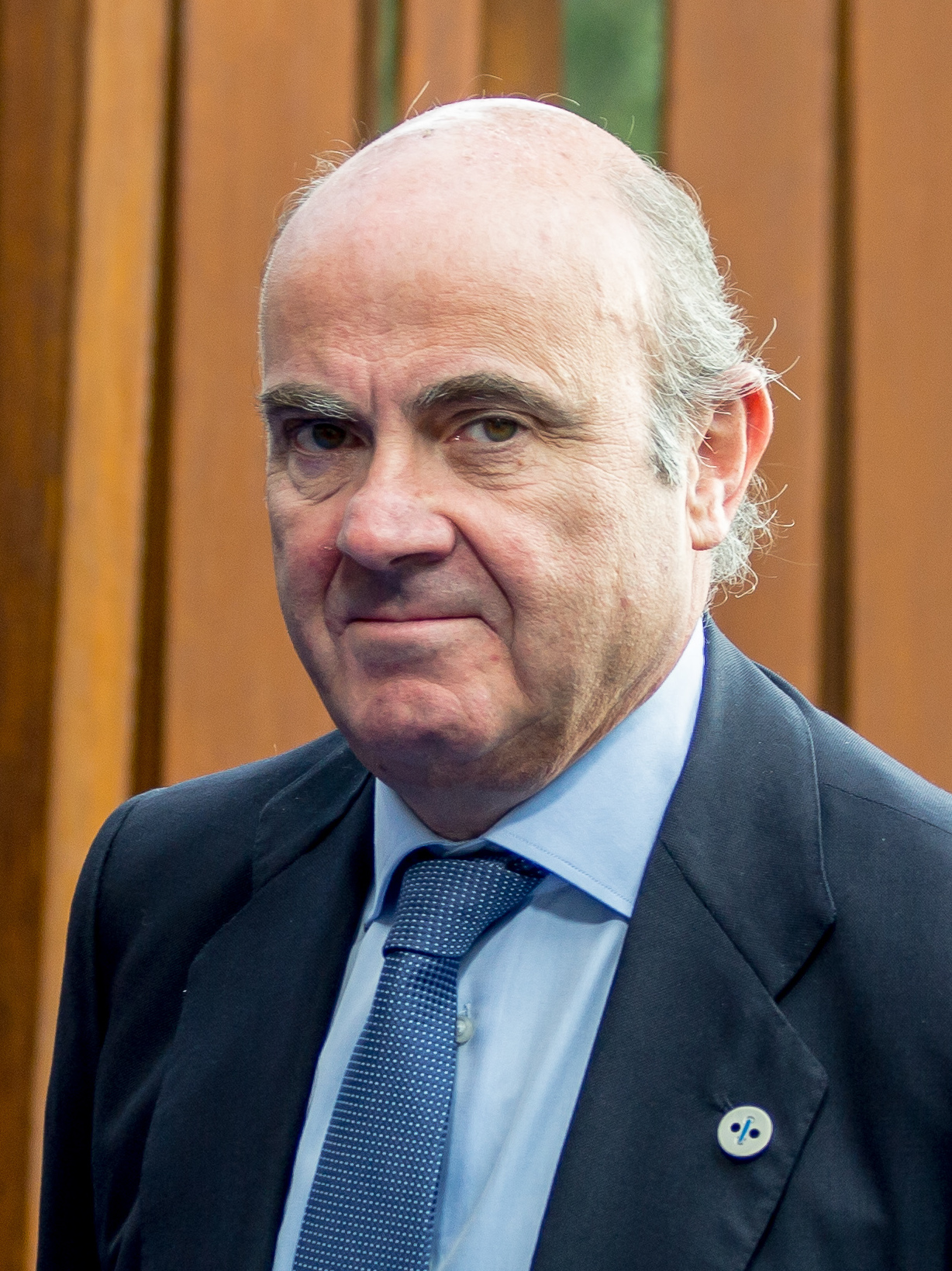
Luis de Guindos

- 16 de enero: Luis de Guindos, economista y político español.
- 18 de enero: 
  - Mertxe Aizpurua, periodista y política española.
  - Deborah Holtz, escritora, periodista, locutora de radio y empresaria mexicana.
- 19 de enero: 
  - Antonio Capel, pintor realista español.
  - Mauro Tassotti, futbolista italiano.
- 20 de enero: 
  - Carla Rigg, exmodelo y diseñadora lituana de origen argentino.
  - Will Wright, diseñador de videojuegos estadounidense.
- 21 de enero: Francisco Astorga, folclorista chileno (f. 2021).
- 22 de enero: 
  - Ángel Fernández Franco, más conocido como El Torete, actor español (f. 1991).
  - Michael Hutchence, vocalista y compositor australiano, de la banda INXS (f. 1997).
  - Patricia Mazuy, directora de cine y guionista francesa.

- 24 de enero: 

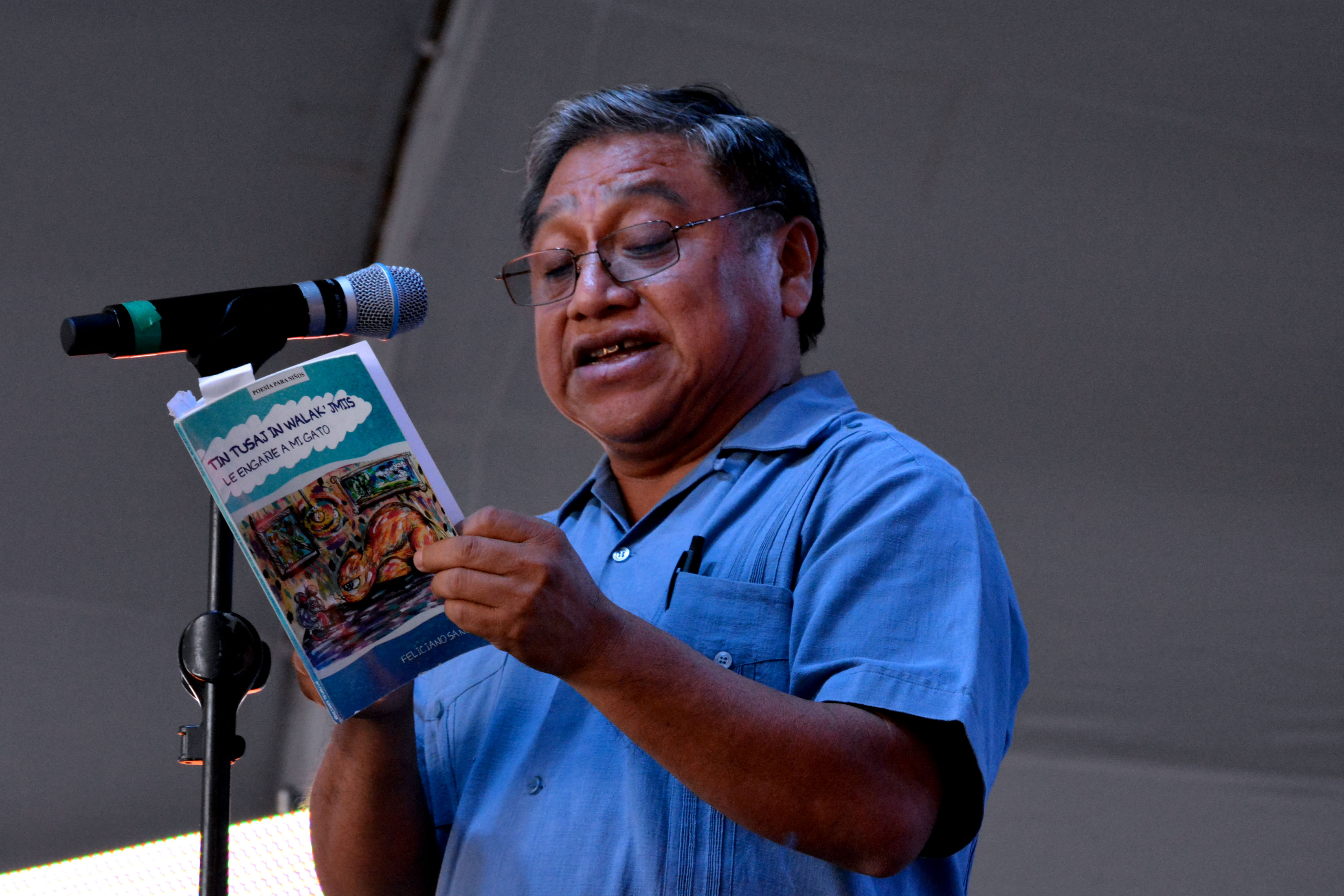
Feliciano Sánchez Chan

  - Telmo Fernández Castro, astrofísico español.
  - Rolando Graña, periodista argentino.
  - Francis Lorenzo, actor español.
  - Feliciano Sánchez Chan, poeta, dramaturgo, profesor y promotor cultural mexicano que escribe en lengua maya.
- 25 de enero: 
  - Rinaldo Alessandrini, director de orquesta, clavecinista, pianista, organista y director de coro italiano.
  - Roxana Ávalos, bailarina, vedette, actriz y comediante peruana (f. 2000).

- 26 de enero: 

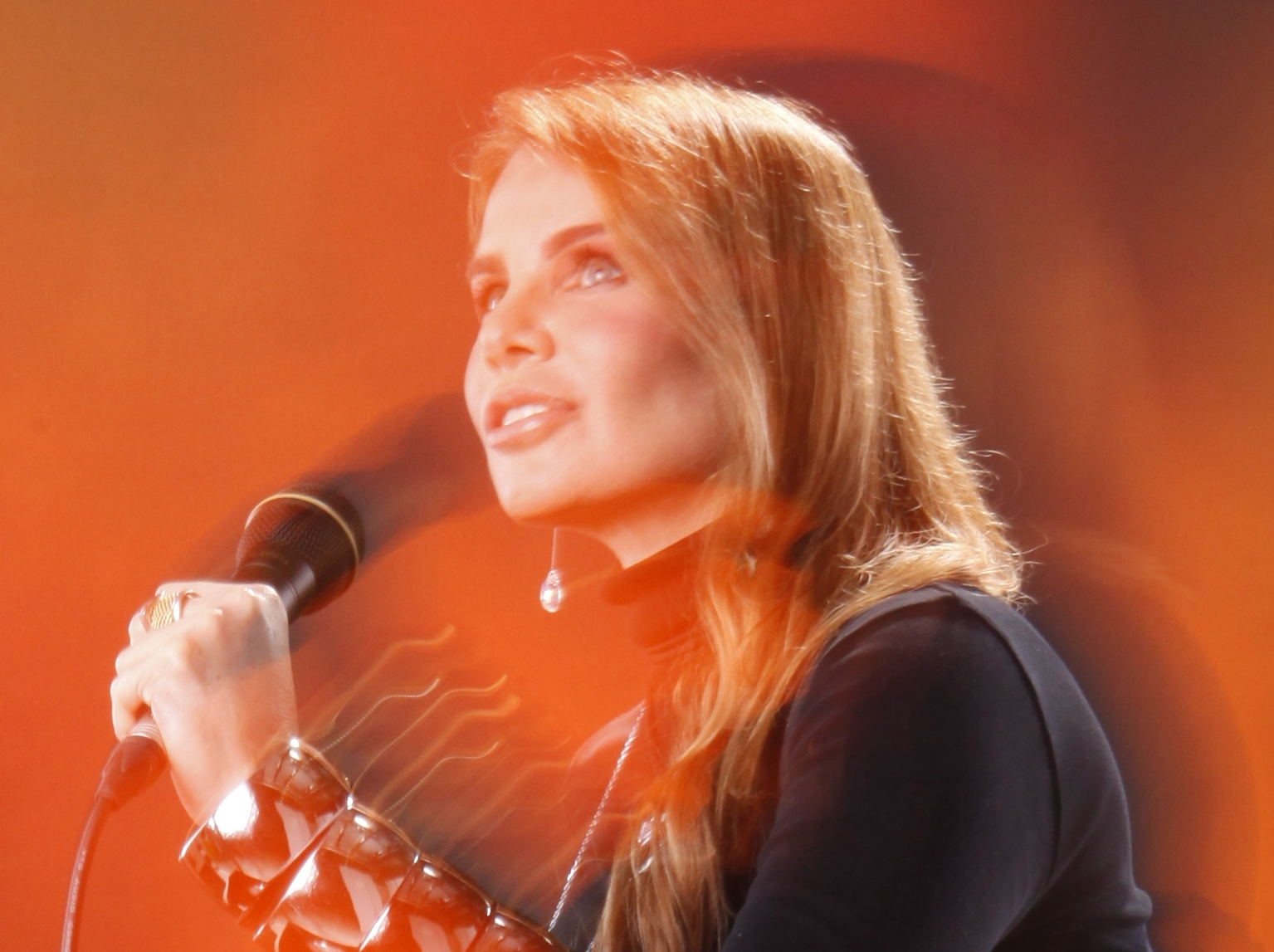
María Rivas

  - Montserrat Boix, periodista española.
  - Miguel Morales, cantante colombiano de música vallenata.
  - Sergi Pàmies, escritor, periodista y traductor español en lengua catalana.
  - María Rivas, cantautora venezolana de latin jazz (f. 2019).
  - Róger Sánchez Flores, caricaturista, historietista y periodista nicaragüense. (f. 1990).
- 27 de enero: 
  - Jaime St. James, cantante estadounidense.
  - Ngarmpun Vejjajiva, escritora y traductora tailandesa.
- 28 de enero: 
  - Elena Bargues Capa, escritora y profesora española.
  - Mauricio Dayub, actor y director de teatro argentino.
- 29 de enero: 
  - Gia Carangi, modelo estadounidense (f. 1986).
  - Maya Jribi, política y activista feminista tunecina (f. 2018).
- 30 de enero: 
  - Gerald Finley, bajo-barítono canadiense.
  - Magdalena Helguera, escritora de literatura infantil chilena.
  - Alejandro Sokol, músico, vocalista y compositor de rock argentino (f. 2009).
- 31 de enero: 
  - Akbar Ganji, periodista y escritor iraní.
  - Alberto Garrandés, escritor, cuentista, novelista, ensayista, investigador y editor cubano.
  - Grant Morrison, guionista de cómics escocés.

### Febrero
- 1 de febrero: Mariano Peña, actor español.
- 2 de febrero: Flor Elena González, actriz de televisión venezolana.

- 3 de febrero: 

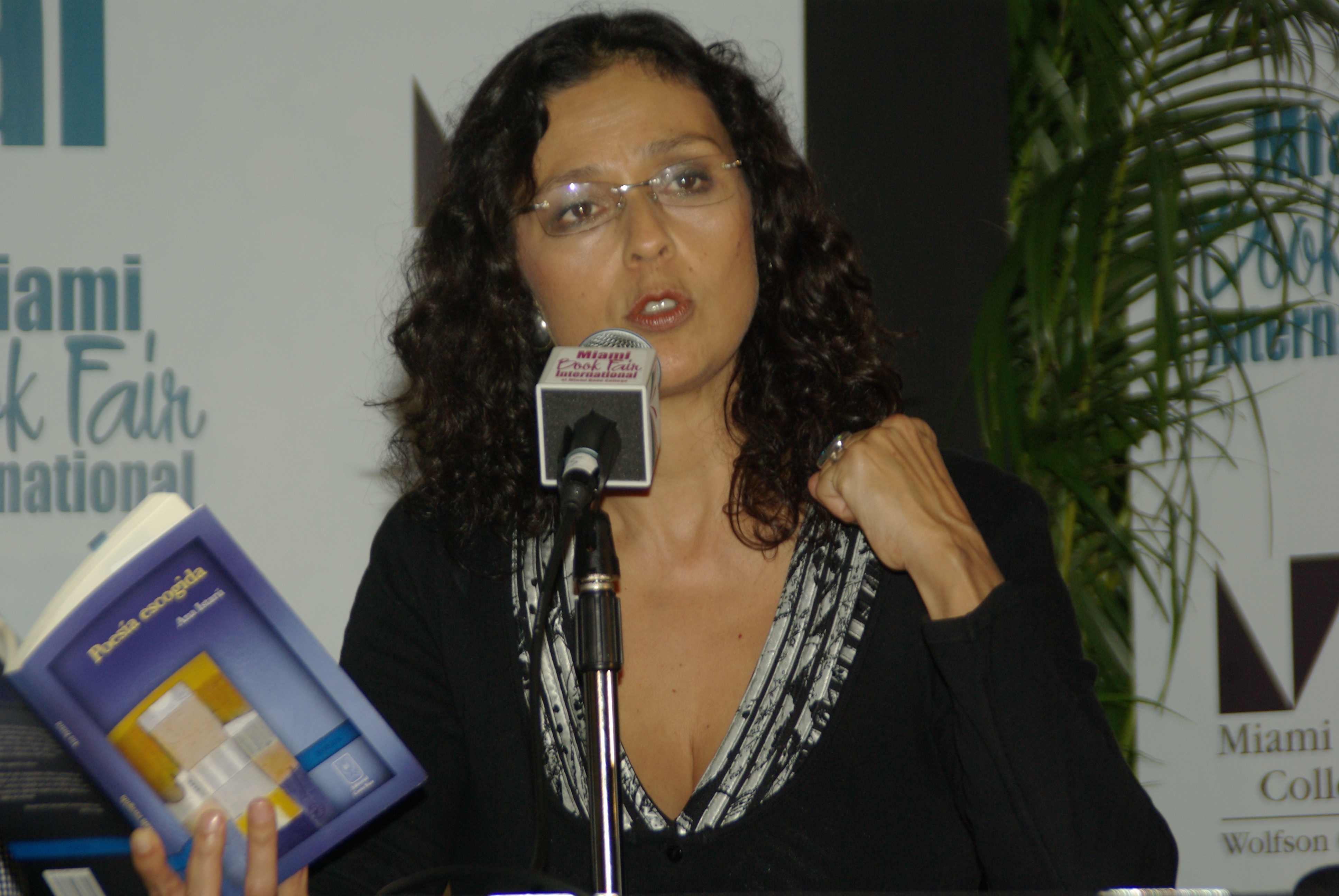
Ana Istarú

  - Ana Istarú, actriz y escritora costarricense.
  - Joachim Loew, futbolista y entrenador alemán.
- 4 de febrero: 
  - María José Frápolli, filósofa española.
  - Fernando La Estrella, cocinero, músico y artista español (f. 2023).
  - Jonathan Larson, compositor y letrista estadounidense, creador del musical Rent (f. 1996).
  - Raquel Morell, actriz mexicana.
- 5 de febrero: Mario Zaragoza, actor mexicano.
- 6 de febrero: 
  - Megan Gallagher, actriz estadounidense.
  - Liliana Serantes, actriz, locutora, directora de teatro y conductora argentina (f. 2011).
- 7 de febrero: 
  - James Spader, actor estadounidense.
  - Yasunori Matsumoto, actor y seiyū japonés.
  - Luis Cresencio Sandoval, general y secretario de defensa mexicano.

- 8 de febrero: 

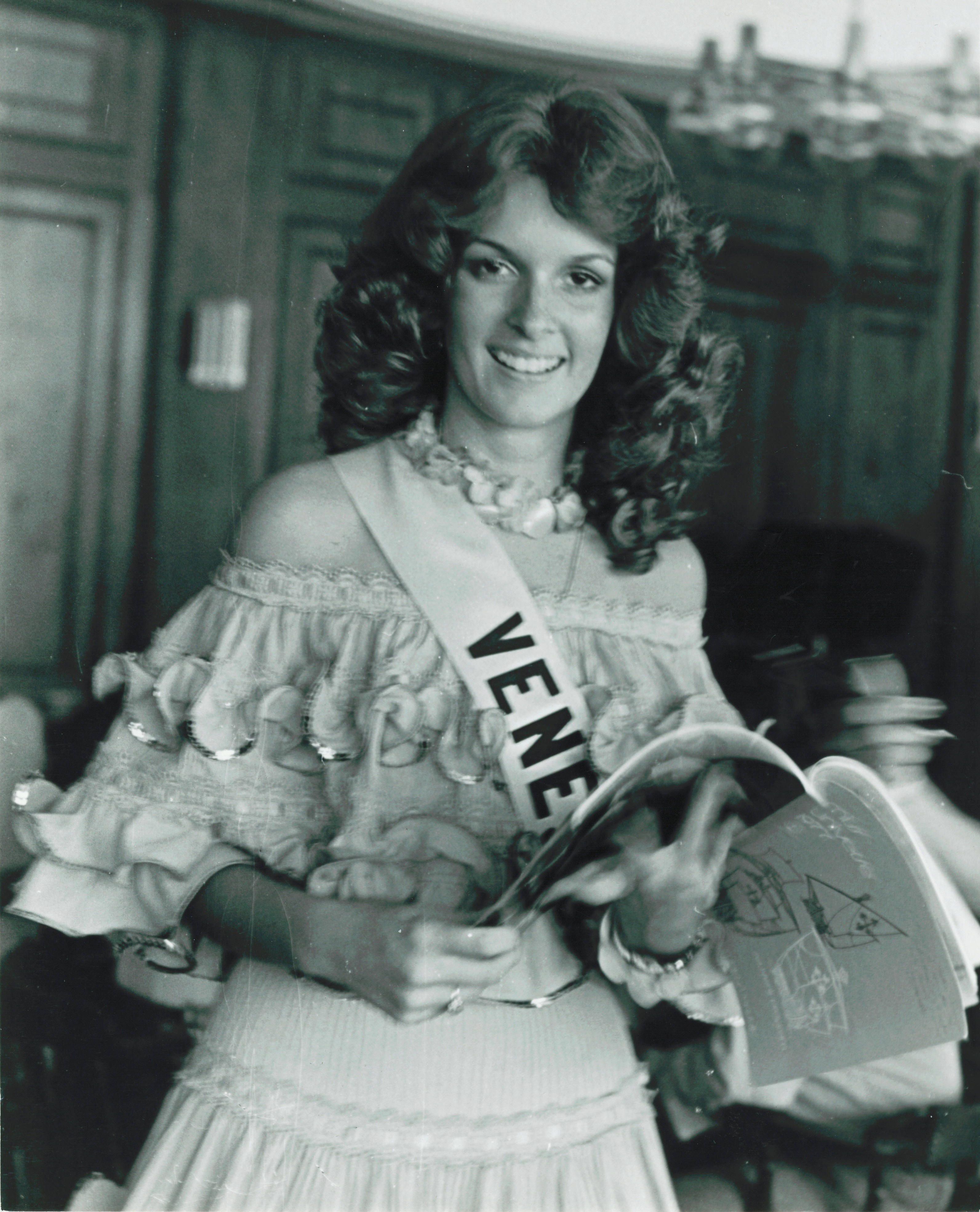
Cristal Montañez

  - Benigno Aquino III, político y presidente filipino desde 2010 hasta 2016 (f. 2021).
  - Juan Luis Calero, periodista, director, guionista y presentador de TV y radio, humorista y actor español.
  - Alfred Gusenbauer, excanciller austriaco.
  - Cristal Montañez, una filántropa, activista, modelo y miss venezolana.
- 9 de febrero: 
  - Antonia Dell’Atte, top model y presentadora italiana.
  - José Luis Paniagua, actor colombo-costarricense (f. 2013).
  - Rebeca Manríquez, actriz, directora y locutora mexicana
- 11 de febrero: 
  - Samuel Moreno, político colombiano (f. 2023).
  - Felipe Zuleta Lleras, periodista colombiano.
- 12 de febrero: 
  - Adriana Franco de Abreu Falcão, escritora y guionista brasileña.
  - Francisco Domene, poeta y escritor español.
- 13 de febrero: 
  - Pierluigi Collina, árbitro italiano de fútbol.
  - Matt Salinger, actor estadounidense.
  - Pia Sundhage, futbolista y entrenadora sueca.
- 14 de febrero: 
  - Georgino Orellana, periodista, productor y presentador de televisión hondureño (f. 2010).
  - Meg Tilly, actriz canadiense.
- 15 de febrero: 
  - Darrell Green, jugador estadounidense de fútbol americano.
  - Alberto Rojo, músico, escritor y físico argentino.
  - Amín El Chiche Martínez Barreto, cantautor colombiano de música vallenata.
  - Enrique Urquijo, compositor, cantante, bajista y guitarrista español (f. 1999).
- 16 de febrero: 
  - Cherie Chung, actriz hongkonesa.
  - Antonio Dechent, actor español.
- 17 de febrero: Ginette Reynal, modelo, empresaria, conductora y actriz argentina.
- 18 de febrero: 
  - Tony Anselmo, animador y actor de voz estadounidense.
  - Laura Baigorri, investigadora teórica feminista española especialista en Arte y Nuevos Medios.
  - Alberto Barrera Tyszka, narrador, poeta, columnista y guionista venezolano.
  - Paul Mazzolini., más conocido como Gazebo, músico italiano.
  - Charly Danone, cantante de música de baile español.
  - Greta Scacchi, actriz británica.
- 19 de febrero: Andrés de York, aristócrata británico.

- 20 de febrero: 
  - Kee Marcello, músico sueco.

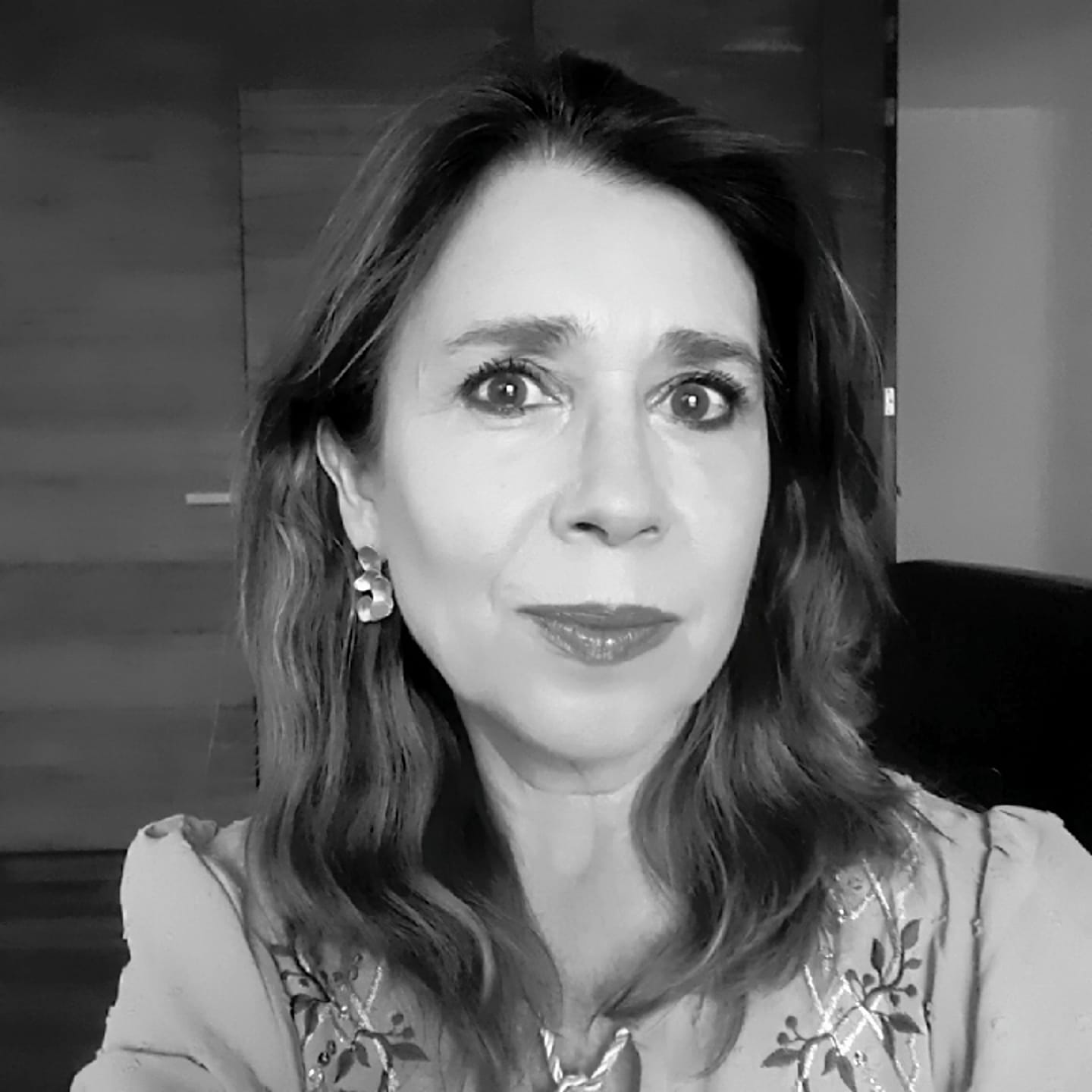
Ofelia Morton Bermea

  - Ennio Marchetto, comediante italiano.
  - Ofelia Morton Bermea, química ambiental, petróloga, geofísica, científica mexicana.

- 21 de febrero: 

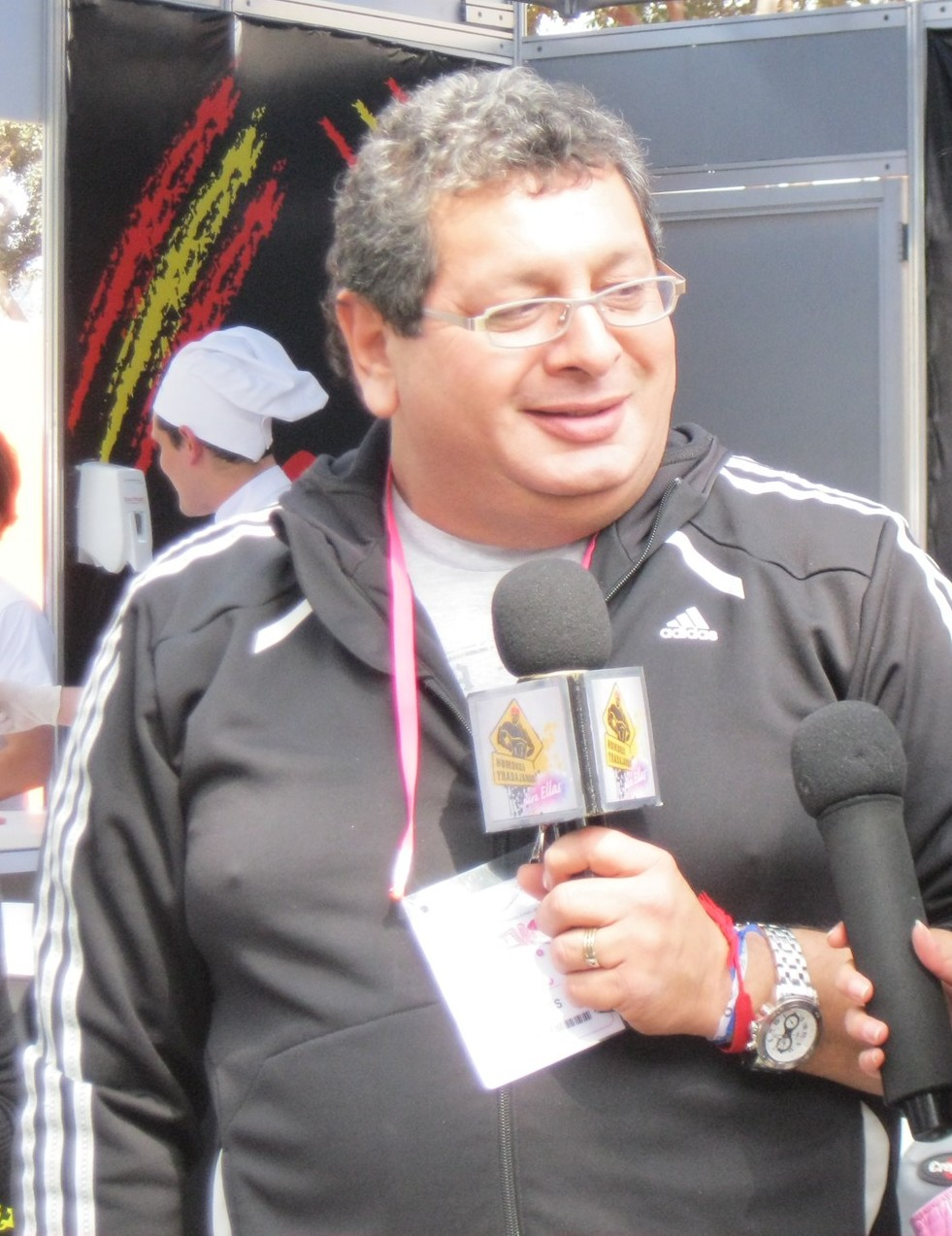
Ricky Tosso

  - Plamen Oresharski, político búlgaro.
  - Ricky Tosso, actor, director y comediante peruano (f. 2016).
- 22 de febrero: 
  - Paul Abbott, guionista y productor de televisión británico.
  - Simón Bross, director y productor de cine mexicano.
  - Bernat Joan, profesor, dramaturgo, poeta, escritor y político español.
  - Emilia Eneyda Valencia Murrain, docente, investigadora y gestora cultura colombiana.
- 23 de febrero: 
  - Naruhito, príncipe japonés.
  - Luisa Martín, actriz española.
  - Luis Alberto Tamayo, escritor chileno.
- 24 de febrero: 
  - Chris Buck, director, guionista y animador estadounidense.
  - Hebert Axel González, dramaturgo, director de teatro, actor, profesor y funcionario mexicano (f. 2020).
- 25 de febrero: 
  - Léandre-Alain Baker, actor y director de la República Centroafricana.
  - Felipe Benítez Reyes, actor español.
  - Amado del Pino, dramaturgo, ensayista, crítico teatral, actor y periodista cubano (f. 2017).
  - Rula Quawas, académica jordana, defensora de los derechos de las mujeres (f. 2017).
- 26 de febrero: 
  - Dino Gordillo, humorista chileno.
  - Tati Penna,  cantante, periodista, locutora de radio y presentadora de televisión chilena (f. 2021).
- 27 de febrero: Simon Critchley, filósofo y profesor universitario británico.
- 28 de febrero: 
  - Tōru Ōkawa, seiyū japonés.
  - Dorothy Stratten, playmate y actriz canadiense (f. 1980).
- 29 de febrero: 
  - Cheb Khaled, músico argelino.
  - Richard Ramírez, asesino en serie (f. 2013).

### Marzo
- 1 de marzo: María Ángela Nieto, científica española, doctora en Bioquímica y Biología Molecular.
- 2 de marzo:
  - Peter F. Hamilton, escritor británico.
  - Mijaíl Tiurin, cosmonauta ruso.
- 3 de marzo: Caupolicán Ovalles, director, productor y guionista venezolano.
- 4 de marzo: 
  - Tomás Gayo, actor español (f. 2012).
  - Nancy Herrera, modelo, actriz de cine, teatro y televisión, y una locutora argentina.
  - Vicky Jenson, director de cine de animación estadounidense.
- 6 de marzo: 
  - Walter Giardino, guitarrista argentino, de la banda Rata Blanca.
  - Xhevdet Bajraj, poeta de origen kosovar, nacionalizado mexicano (f. 2022).

- 7 de marzo: 

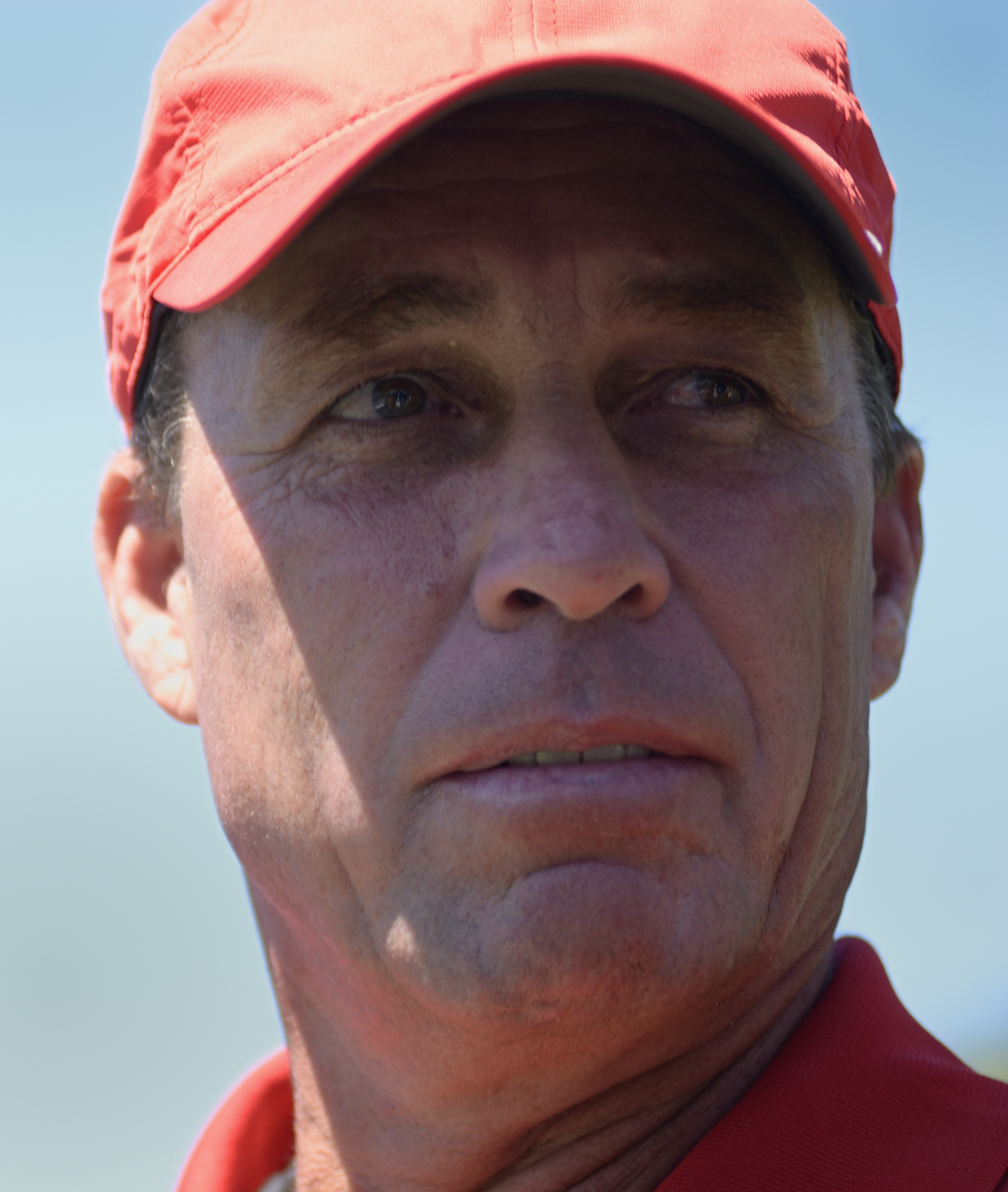
Ivan Lendl

  - Raúl Aliaga, percusionista chileno.
  - María Victoria Lareu, investigadora, profesora universitaria y médica forense gallega.
  - Ivan Lendl, tenista checo.
- 8 de marzo: 
  - Jeffrey Eugenides, novelista estadounidense.
  - Amalia "Yuyito" González, actriz argentina de cine, teatro y televisión, periodista y vedette.
  - Lexy Ortega, Gran Maestro Internacional de ajedrez cubano.
- 9 de marzo: 
  - Lily Afshar, guitarrista clásica estadounidense iraní (f. 2023).
  - Vartanoush Garbis Selim , también conocida como Anoushka cantante y actriz egipcia.
  - Linda Fiorentino, actriz estadounidense.
- 11 de marzo: Christophe Gans, director de cine, escritor y productor francés.
- 12 de marzo: 
  - Jason Beghe, actor estadounidense.
  - Courtney B. Vance, actor estadounidense.
  - Marlon Jackson, cantante estadounidense, de la banda The Jackson 5.

- 13 de marzo: 

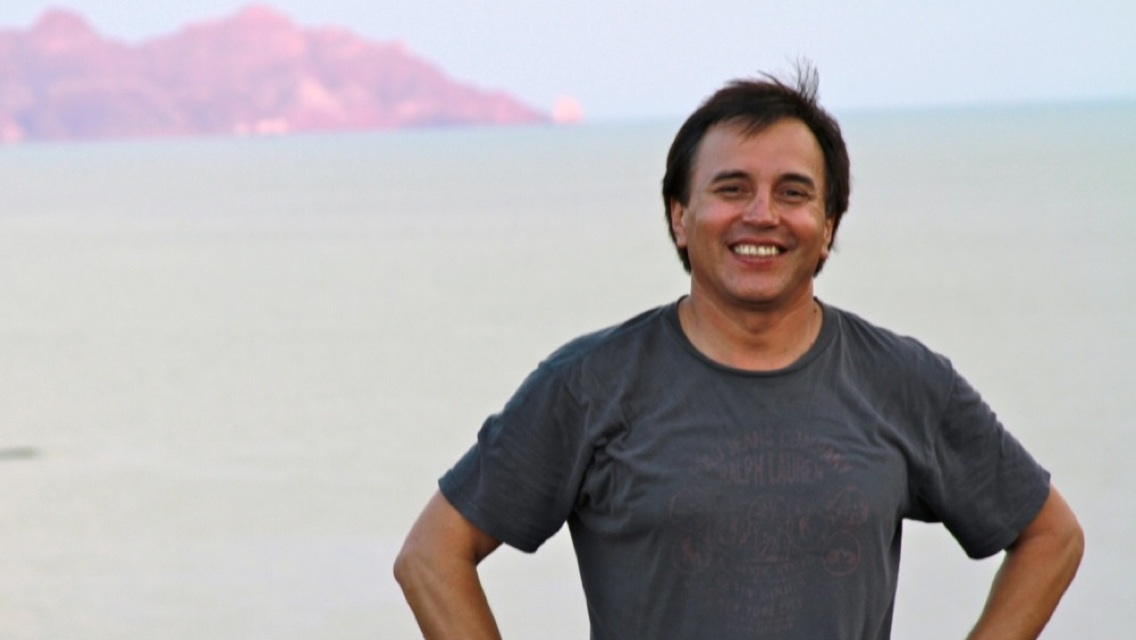
Ignacio Guadalupe

  - Yuri Andrujovich, escritor, periodista y traductor ucraniano.
  - Adam Clayton, bajista irlandés, de la banda U2.
  - Alejandro Filio, cantautor y músico mexicano.
  - Ignacio Guadalupe, actor mexicano.
  - Luciano Ligabue, músico, compositor, escritor, poeta y director de cine italiano.
  - Jorge Sampaoli, entrenador de fútbol argentino.
  - Quique Sinesi, guitarrista argentino.
- 14 de marzo: 
  - Heidi Hammel, astrónoma planetaria estadounidense.
  - Petter Næss, actor, director de cine y guionista noruego.
  - Patrizia Rinaldi, escritora italiana.

- 15 de marzo: 
  - Rosa Beltrán, escritora mexicana.

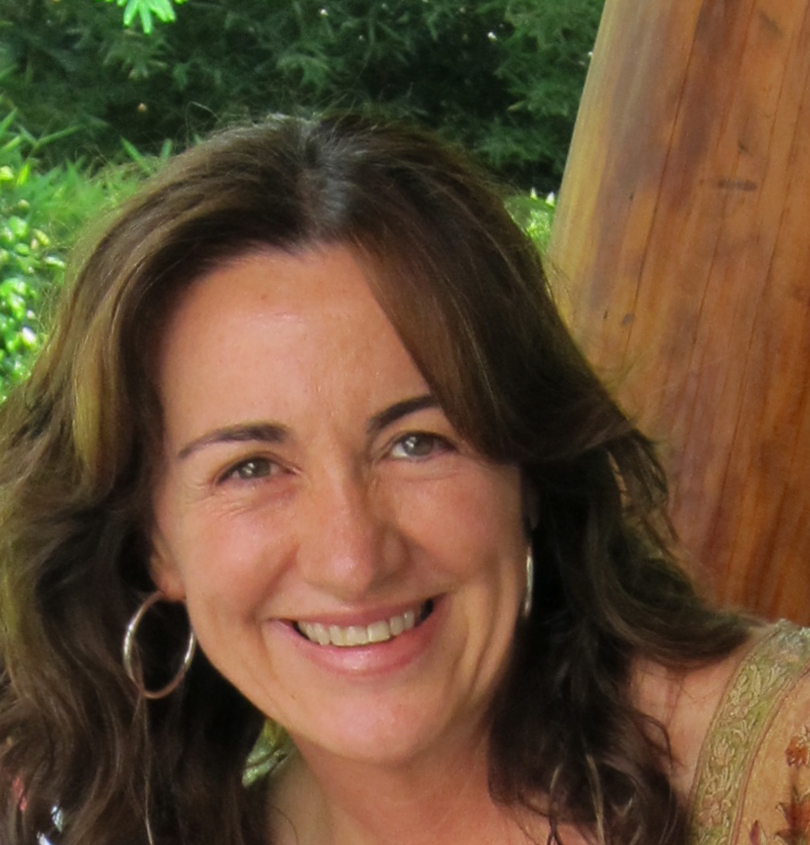
Rosa Beltrán

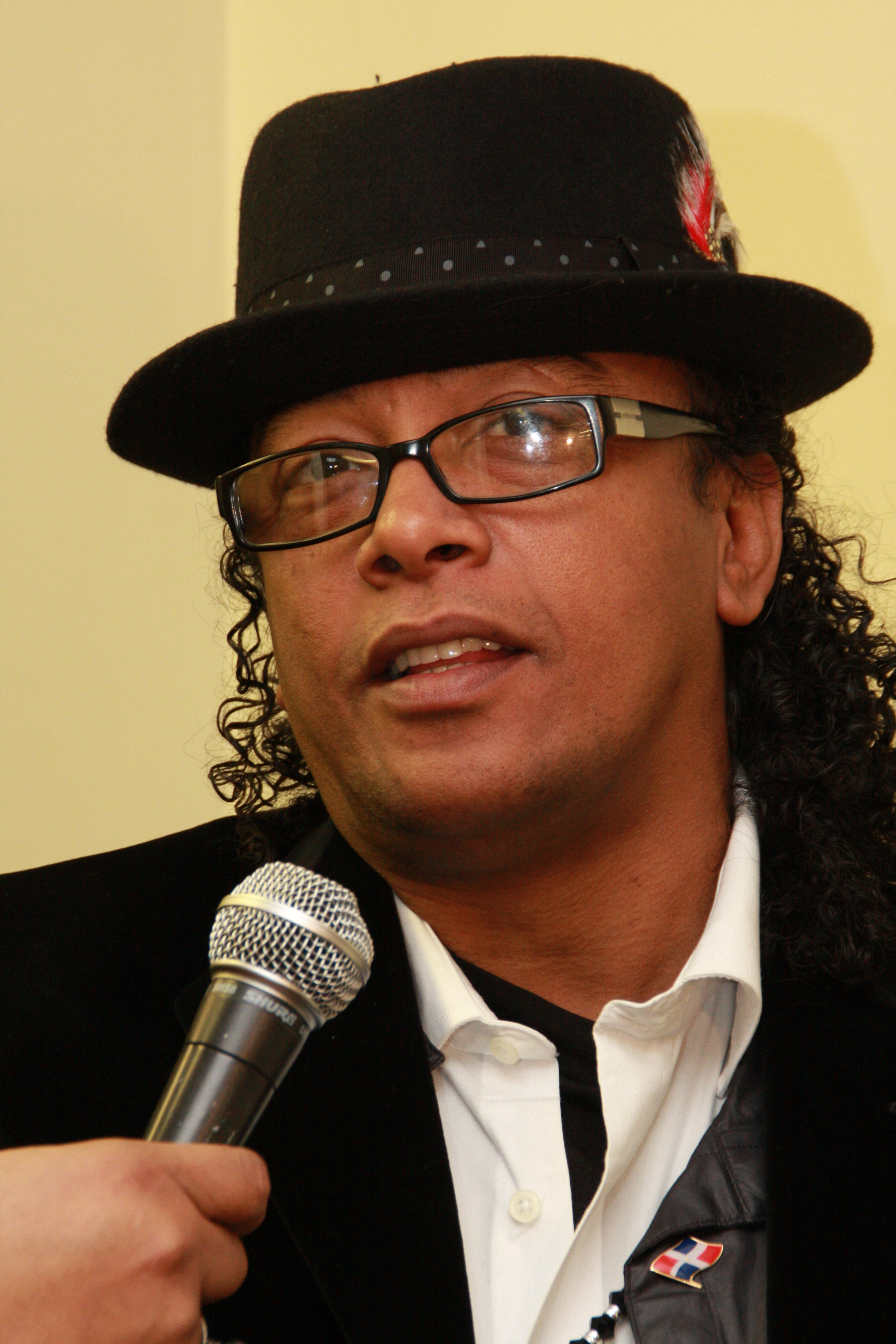
Sergio Vargas

  - Enrique Urquijo, cantautor y guitarrista español (f. 1999).
  - Sergio Vargas, cantante dominicano.
- 16 de marzo: Mónica Delta, periodista y presentadora peruana.
- 17 de marzo: Francisco Acuyo, poeta y escritor español.
- 18 de marzo: 
  - Richard Biggs, actor de televisión y de teatro estadounidense (f. 2004).
  - Steve Kloves, guionista y director estadounidense.
- 19 de marzo: 
  - José Bayro Corrochano, artista plástico boliviano y nacionalizado mexicano.
  - Eliane Elias, pianista brasileña.
  - Pepe Justicia, guitarrista flamenco español.
- 20 de marzo: 
  - Óscar Gangas, humorista y artista chileno.
  - Teodoro Hampe, historiador e investigador peruano (f. 2016).
  - Claudio Rígoli, locutor, periodista y presentador de televisión argentino.
- 21 de marzo: 
  - Margarita Aizpuru, crítica e investigadora de arte contemporáneo española.
  - Álvaro García Trujillo, actor colombiano.
  - Azucena Hernández, actriz española. (f. 2019).
  - Dominic Miller, músico, compositor y productor musical argentino.
  - Marito (Mario Guillermo Perrotta), cantor argentino que entre 1972 y 1974 acompañó a Jorge Cafrune.
  - Ayrton Senna, piloto brasileño de Fórmula 1 (f. 1994).
  - Mizuki Ōtsuka, actriz de voz japonesa.
- 22 de marzo: 
  - Cinzia De Carolis, actriz italiana.
  - Paul Gillman, músico venezolano.
- 23 de marzo: 
  - Rafael Ferrer, actor estadounidense.
  - María José Nieto, actriz, bailarina y vedette española.
- 24 de marzo: 
  - Kelly LeBrock actriz y modelo estadounidense.
  - Nena (Gabriele Susanne Kerner), cantante alemana.
  - Grayson Perry artista plástico y ceramista británico.
  - Leo Sujatovich pianista, tecladista y compositor argentino.

- 25 de marzo: 

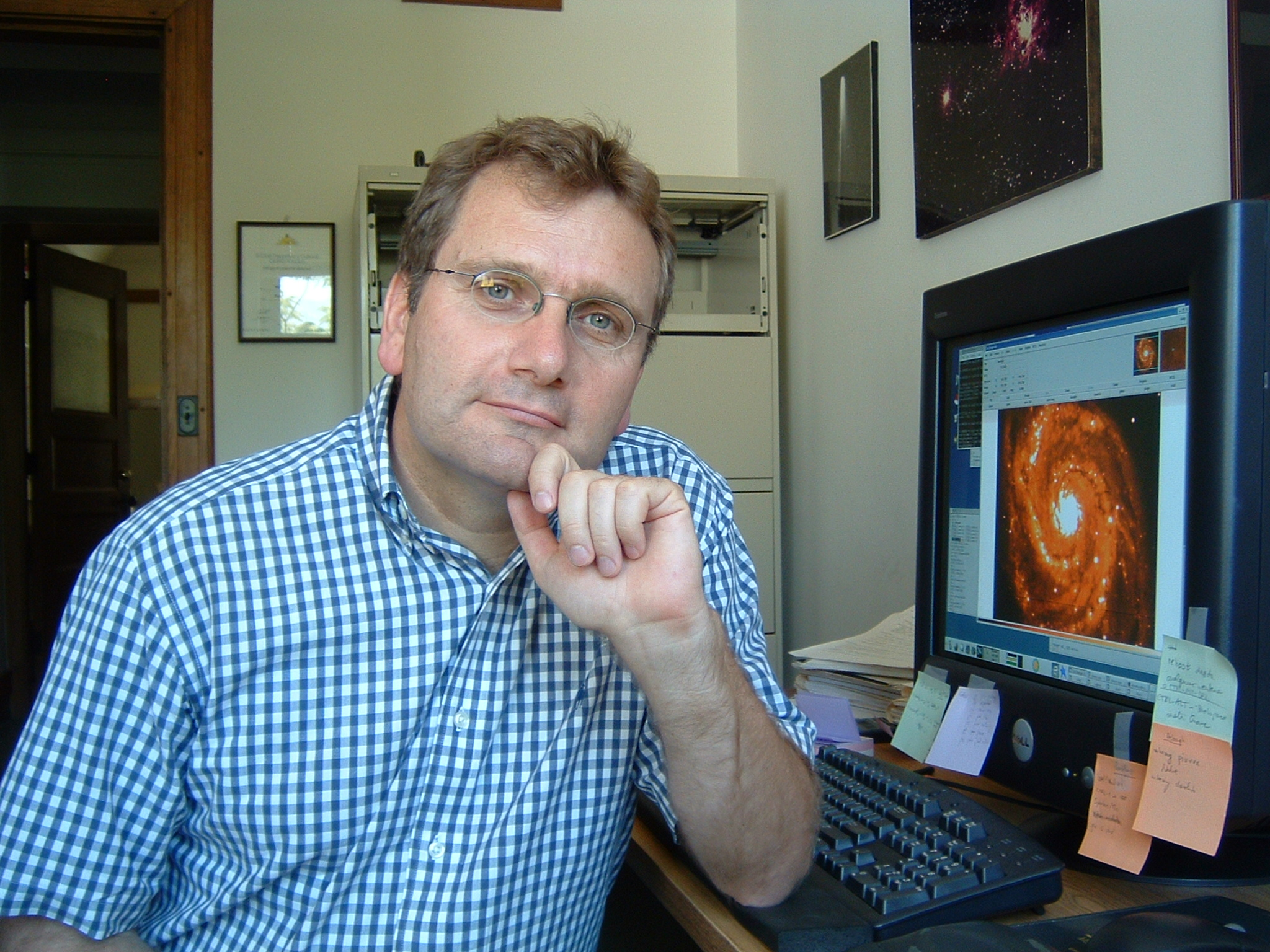
Mario Hamuy Wackenhut

  - Mario Hamuy Wackenhut, astrónomo chileno.
  - Brenda Strong, actriz estadounidense.
- 26 de marzo: Jennifer Grey, actriz estadounidense.
- 27 de marzo: 
  - Victor Bailey, bajista de jazz y jazz fusión estadounidense. (f. 2016).
  - Aída Morales, actriz colombiana de teatro, cine y televisión.
  - Renato Russo, cantautor brasileño (f. 1996).
  - Benny Sadel, merenguero dominicano (f. 2015).
- 28 de marzo: 
  - Chris Barrie, actor y doblador británico.
  - Estefanía Beltrán de Heredia, ingeniera y política española.
  - José María Michavila, abogado, empresario, profesor y político español.
  - Éric-Emmanuel Schmitt, escritor y dramaturgo francés nacionalizado belga.
- 29 de marzo: 
  - Chano Domínguez, pianista español de jazz.
  - Jo Nesbø, escritor y músico noruego.
  - Annabella Sciorra, actriz estadounidense.
  - Hiromi Tsuru, actriz y seiyū japonesa (f. 2017).
- 31 de marzo: Ian McDonald, escritor de ciencia ficción y fantasía galés-irlandés.

### Abril
- 1 de abril: 

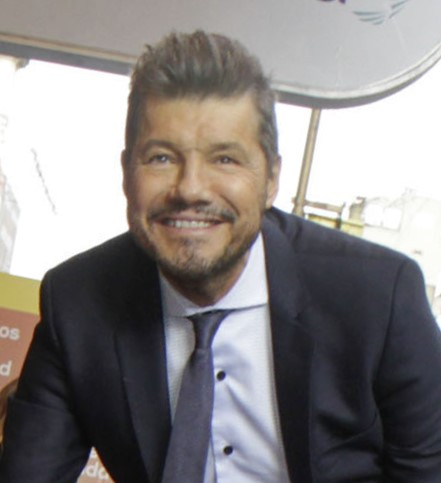
Marcelo Tinelli

  - Cristina Gallach, periodista española.
  - Marcelo Tinelli, presentador y productor de radio y televisión argentino.
- 2 de abril: 
  - Luis Fernando Alvés, actor español.
  - Linford Christie, atleta británico.
  - Josep Bros, tenor español.
- 3 de abril: Arjen Lucassen, músico y compositor neerlandés de heavy metal.

- 4 de abril: 

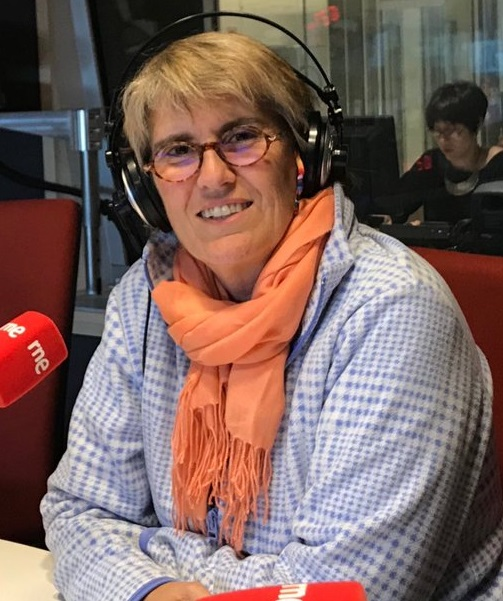
Paloma del Río

  - Eva Arguiñano, cocinera y presentadora española de televisión.
  - Murray Chandler, gran maestro neozelandés de ajedrez.
  - Eduardo Chirinos, poeta y escritor peruano. (f. 2016).
  - Paloma del Río, periodista española.
  - Silvia Núñez Esquer, periodista y activista mexicana.
  - José Peseiro, futbolista y entrenador portugués.
  - Lorraine Toussaint, actriz estadounidense.
  - Hugo Weaving, actor estadounidense.
- 5 de abril: 
  - Wicho García, músico, cantautor y productor musical peruano.
  - Charo Reina, folclórica y actriz española.
  - Timothy V. Murphy, actor irlandés.
- 6 de abril: 
  - Adriana Altaras, actriz, directora de teatro y escritora alemana de origen croata.
  - Juan Ángel, actor, director y dramaturgo colombiano.
  - Warren Haynes, cantante y guitarrista estadounidense, de la banda The Allman Brothers Band.
  - Gabriel Nieto Nieto,pintor colombiano.
  - John Pizzarelli, cantautor y guitarrista estadounidense.
- 7 de abril: 
  - Sandy Powell, diseñadora de vestuario británica.
  - Alfredo Taján, poeta, novelista, narrador, crítico de arte y gestor cultural.
- 8 de abril: 
  - Luis José Santander, actor venezolano de telenovelas.
  - John Schneider, actor y cantante de country estadounidense.
  - Eulalia Sintas Martínez, arqueóloga e historiadora española (f. 2013).

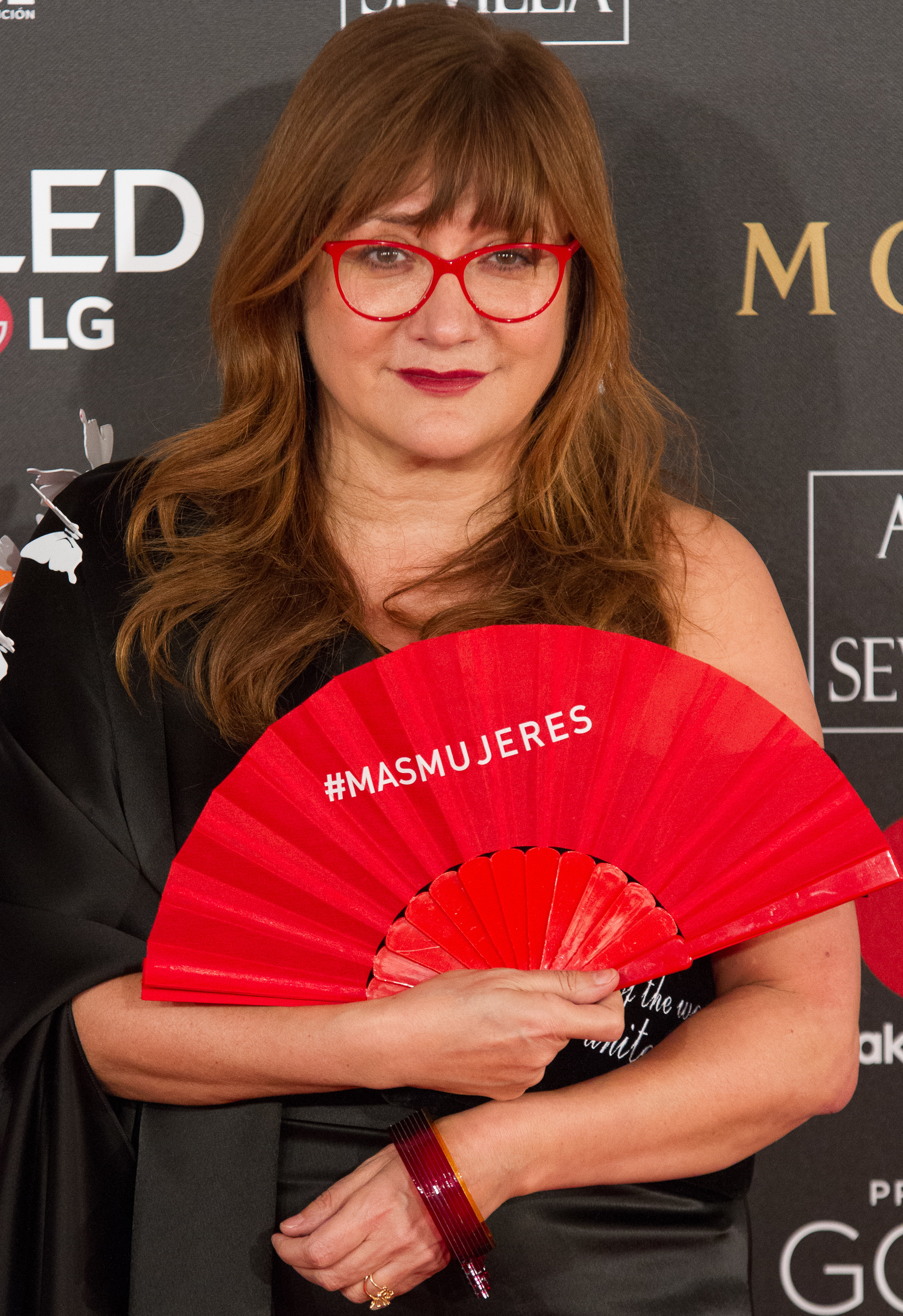
Isabel Coixet

- 9 de abril: Isabel Coixet, cineasta española.

- 10 de abril: 

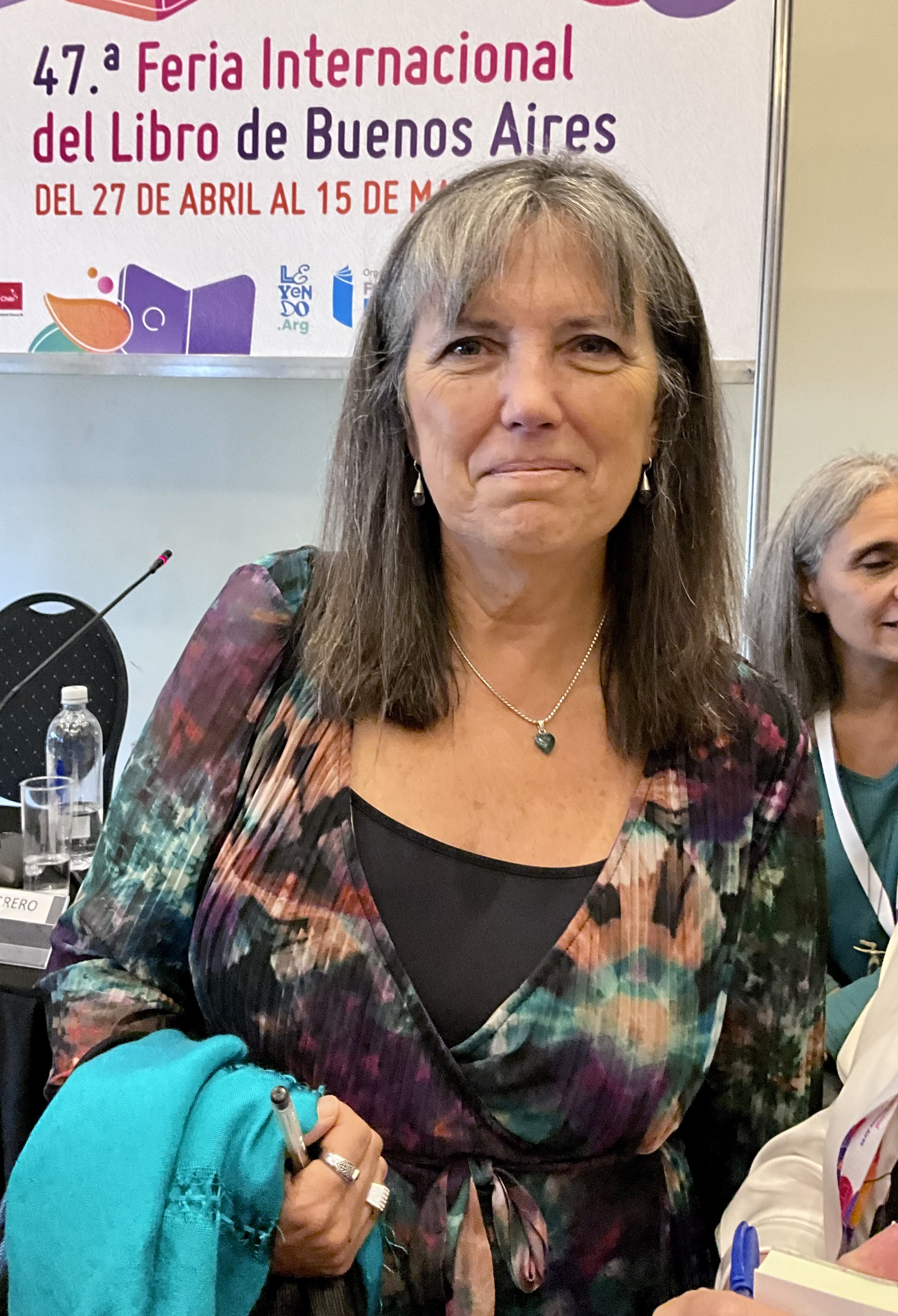
Claudia Piñeiro

  - Abel Barrera Hernández, activista por los derechos humanos y antropólogo mexicano.
  - Olivia Brown, actriz estadounidense.
  - Katrina Leskanich, cantante estadounidense de la banda Katrina & The Waves.
  - Claudia Piñeiro, escritora y guionista argentina.
  - Carlos Ochoa Hernández, periodista ecuatoriano.
- 11 de abril: 
  - Jeremy Clarkson, presentador británico.
  - Àlex Ollé, uno de los directores artísticos de La Fura dels Baus.
- 12 de abril: 
  - Pablo Llonto, periodista, escritor y abogado argentino, especialista en derechos humanos.
  - Víktor Moskalenko, gran maestro internacional de ajedrez español de origen ucraniano.
  - Manuel Teodoro, periodista colombiano.

- 13 de abril: 

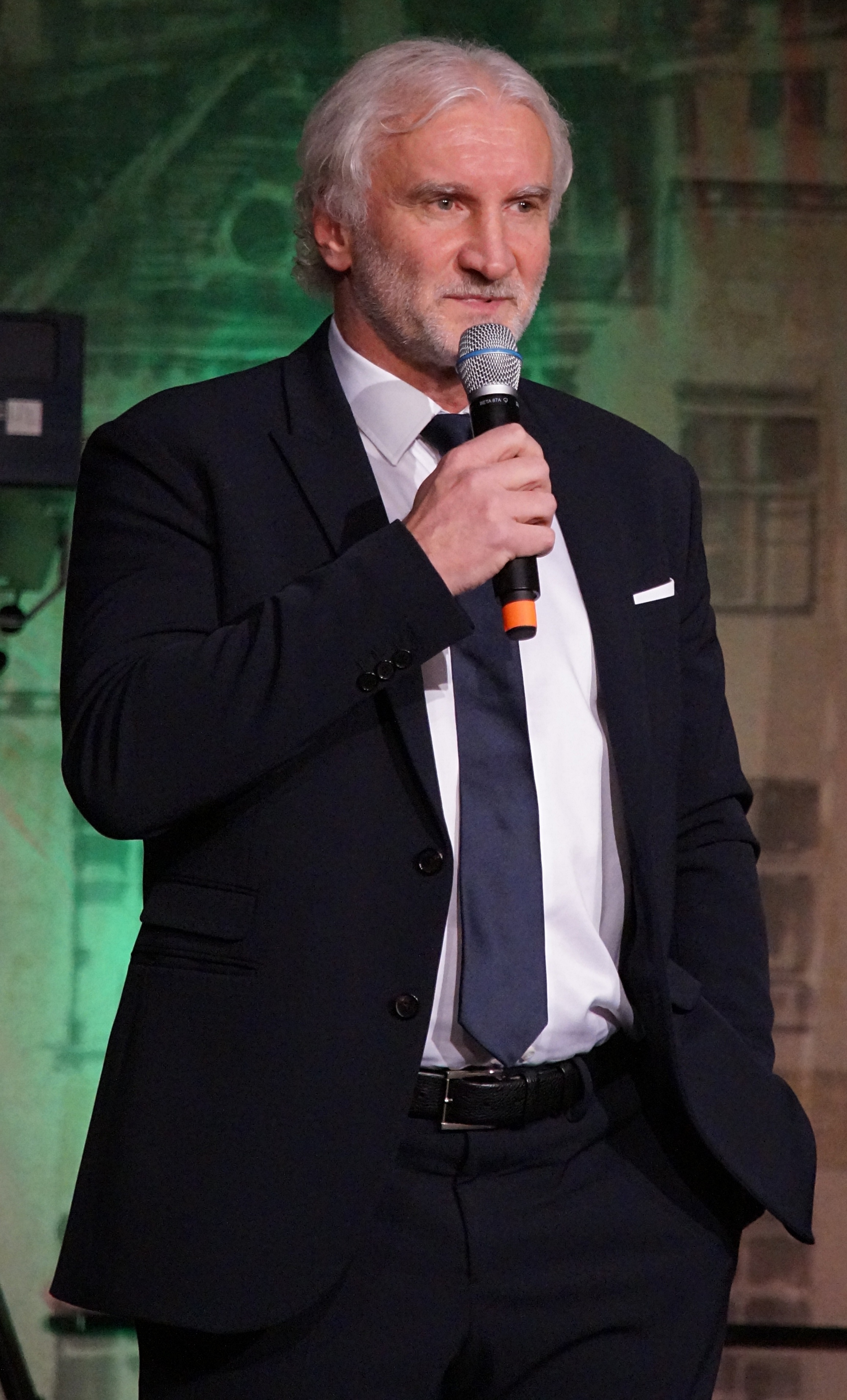
Rudi Völler

  - Michel Faber, escritor de ficción neerlandés.
  - Olaf Ludwig, ciclista alemán.
  - Rudi Völler, exfutbolista y entrenador alemán.
- 14 de abril: 
  - Miguel Argaya, poeta e historiador español.
  - Nacho Campillo, cantante y compositor español, voz y líder del grupo Tam Tam Go!.
  - Brad Garrett, actor y comediante estadounidense.
  - Eugeni Serrano, jugador de balonmano español.
  - Enric Solbes, pintor, ilustrador y diseñador gráfico (f. 2009).
- 15 de abril: 
  - Susanne Bier, directora, guionista y productora de cine danesa.
  - Felipe de Bélgica, rey belga.
  - Pedro Delgado, ciclista español.
  - Mijaíl Korniyenko, cosmonauta ruso.
- 16 de abril: 
  - Rafael Benítez, exfutbolista y entrenador español.
  - Peter Elmore, escritor, crítico literario, periodista, y docente universitario peruano.
  - Michel Gill, actor estadounidense.
  - Mikel Herzog, cantautor español.
  - Pierre Littbarski, exfutbolista y entrenador alemán.
- 17 de abril: Hamid Farrokhnezhad, actor, escritor y director iraní.

- 18 de abril: 

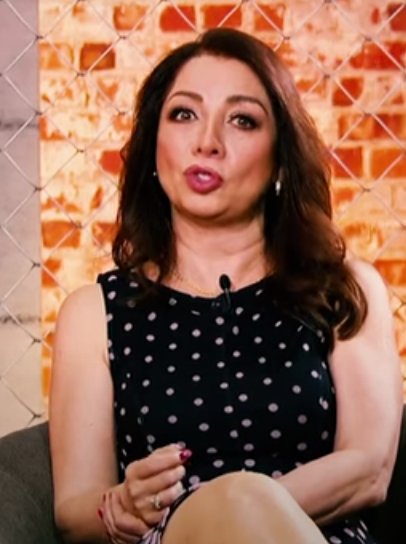
Arlette Pacheco

  - Rolando Jiménez, activista LGTBI chileno.
  - Arlette Pacheco, actriz mexicana.
  - Carme Pigem, arquitecta española.

- 19 de abril: 

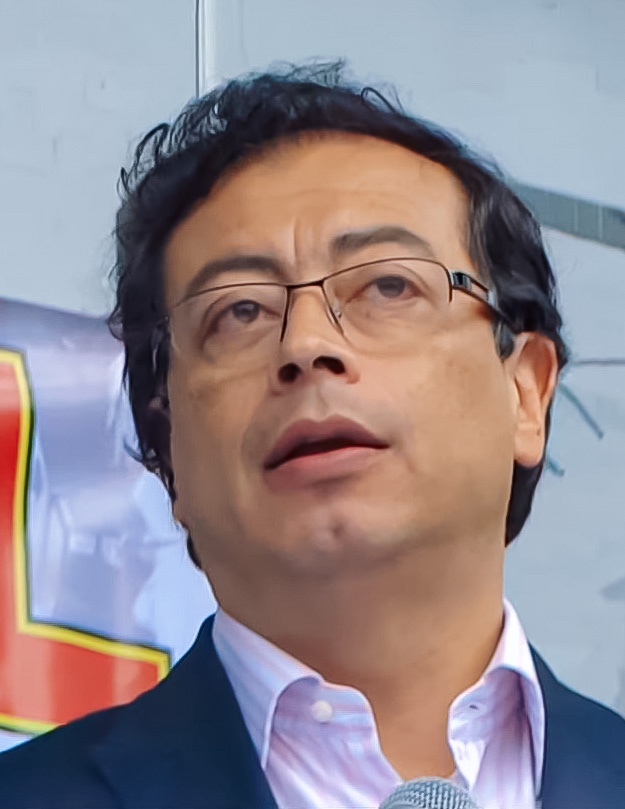
Gustavo Petro

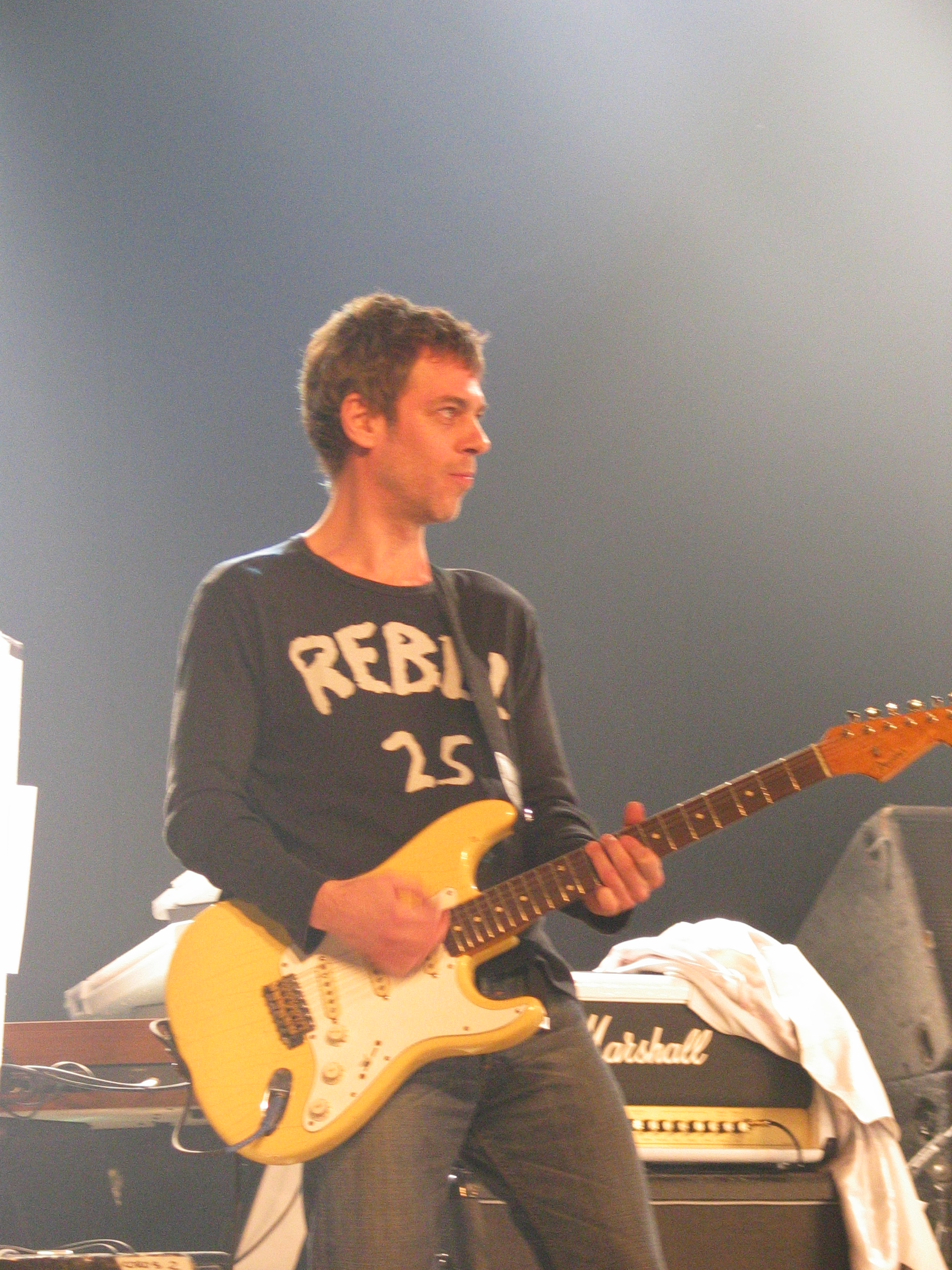
Ariel Rot

  - Nicoletta Braschi, actriz italiana.
  - Margarita Mainé, docente y escritora argentina.
  - Gustavo Petro, político, exguerrillero y economista colombiano, presidente de Colombia 2022 - 2026.
  - Ariel Rot, músico argentino.
- 20 de abril: 
  - Nieves Correa, artista multidisciplinar española.
  - Miguel Díaz-Canel, político cubano.
- 21 de abril: Javier Pérez Walias, poeta español.
- 22 de abril: 
  - José Antonio Abellán, periodista español.
  - Marisol Ortiz de Zárate, escritora española.
- 23 de abril: 
  - Valerie Bertinelli, actriz estadounidense.
  - Marita Capote, actriz y cantante venezolana.
  - Steve Clark, guitarrista británico, de la banda Def Leppard (f. 1991).
  - Guillermo García Cantú, actor mexicano.
- 24 de abril: Raúl Alejandro Padilla Orozco, empresario mexicano.
- 25 de abril: 
  - Paul Baloff, cantante estadounidense (f. 2002).
  - Ramón Vilalta, arquitecto español.
- 26 de abril: 
  - Yolanda Flores, periodista española.
  - Roger Andrew Taylor, músico británico.
- 27 de abril: Martín Berasategui, chef español.
- 28 de abril: 
  - Lidia Camacho, comunicóloga, investigadora, profesora, ensayista y funcionaria pública mexicana.
  - Ian Rankin, escritor británico.
- 29 de abril: 
  - Gerard Joling, cantante y presentador de televisión neerlandés.
  - Robert J. Sawyer, escritor canadiense.
- 30 de abril: 
  - Laila Havilio, escultora chilena.
  - José Antonio Mármol Peña, poeta, crítico literario, gestor cultural y ensayista dominicano.
  - Beata Poźniak, actriz, directora de cine, activista, feminista, pintora y modelo polaca.
  - Cathy Xaudaró, gimnasta española.

### Mayo
- 1 de mayo: 
  - Coque Muñiz, actor, comediante, cantante y presentador mexicano.
  - Leonardo Torres Vilar, actor, director de teatro y televisión y profesor de teatro peruano.
  - Enrique Villén, actor español.
- 2 de mayo: 
  - Asdrúbal José Hurtado, músico y compositor venezolano.
  - Gjorge Ivanov, político macedonio.
  - Tomás Mosciatti, locutor de radio chileno.
- 3 de mayo: 
  - May Ayim, poeta alemana (f. 1996).
  - Odiseo Bichir, actor de cine, teatro y televisión mexicano.
  - Jaron Lanier, escritor, informático y compositor de música clásica estadounidense.
- 4 de mayo: 
  - Werner Faymann, canciller austríaco.
  - Guillermo Fesser, periodista español.
- 5 de mayo: 
  - Ariadna Cantís, arquitecta argentina.
  - Andrea Giunta, historiadora del arte, investigadora y curadora de exposiciones de arte argentina.
- 6 de mayo: 
  - Hildaura E. Acosta de Patiño, profesora, farmacóloga e investigadora panameña.
  - Juan Luis Cano, periodista, escritor y humorista español.
  - Anne Parillaud, actriz francesa de cine y televisión.

- 7 de mayo: 

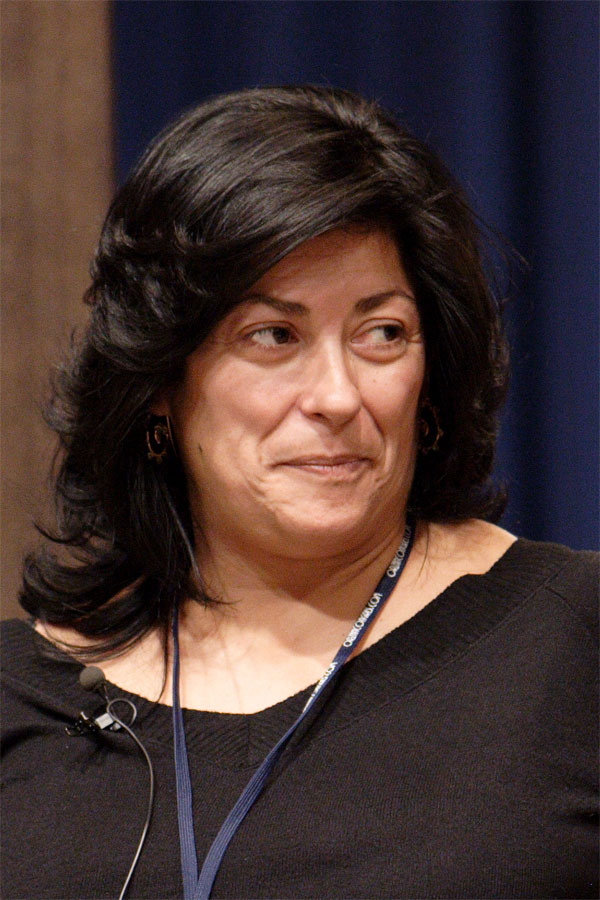
Almudena Grandes

  - Almudena Grandes, escritora española (f. 2021).
  - Kim Manning, presentadora, actriz y bailarina estadounidense, cuya carrera la ha desarrollado en España.
- 8 de mayo: 
  - Franco Baresi, exfutbolista italiano.
  - Nequi Galotti, modelo, conductora de TV y periodista argentina.
  - Paul Harrington, músico irlandés.
- 9 de mayo: 
  - Najat Aatabou, cantante y compositora marroquí.
  - Anaís de Melo, actriz portuguesa, nacionalizada mexicana.
- 10 de mayo: 
  - Bono (Paul David Hewson), cantante irlandés de rock, de la banda U2.
  - Abigail Mendoza cocinera mexicana de origen zapoteca.
  - Merlene Ottey atleta jamaicana, nacionalizada eslovena.

- 11 de mayo: 

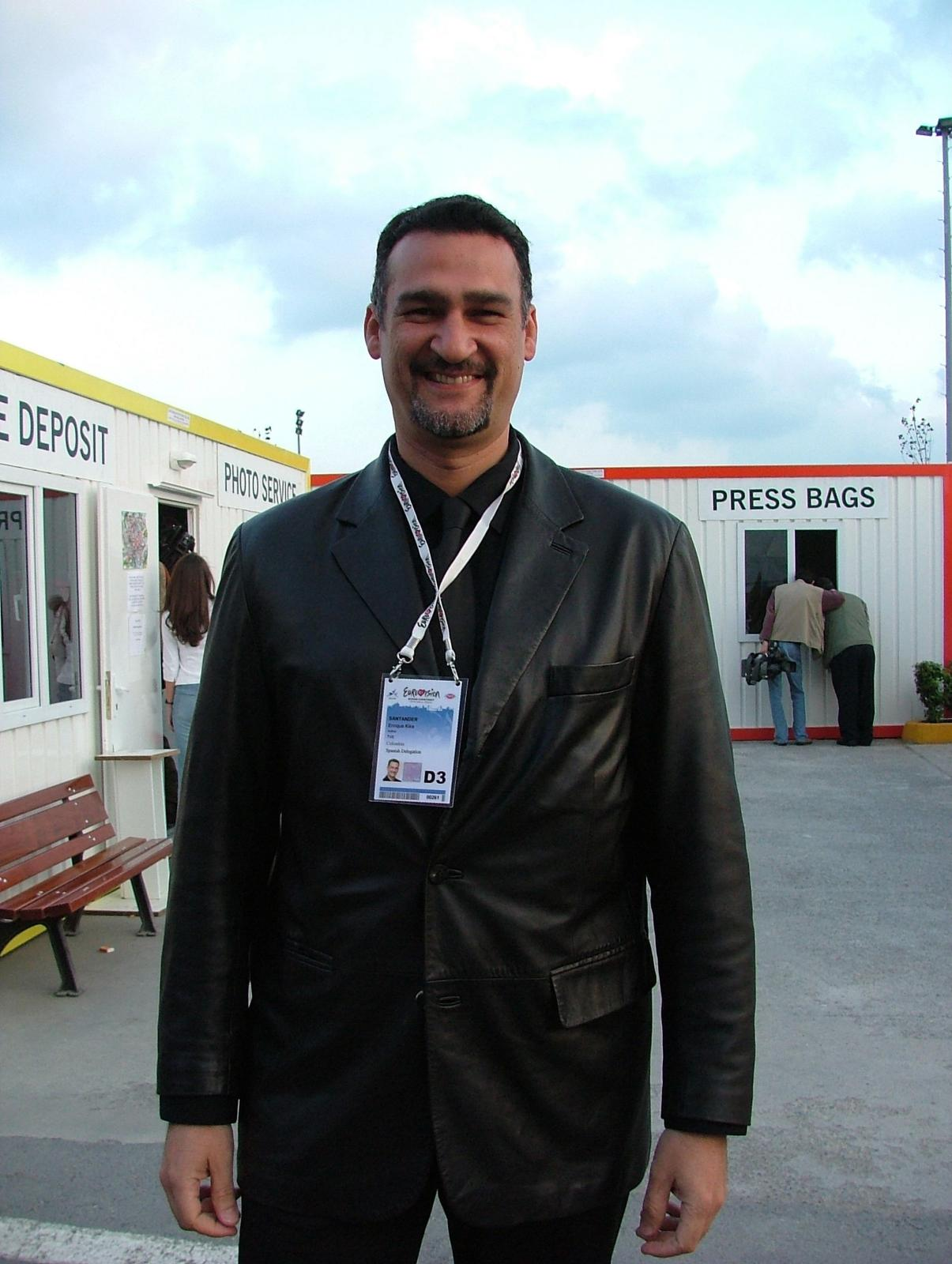
Kike Santander

  - Kike Santander, compositor y productor musical colombiano.
  - Danilo Vásquez, docente, historiador, poeta, investigador y escritor salvadoreño.
- 12 de mayo: 
  - Dolores de los Santos Bermúdez, más conocida como La Agujetas, cantaora de flamenco española.
  - Brian Bromberg, bajista y contrabajista estadounidense de jazz y jazz fusion.
  - Graciela Stéfani, actriz, autora, directora, cantante y docente de teatro argentina.
  - Marcelo Torres, músico, compositor y bajista de rock argentino.
- 13 de mayo: 
  - Maggie Mae, cantante alemana (f. 2021).
  - Vedanta Advaita Sesha, escritor, filósofo y pedagogo colombiano.
- 14 de mayo: 
  - Floreal Avellaneda, estudiante comunista argentino, torturado y asesinado a los 15 años de edad por la dictadura de Videla (f. 1976).
  - Anne Clark, poeta, cantante y compositora británica.
- 16 de mayo: 
  - Francesca Archibugi, directora y guionista italiana.
  - Chester Brown, historietista canadiense.
  - Cristina Toro, actriz de teatro y escritora colombiana.
- 17 de mayo: Amilcar Boscan, cantautor y abogado venezolano.
- 18 de mayo: 
  - Manuel Barrios Casares, filósofo, profesor universitario, escritor y traductor español.
  - Gabriela Cano Ortega, historiadora mexicana.
- 19 de mayo: Mark Ashton, activista LGTB británico (f. 1987).
- 20 de mayo: 
  - John Billingsley, actor estadounidense.
  - Tony Goldwyn, actor estadounidense.
- 21 de mayo: 
  - Mohanlal, actor, productor y cantante ocasional indio.
  - Elena Solatxi, pintora, escultora y fotógrafa española.
  - Eva Suárez, tiradora olímpica española.
  - Olga Zumarán, actriz, modelo, presentadora de televisión, locutora de radio y reina de belleza peruana.
- 22 de mayo: 
  - Hideaki Anno, director, escritor, animador, productor y actor de voz japonés.
  - Thomas Martin, paleontólogo alemán.
- 23 de mayo: 
  - Linden Ashby, actor estadounidense.
  - Ángel Mahler, compositor, director de orquesta y político argentino.
  - Meyer Vaisman, pintor, dibujante y escultor venezolano.

- 24 de mayo: 

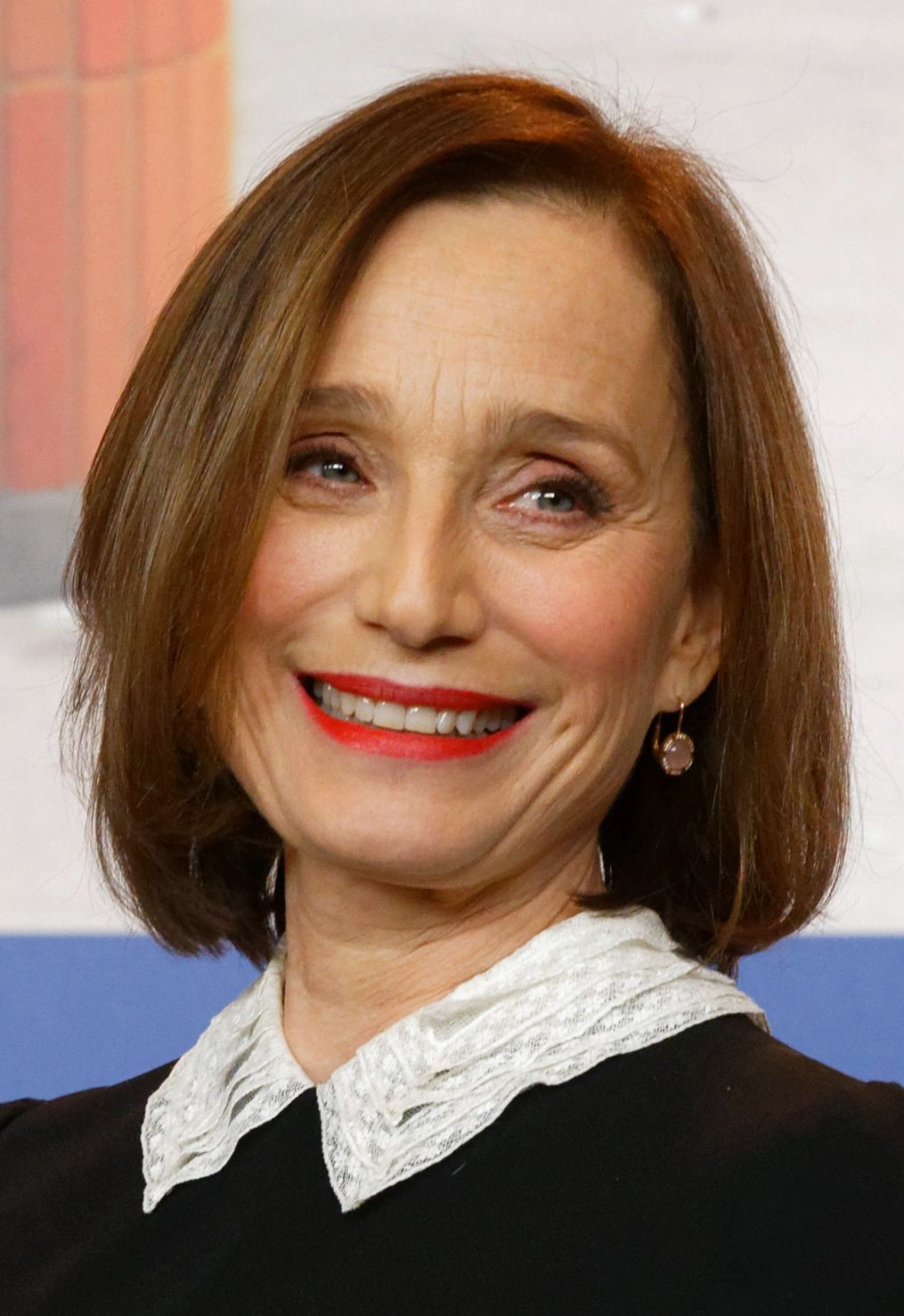
Kristin Scott Thomas

  - Hernán Gené, actor, dramaturgo, director de teatro y docente argentino.
  - Nahid Persson Sarvestani, documentalista iraní.
  - Doug Jones, actor estadounidense.
  - Kristin Scott Thomas, actriz británica.
- 25 de mayo: Wallace Roney, trompetista estadounidense de jazz (f. 2020).
- 26 de mayo: Pablo Restrepo, nadador colombiano.
- 27 de mayo: Aleksandr Bashlachov, poeta, cantante, compositor y guitarrista soviético (f. 1988).
- 28 de mayo: Pastora Vega, actriz y presentadora de televisión española.
- 29 de mayo: 
  - Thomas Baumer, científico de culturas y emprendedor suizo.
  - Lorena Borjas, activista transgénero y defensora de los derechos de los inmigrantes mexicana (f. 2020).
- 31 de mayo: Chris Elliott, actor, comediante, y escritor estadounidense.

### Junio
- 1 de junio: 
  - Simon Gallup, bajista inglés miembro de la banda The Cure.
  - Yelena Mújina, gimnasta soviética (f. 2006).
- 2 de junio: Timur Bekmambetov, director de cine kazajo y nacionalizado ruso.
- 3 de junio: Alejandro Marcovich, guitarrista, cantante, compositor, arreglista y productor argentino, naturalizado mexicano.

- 4 de junio:

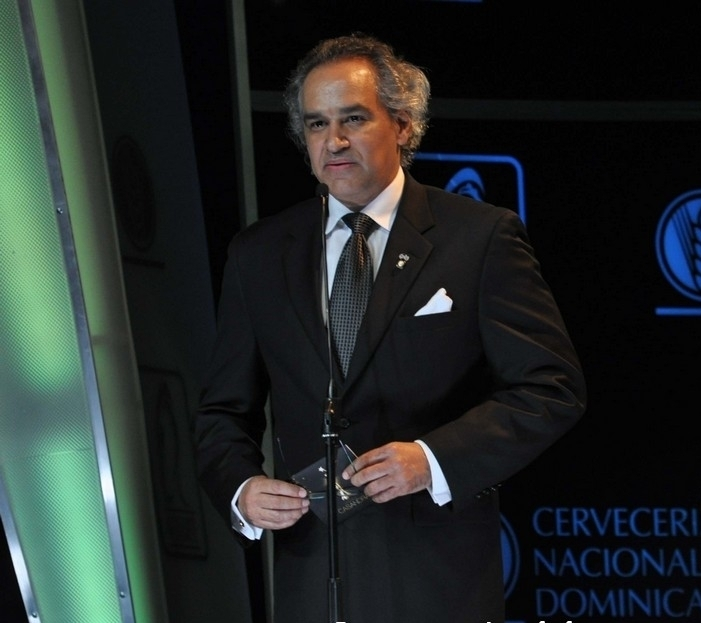
José Antonio Molina

  - Corinne Hofmann, escritora alemana.
  - José Antonio Molina, director de orquesta, pianista y compositor dominicano.
  - Frank Suero, actor y humorista dominicano (f. 2012).
  - Waldemar Zboralski, activista por los derechos de los homosexuales polaco, político, escritor, enfermero y periodista.
- 5 de junio: Kerem Alışık, actor turco, poeta y presentador de televisión.
- 6 de junio: 
  - Lola Forner, actriz de cine y televisión, presentadora y modelo española.
  - Steve Vai, guitarrista y compositor estadounidense.
  - Javier Zarzalejos, político y alto funcionario español.
- 7 de junio: Hirohiko Araki, mangaka (dibujante) japonés.
- 8 de junio: 
  - Cristina Andreu Cuevas, directora de cine española.
  - Mick Hucknall, cantante británico vocalista y compositor de la banda Simply Red.
  - Marco Uriel, actor mexicano.
- 9 de junio: Eva Dahlgren, música pop sueca.
- 10 de junio: 
  - Daniel Anido, periodista español.
  - Nandamuri Balakrishna, actor de cine y político indio.
  - José Antonio Gavira, periodista, presentador de televisión, locutor de radio, actor y actor de doblaje español.
  - Scott McCloud, autor, ensayista y teórico de cómics estadounidense.
- 12 de junio: Juan Tarodo, compositor, letrista y percusionista español, batería del grupo Olé Olé (f. 2013).
- 13 de junio: 
  - Verónica García-Huidobro, actriz y directora teatral chilena.
  - Evaristo Páramos, cantante español de música Punk Rock.
- 14 de junio: 
  - Guillermo Bernal Romero, historiador e investigador mexicano f. (2021).
  - Kyle Gass, actor, guitarrista acústico y cantautor estadounidense.
  - Dmitri Vrúbel, pintor ruso (f. 2022).
- 15 de junio: 
  - Guillermo Novellis, cantante, compositor y músico argentino, líder de la banda La Mosca Tsé-Tsé.
  - Montserrat Ontiveros, presentadora de televisión y actriz mexicana.
- 17 de junio: 
  - Adrián Campos, piloto y dueño de equipo de automovilismo español (f. 2021).
  - Thomas Haden Church, actor estadounidense.

- 18 de junio:

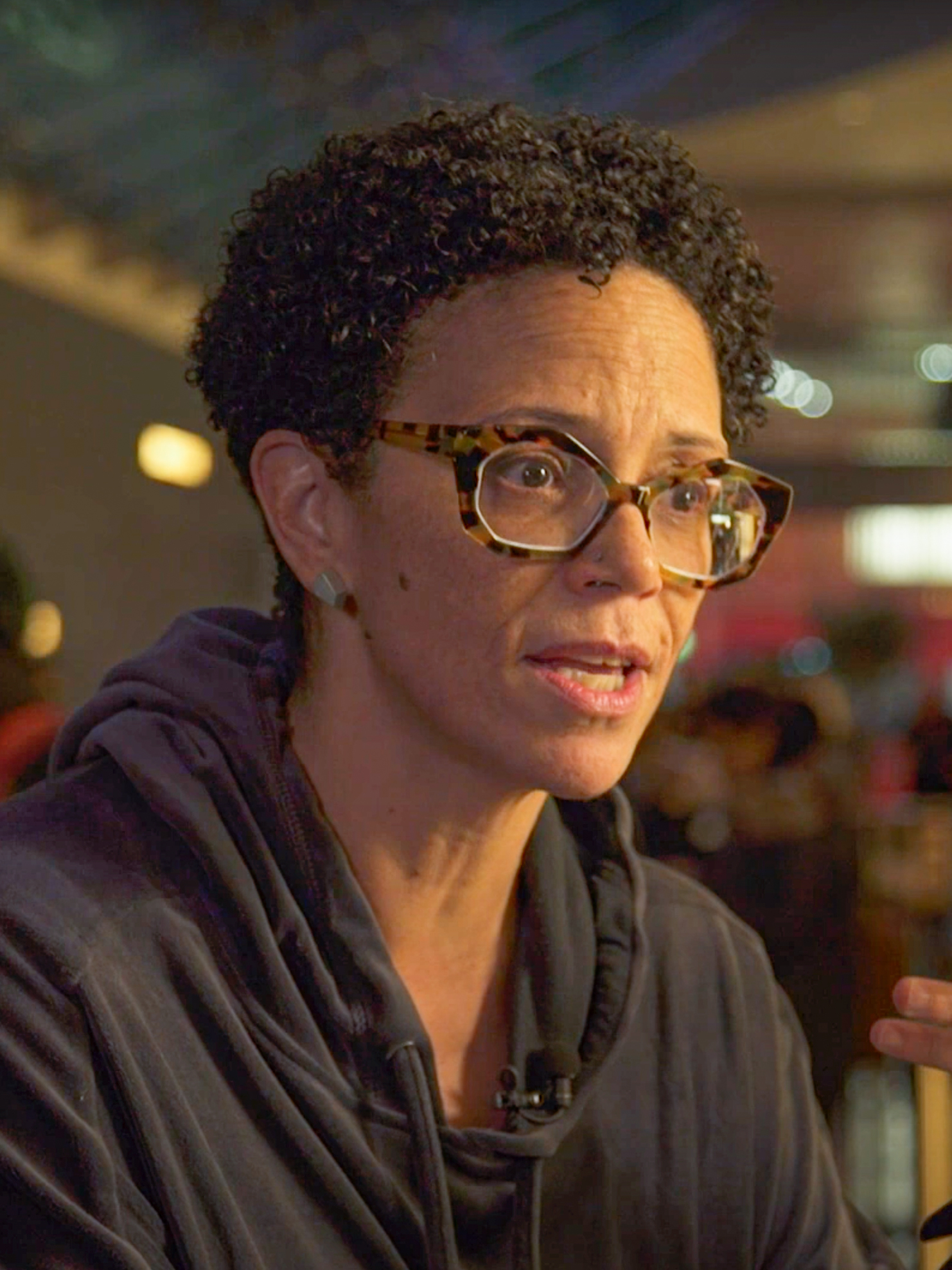
Coco Fusco

  - Barbara Broccoli, productora de cine estadounidense.
  - Gloria Cuartas, política, trabajadora social y defensora de derechos humanos colombiana.
  - Víctor Hugo Carrizo, actor de cine, teatro y televisión (f. 2012).
  - Coco Fusco, artista interdisciplinaria, escritora y curadora cubano-estadounidense.

- 20 de junio: 

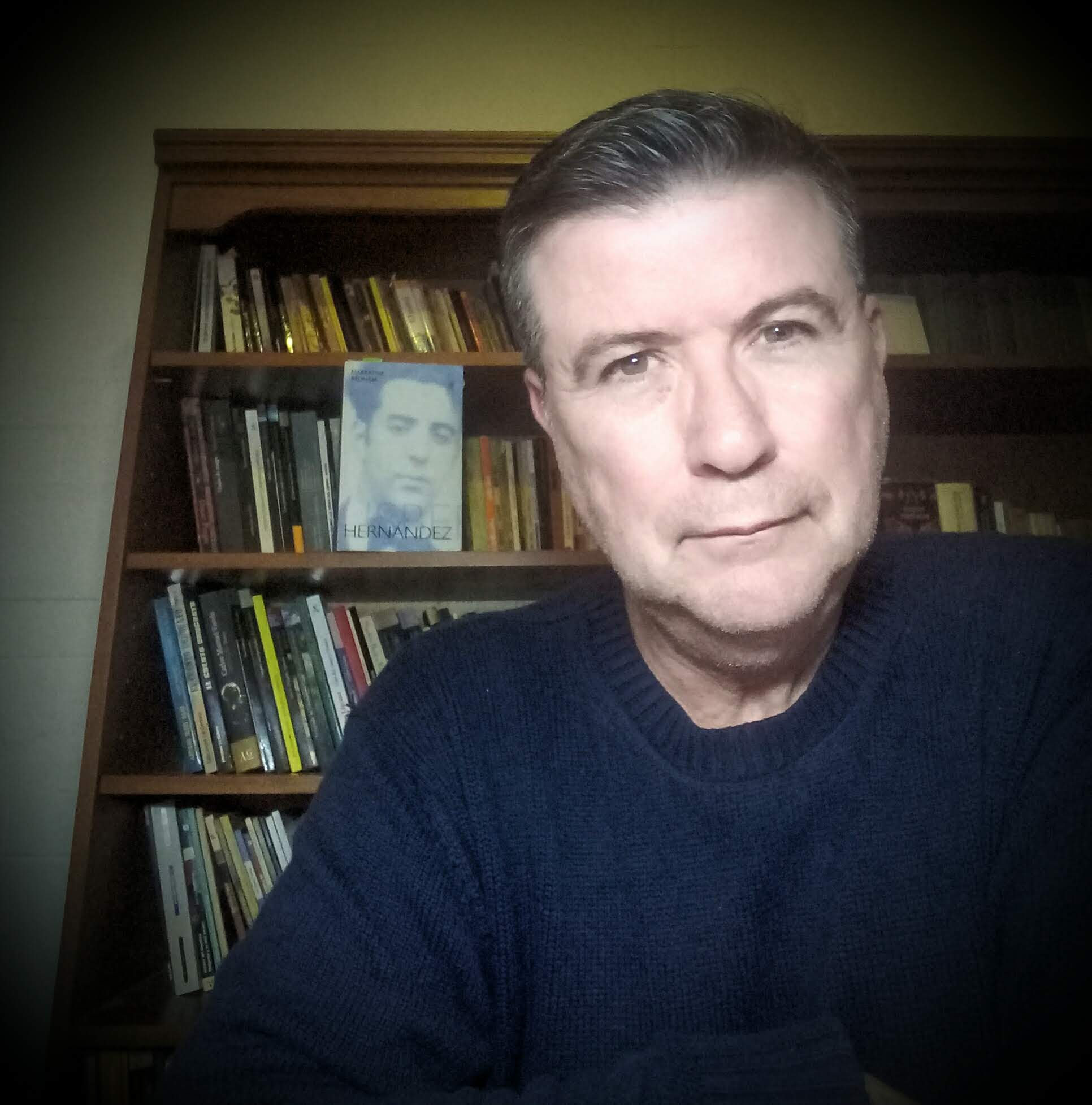
Hebert Benítez Pezzolano

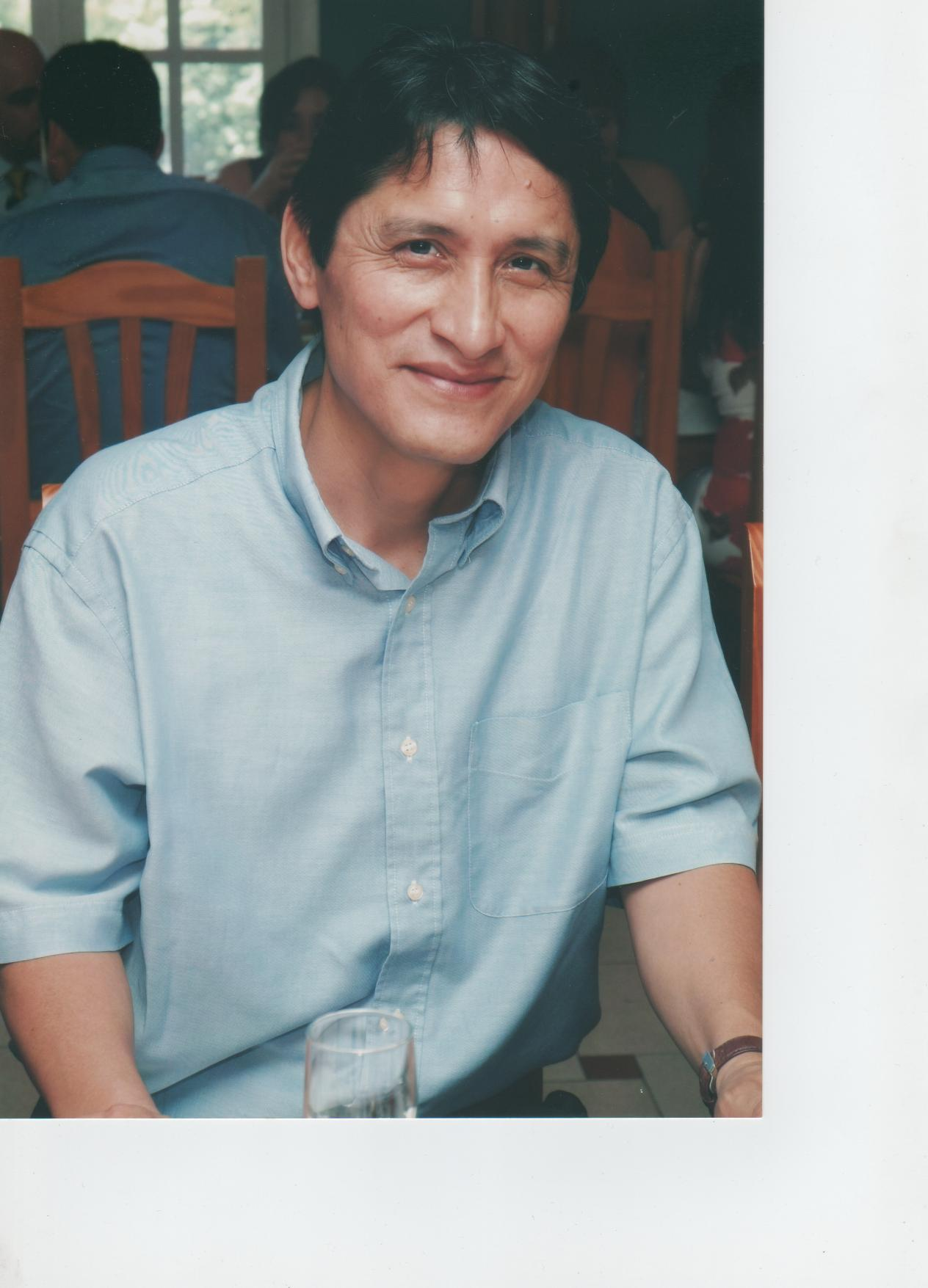
Jorge Varas Vásquez

  - Hebert Benítez Pezzolano, escritor, ensayista, crítico y profesor uruguayo.
  - Jorge Varas Vásquez, escritor peruano.
- 21 de junio: Analí Cabrera, vedette, deportista, actriz y bailarina peruana (f. 2011).
- 22 de junio: 
  - Erin Brockovich, empleada de una oficina jurídica estadounidense.
  - María Antonieta Flores, poetisa, ensayista, crítica literaria y profesora universitaria venezolana.
- 23 de junio: Miguel Ángel Bernardeau, productor de televisión español.
- 24 de junio:
  - James Bradford DeLong, historiador económico estadounidense.
  - Pascale Ehrenfreund, astrobióloga austríaca.
  - Mercedes de Vega, escritora española.
- 25 de junio: 
  - Vittorio Hösle, pensador italo alemán.
  - César Mora, actor y cantante colombiano.
- 26 de junio: Zachary Breaux, guitarrista estadounidense de jazz y jazz funk.
- 27 de junio: 
  - David Cholmondeley, aristócrata británico.
  - Carlos Skliar,  investigador, docente, fonoaudiólogo y escritor argentino.
- 28 de junio: Pablo Milicua, pintor, escultor y escritor español.

- 29 de junio: 

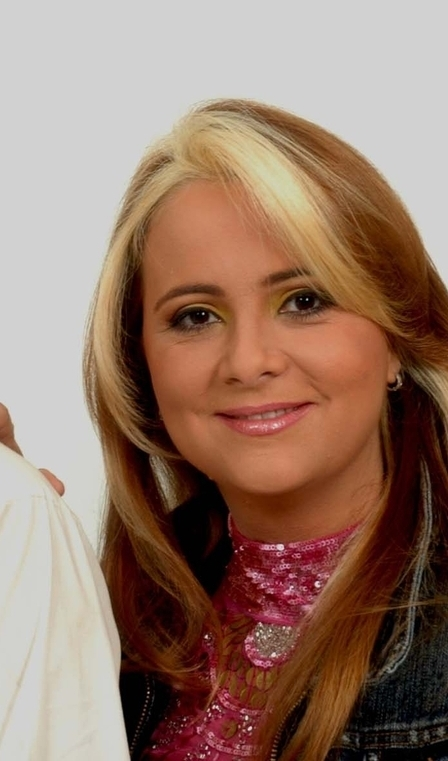
Nuria Piera

  - Éric Barbier, director, actor y guionista francés.
  - Nuria Piera, periodista, presentadora y abogada dominicana.
- 30 de junio: 
  - Jack McConnell, político escocés.
  - Diego Trujillo, actor y comediante colombiano.

### Julio
- 1 de julio: 
  - Inés Fonseca, cantante, compositora y poeta española.
  - Erik Friedlander, violonchelista estadounidense.
  - Mikael Håfström, director y guionista sueco de cine y televisión.
- 2 de julio: Julián Hernández, músico y cantante español.
- 3 de julio: 
  - Vince Clarke, músico y compositor británico, de la banda Erasure.
  - Josu Erkoreka, político español.
  - Luis Miguel Madrid, poeta, dramaturgo, crítico literario y promotor cultural español (f. 2020).
- 4 de julio: 
  - Roland Ratzenberger, piloto austriaco de automovilismo (f. 1994).
  - Rene Toapanta Rivera, artista plástico ecuatoriano.
- 5 de julio: Song Sokze, escritor, poeta y pintor surcoreano.
- 6 de julio: Valerie Brisco-Hooks, atleta estadounidense.
- 7 de julio: 
  - Kevin A. Ford, astronauta de la NASA estadounidense.
  - Margarita Paneque Sosa, investigadora española, doctora en química inorgánica.
- 8 de julio: 
  - Jorge Fernández Díaz, periodista y escritor argentino.
  - Olga Martín-Belloso, química española.
  - Susanne Schultz-Nielsson, nadadora danesa.
- 9 de julio: 
  - Eduardo Montes Bradley, documentalista y escritor argentino-estadounidense.
  - Wanda Vázquez Garced, abogada, política y gobernadora puertorriqueña.
- 10 de julio: 
  - Jeff Bergman, actor de voz estadounidense.
  - Seth Godin, informático, filósofo, escritor, empresario estadounidense.

- 11 de julio: 

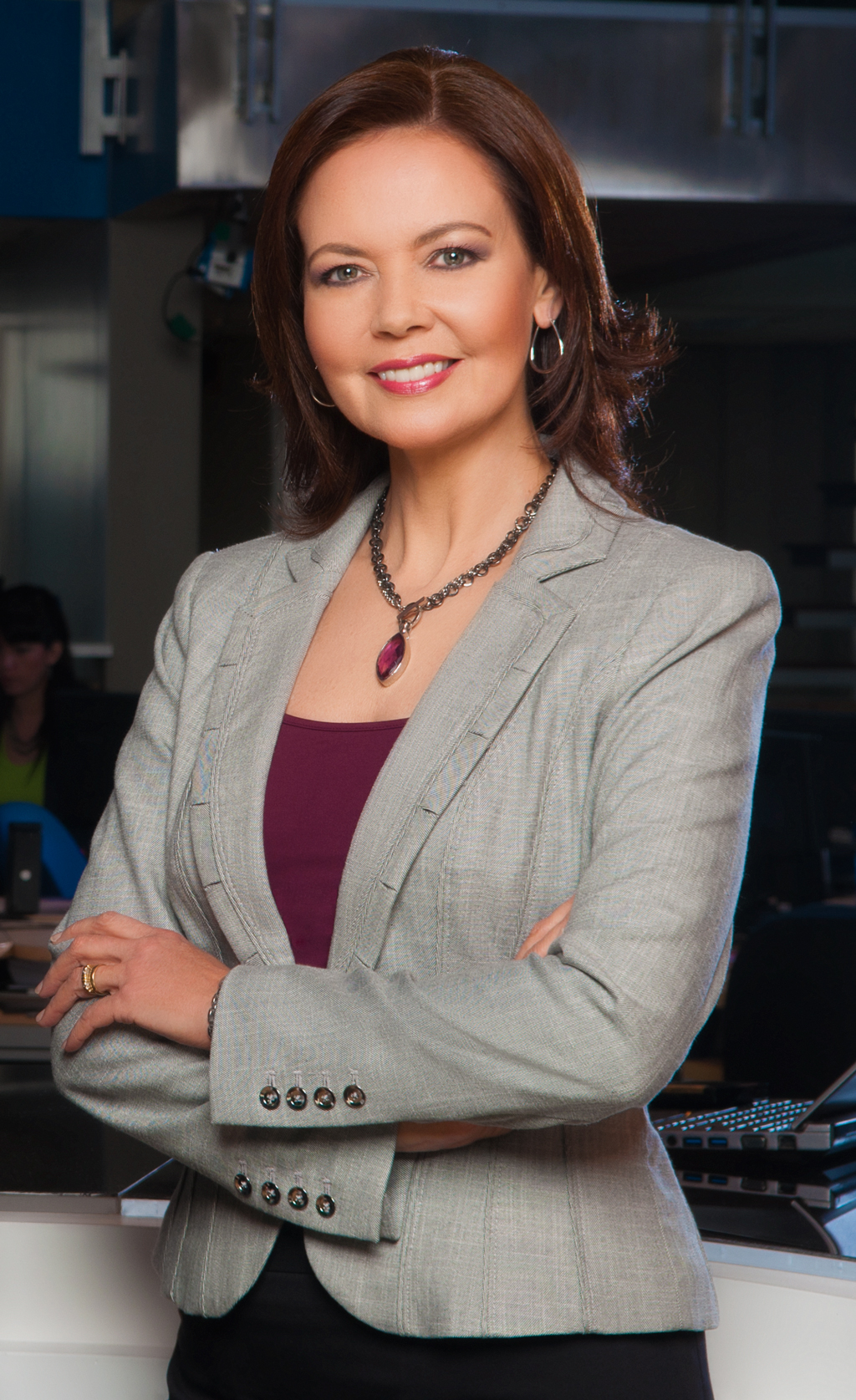
María Isabel de Lebed

  - María Isabel de Lebed, presentadora de noticias ecuatoriana.
  - Jafar Panahi, director de cine iraní.
- 12 de julio: 
  - Agustí Charles, compositor y doctor en historia del arte español.
  - Sully Díaz, actriz, cantante, profesora y cocinera estadounidense de ascendencia puertorriqueña.
- 13 de julio: 
  - Manuel Rivas Pastor, Gran Maestro Internacional de ajedrez español.
  - Alejandra Ruddoff, escultora chilena.
- 14 de julio: 
  - Kyle Gass, actor, guitarrista y cantautor estadounidense.
  - Angelique Kidjo, cantante y compositora beninesa.
  - Jane Lynch, actriz, escritora, comediante y cantante estadounidense.
  - Laura Morelli,  bioquímica y doctora en inmunoquímica molecular argentina.
- 15 de julio: Willie Aames, actor estadounidense.
- 16 de julio: Luis Vega González, matemático español.
- 17 de julio: 
  - Francisco ''Pancho'' Serra, cantante argentino de cumbia (f. 2022), líder de la banda Pancho y La Sonora Colorada.
  - Robin Shou, actor hongkonés.
  - Dawn Upshaw, soprano estadounidense.
  - Jan Wouters, futbolista y mánager neerlandés.
- 18 de julio:
  - Dolors Miquel, poetisa española en lengua catalana.
  - Néstor Restivo, periodista e historiador argentino.
- 19 de julio: 
  - Atom Egoyan, director de cine canadiense de origen armenio.
  - Carlo Rizzi, músico y director de orquesta italiano.

- 20 de julio: 
  - Felipe Noguera, actor colombiano.

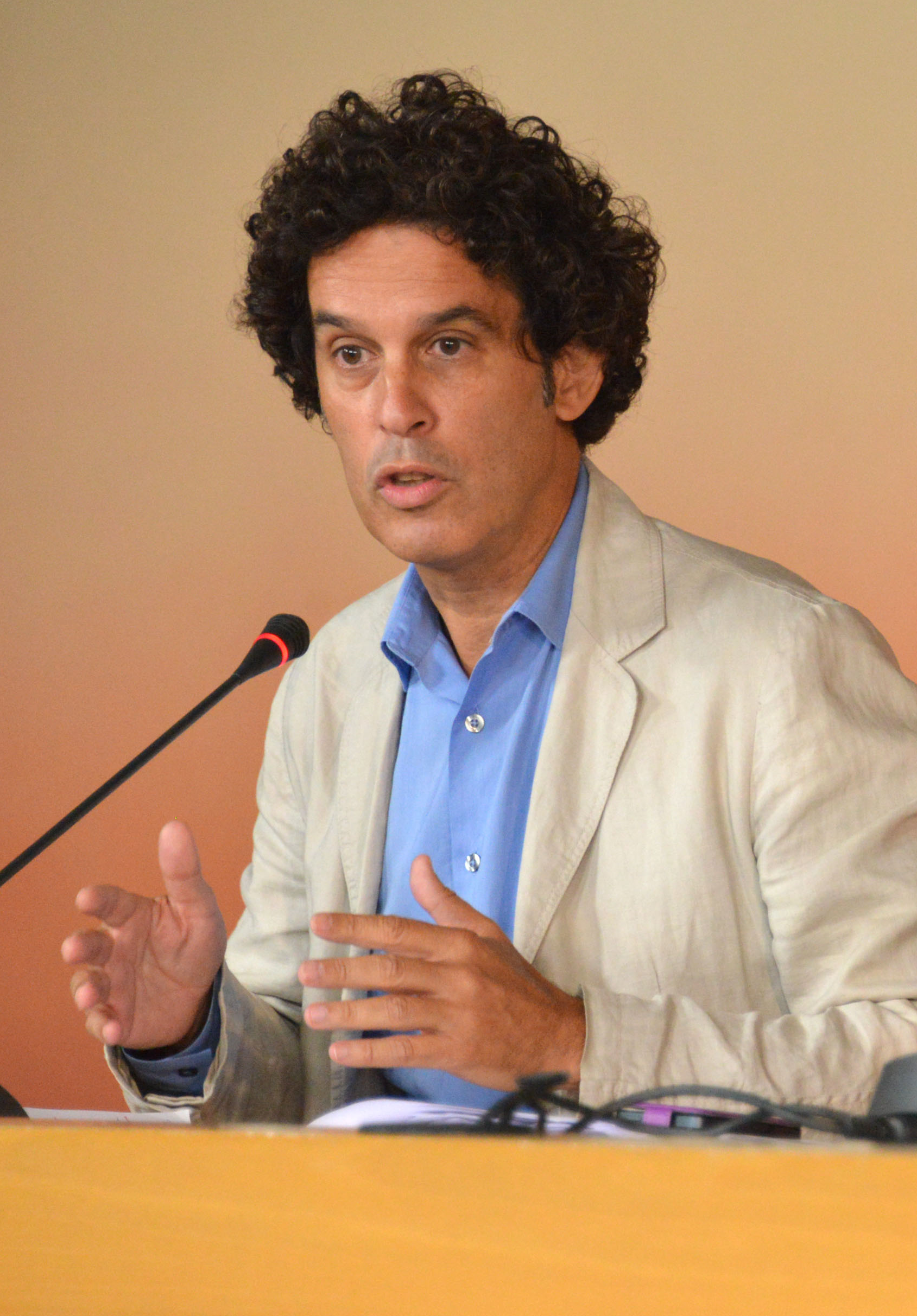
Pedro Zerolo

  - Pedro Zerolo, político y activista LGBT español (f. 2015).
- 21 de julio: 
  - Ezequiel Viñao, compositor argentino-estadounidense.
  - Fritz Walter, futbolista alemán.
- 22 de julio:
- Ágatha Ruiz de la Prada, diseñadora de moda y empresaria española.
- John Leguizamo, actor colombo-estadounidense.
- 23 de julio: 
  - Mario Bellatin, escritor mexicano.
  - Ruben Garfias, actor estadounidense.
- 24 de julio: Luz Marina Barreto, filósofa venezolana.
- 26 de julio: 
  - Grégoire Delacourt, escritor y publicitario francés.
  - Daniele Luchetti, cineasta italiano.
  - Francisco Morales Lomas, poeta,1 narrador, dramaturgo, ensayista, columnista y crítico literario español.

- 27 de julio: 

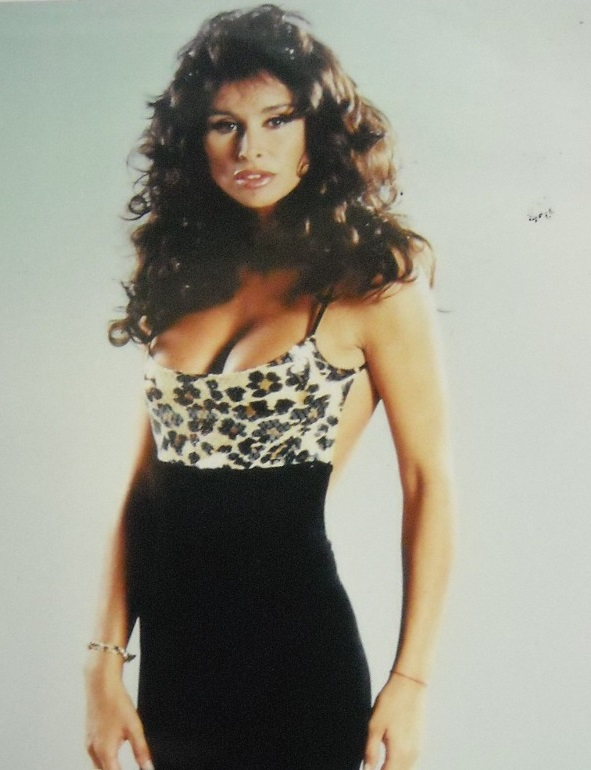
Mónica Guido

  - Félix Cábez, director, guionista y productor de cine y TV español.
  - Carlos M. Duarte, científico español.
  - Mónica Guido, vedette y actriz argentina de cine, teatro y televisión.
- 28 de julio: 
  - Hitoshi Iwaaki, artista manga japonés.
  - Elia Suleiman, director de cine, actor y guionista árabe israelí de origen palestino.
- 29 de julio: 
  - Mercedes Arriaga Flórez, filóloga española.
  - J. J. Santos, periodista deportivo español.
  - Didier van Cauwelaert, escritor francés.
- 30 de julio: 
  - Luis García Jambrina, escritor y profesor universitario español.
  - Richard Linklater, cineasta estadounidense.
- 31 de julio: 
  - Belén Garijo, médico y directora ejecutiva española.
  - Manel Martínez Rodríguez, físico e investigador español.

### Agosto
- 1 de agosto: 
  - Chuck D, rapero, compositor, actor y productor musical estadounidense.
  - Cumrun Vafa, físico teórico iraní-estadounidense.
  - Cristina del Valle, cantante y compositora española.
- 2 de agosto: 
  - Neal Morse, músico multinstrumentista y compositor de rock progresivo estadounidense.
  - Paulina Nin de Cardona, presentadora de televisión chilena.
  - Miguel Vale de Almeida, antropólogo, activista LGBT.
- 3 de agosto: 
  - Marc Laidlaw, escritor estadounidense.
  - Richard Shindell, cantautor folk estadounidense.

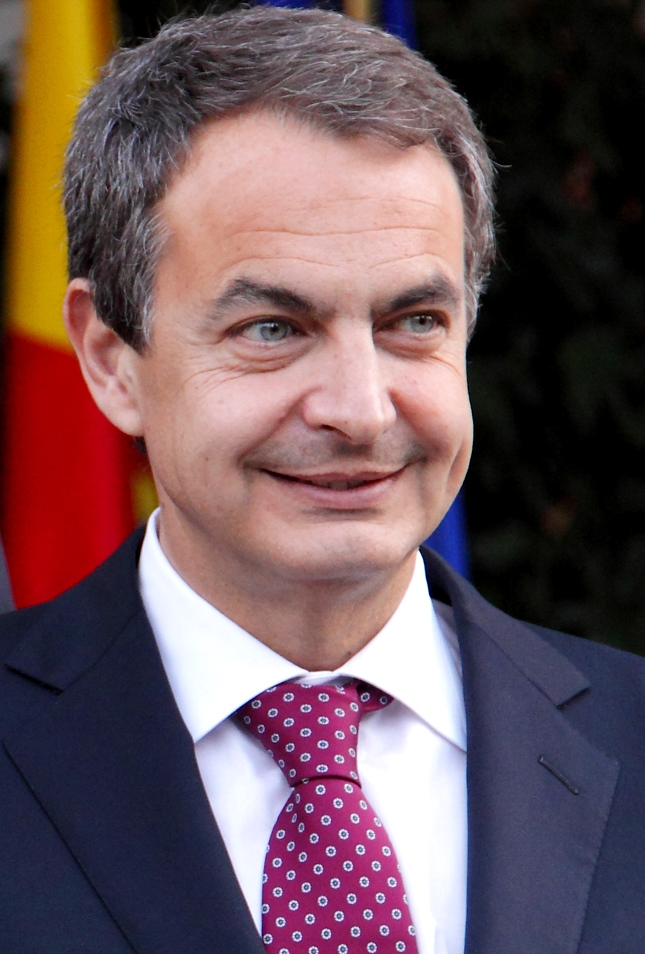
José Luis Rodríguez Zapatero

- 4 de agosto: José Luis Rodríguez Zapatero, político español, presidente entre 2004 y 2011.
- 5 de agosto: David Baldacci, novelista estadounidense.
- 6 de agosto: Rosa María Miró Roig, matemática española.
- 7 de agosto: 
  - David Duchovny, actor estadounidense.
  - Deborah Ellis, escritora canadiense.
  - Rosana Pastor, actriz española.
- 8 de agosto: 
  - Ima Galguén, cantante y compositora española.
  - Ralf König, historietista alemán.
  - Isabel Tajahuerce Ángel, doctora y profesora española de la Facultad de Ciencias de la Información, feminista, investigadora social española.
- 9 de agosto: María Mazás, artista plástica, pintora, poeta, diseñadora, bailarina y escultora española (f. 2017).

- 10 de agosto: 
  - Antonio Banderas, actor español.

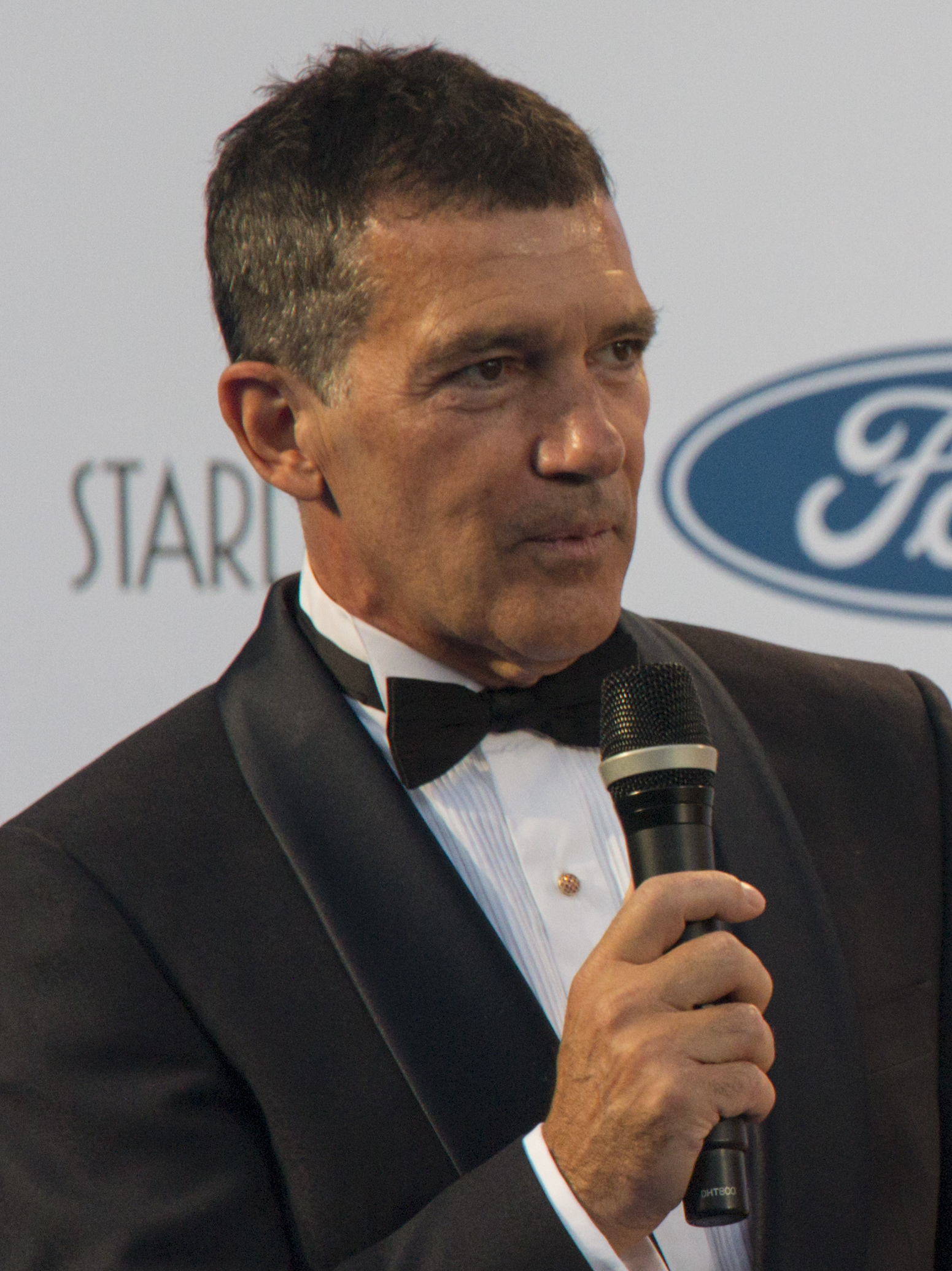
Antonio Banderas

  - Rob S. Bowman, director estadounidense.
  - Silvio Paredes, músico y compositor chileno.
- 11 de agosto: Carlos Sobera, actor, presentador de televisión, empresario teatral y exprofesor universitario español.
- 12 de agosto: 
  - Raúl Benoit, escritor y periodista colombiano.
  - Roberto Jáuregui, periodista, actor y activista por los derechos humanos argentino (f.1994).
  - Gustavo Naveira, bailarín, coreógrafo y maestro de tango argentino.
- 13 de agosto: 
  - Claudio María Domínguez, escritor y conductor de programas de radio y televisión argentino.
  - Kōji Kondō, músico y compositor japonés.
  - Argenis Sánchez, cantante venezolano de música llanera.
- 14 de agosto: Sarah Brightman, cantante soprano, actriz y bailarina británica.
- 16 de agosto: 
  - Timothy Hutton, actor estadounidense.
  - Guillermo Piro, escritor, periodista y traductor argentino.
  - David Simon, periodista, escritor y productor estadounidense.
  - Leonid Toptunov, ingeniero soviético, jefe de control de reactores en la Central Nuclear de Chernóbil (f. 1986).

- 17 de agosto: 
  - Miquel Iceta, político español.

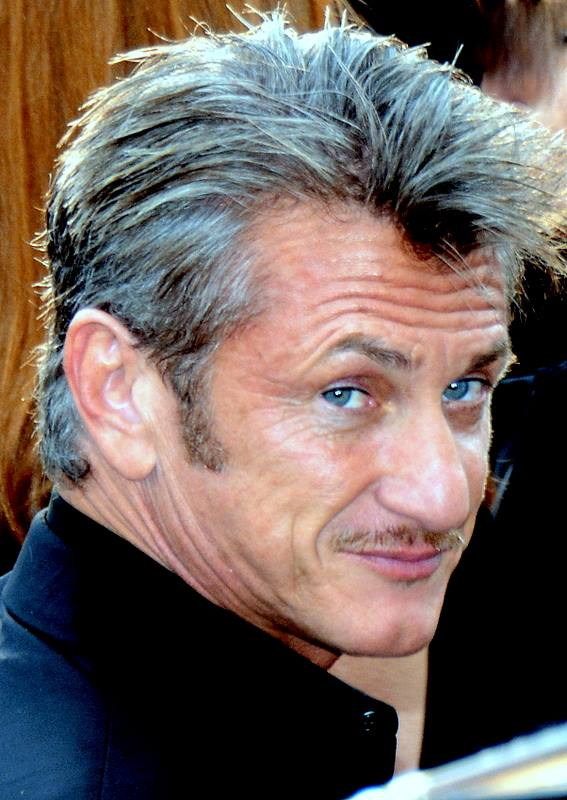
Sean Penn

  - Pituka Ortega Heilbron, directora de cine y productora panameña.
  - Sean Penn, actor estadounidense.
- 18 de agosto: Luis Sabatini, actor argentino.
- 19 de agosto: Emilio Bardi, actor argentino de televisión, cine y teatro.
- 20 de agosto: 
  - Rita Chowdhury, poetisa y novelista india (f. 2018).
  - Eva Nasarre, presentadora de televisión y deportista española.
  - Claudio Paolillo, editor, profesor, periodista y escritor uruguayo (f. 2018).
  - Xawery Wolski, artista polaco radicado en México.
- 21 de agosto: 
  - Héctor de Malba, actor y director colombiano.
  - Tom Kennedy, bajista y contrabajista estadounidense de jazz y jazz fusion.
  - Alfonso Lacadena, arqueólogo, historiador y epigrafista español (f. 2018).
  - María Auxiliadora Rosales Solís, lingüista y profesora universitaria nicaragüense.
- 23 de agosto: 
  - Chris Potter, actor canadiense.
  - Alberto Zamarbide, cantante argentino de heavy metal.
- 24 de agosto: 
  - Guillermo García Cantú, actor mexicano.
  - Takashi Miike, cineasta japonés.

- 25 de agosto: 

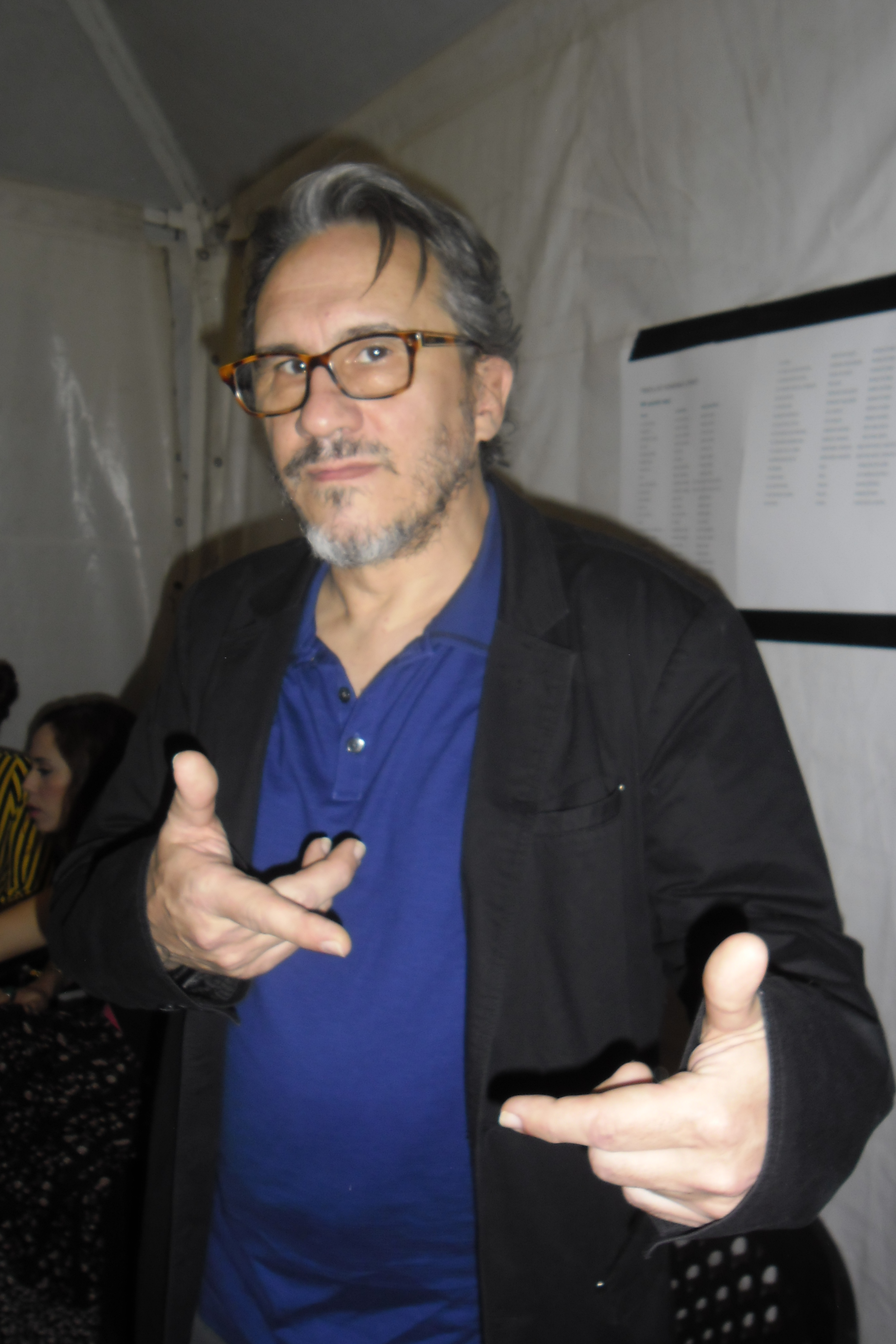
Marciano Cantero

  - Marciano Cantero, músico, cantante y compositor argentino (f. 2022).
  - Jonas Gahr Støre, político noruego.
  - Leticia Herrera, poetisa, periodista y promotora cultural mexicana.
- 26 de agosto: 
  - Pablo Crespo, político y empresario español.
  - Branford Marsalis, saxofonista estadounidense.
  - Ola Ray, modelo y actriz estadounidense.
- 27 de agosto: Rafael Vallbona, periodista, escritor y guionista de radio y televisión español.
- 28 de agosto: Emma Samms, actriz británica.
- 29 de agosto:
  - Pedro Baños Bajo, escritor, soldado, militar y geopolitólogo español.
  - Tony MacAlpine, guitarrista estadounidense.
  - Silvina Szperling, educadora, bailarina, escritora, directora y curadora de cine argentina.
- 30 de agosto: Jabier Muguruza, músico y escritor español.
- 31 de agosto: Álvaro García, poeta, ensayista, novelista y traductor español.

### Septiembre
- 1 de septiembre: 
  - Adam Holzman, guitarrista clásico estadounidense.
  - Alberto Pujol, actor cubano.
- 2 de septiembre: 
  - Arnaldo Antunes, músico y poeta brasileño.
  - Ruth Jacott, cantante neerlandesa.
- 3 de septiembre: Federico Salazar, periodista y presentador de televisión.

- 4 de septiembre: 

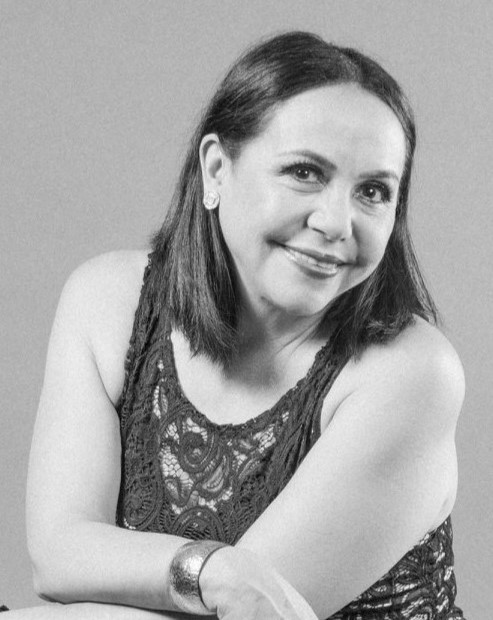
Ana Caridad Acosta

  - Marta Balletbò-Coll, actriz, directora, productora y guionista de cine española.
  - Ana Caridad Acosta, cantante de ópera mexicana.
  - Adriana Laffan, actriz mexicana (f. 2023).
  - Damon Wayans, comediante, escritor y actor estadounidense.
- 5 de septiembre: 
  - Franklin Brito, productor agropecuario, huelguista, defensor de derechos humanos venezolano (f.2010).
  - Karita Mattila, soprano finlandesa.
  - Gustavo Zavala, músico argentino (f.2022).
- 6 de septiembre: 
  - Marcelo Bratke, pianista brasileño.
  - Oliver Parker, director de cine y guionista británico.
- 7 de septiembre: 
  - Joaquín Climent, actor español.
  - Menchu Garcerán, escritora española.
  - Michelle Paver, escritora británica.
- 8 de septiembre: 
  - Stéfano Casiraghi, empresario italiano, esposo de Carolina de Mónaco (f. 1990).
  - Aguri Suzuki, piloto de automovilismo japonés.

- 9 de septiembre: 
  - Hugh Grant, actor británico.

Hugh Grant

  - Rosabetty Muñoz, poetisa y profesora chilena.
- 10 de septiembre: 
  - Alison Bechdel, historietista estadounidense.
  - Milton Bernal, pintor y periodista cubano.
  - Colin Firth, actor británico.
- 11 de septiembre: 
  - Hiroshi Amano, ingeniero japonés, Premio Nobel de física.
  - Carlos Chávez Navarrete, cantante peruano (f. 1997).
  - José Luis Lozano, director, productor y guionista de cine, clips musicales y spots (f. 2015).
  - Ramón Vargas, tenor mexicano.

- 12 de septiembre: 

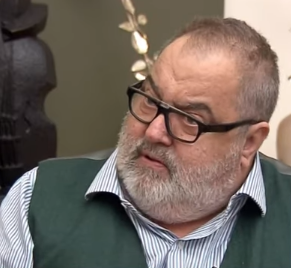
Jorge Lanata

  - Robert John Burke, actor estadounidense.
  - Jorge Lanata, periodista y escritor argentino.
  - María Pallier, gestora cultural austriaca.
  - Barham Salih, político y presidente iraquí.
- 13 de septiembre: 
  - Kevin Carter, reportero gráfico sudafricano (f. 1994).
  - Alejandro Soriano Vallès, escritor, editor, crítico literario, catedrático, biógrafo y poeta mexicano.
- 14 de septiembre: 
  - Callum Keith Rennie, actor canadiense.
  - Melissa Leo, actriz estadounidense.
- 15 de septiembre: 
  - Carmen Conesa, actriz y cantante española.
  - Carlos Ramos Núñez, jurista e historiador peruano (f. 2021).
- 16 de septiembre: 
  - Kurt Busiek, guionista de historietas estadounidense.
  - Mike Mignola, historietista estadounidense.
- 17 de septiembre: 
  - Kevin Clash, titiritero, director y productor estadounidense.
  - Damon Hill, piloto británico de Fórmula 1.
- 18 de septiembre: 
  - Joshua Angrist, economista israelí-estadounidense, Premio Nobel de economía.
  - Nils Petter Molvær, trompetista, compositor y productor musical noruego de jazz.
- 19 de septiembre: 
  - Juan Durán Alonso, compositor, pianista y profesor español.
  - Oksana Zabuzhko, novelista, poeta y ensayista ucraniana.
- 20 de septiembre: 
  - Anahí Martella, actriz argentina.
  - Gilberto Prado Galán, escritor, polígrafo y palindromista mexicano (f. 2022).
- 21 de septiembre: 
  - Maurizio Cattelan, artista contemporáneo italiano.
  - Gabriela David, guionista y directora de cine argentina (f. 2010).
- 22 de septiembre: 
  - Scott Baio, actor y director de televisión estadounidense.
  - Héctor Fáver, director, guionista, productor y profesor cinematográfico argentino.
- 23 de septiembre: 
  - Santiago Cueto Caballero, psicólogo, profesor e investigador en educación peruano.
  - Verónica Llinás, actriz y humorista argentina de cine, teatro y televisión.

- 25 de septiembre: 

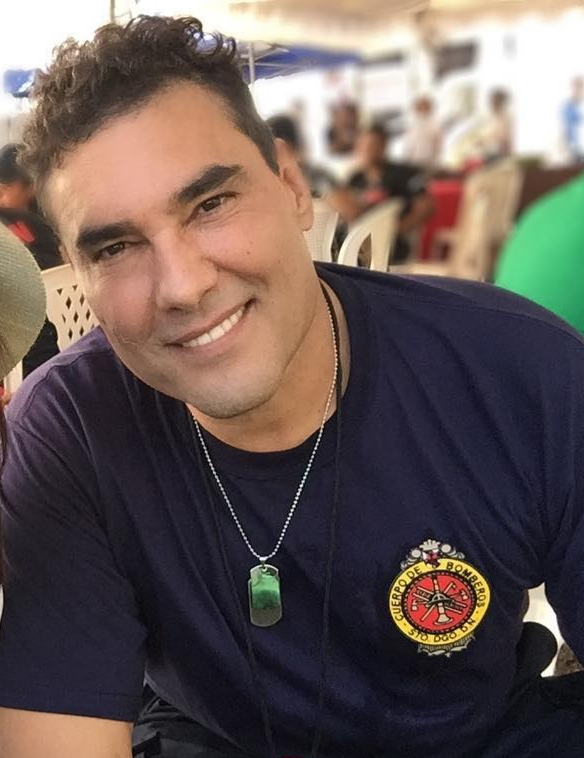
Eduardo Yáñez

  - Kristin Hannah, escritora estadounidense.
  - Eduardo Yáñez, actor mexicano.
- 26 de septiembre: Vincent Connare, diseñador de tipografías de Microsoft estadounidense.
- 27 de septiembre: 
  - María Celeste Arrarás, periodista puertorriqueña.
  - Christopher Cousins, actor estadounidense.
  - José Heriberto Sepúlveda Beltrán, conocido como El Monteaguilino folclorista y presentador de televisión chileno.
- 28 de septiembre: María del Carmen Peña, escritora mexicana de telenovelas.
- 29 de septiembre: 
  - Sylvie Mestres, conocida como Nayah, cantante francesa.
  - Rafael Santa Cruz, actor y músico afroperuano (f. 2014).
- 30 de septiembre: 
  - Víctor Amela, periodista y escritor español.
  - Ramón García Mateos, poeta español.

### Octubre
- 1 de octubre: 

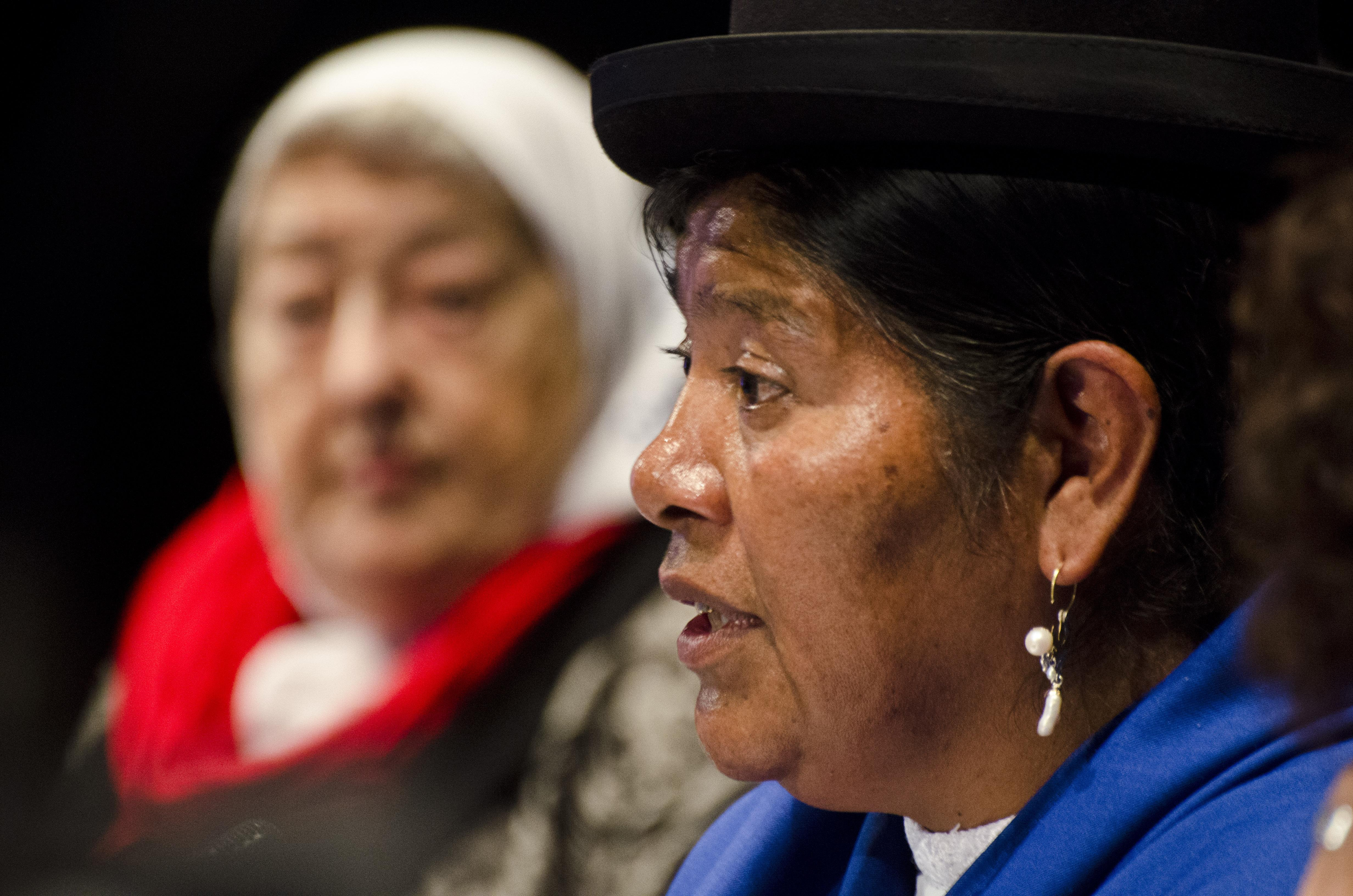
Máxima Apaza

  - Máxima Apaza, política y activista indígena boliviana.
  - Malouma Mint El Meidah, conocida como Malouma, cantante, compositora y política mauritana.
- 2 de octubre: 
  - Kamala Chandrakirana, activista feminista, por la justicia, los derechos humanos y la democracia indonesia.
  - Massimo Gramellini, periodista y escritor italiano.
  - Terence Winter, guionista y productor de cine y televisión estadounidense.

- 3 de octubre: 

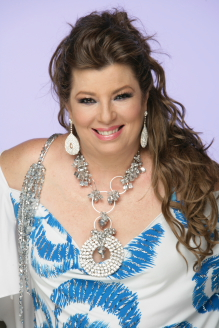
Margarita Vargas Gaviria

  - Margarita Vargas Gaviria, conocida como la Diosa de la Cumbia, es una cantante colombiano-mexicana.
  - Luces Velásquez, actriz colombiana.
  - Óscar Wilchez, político colombiano.

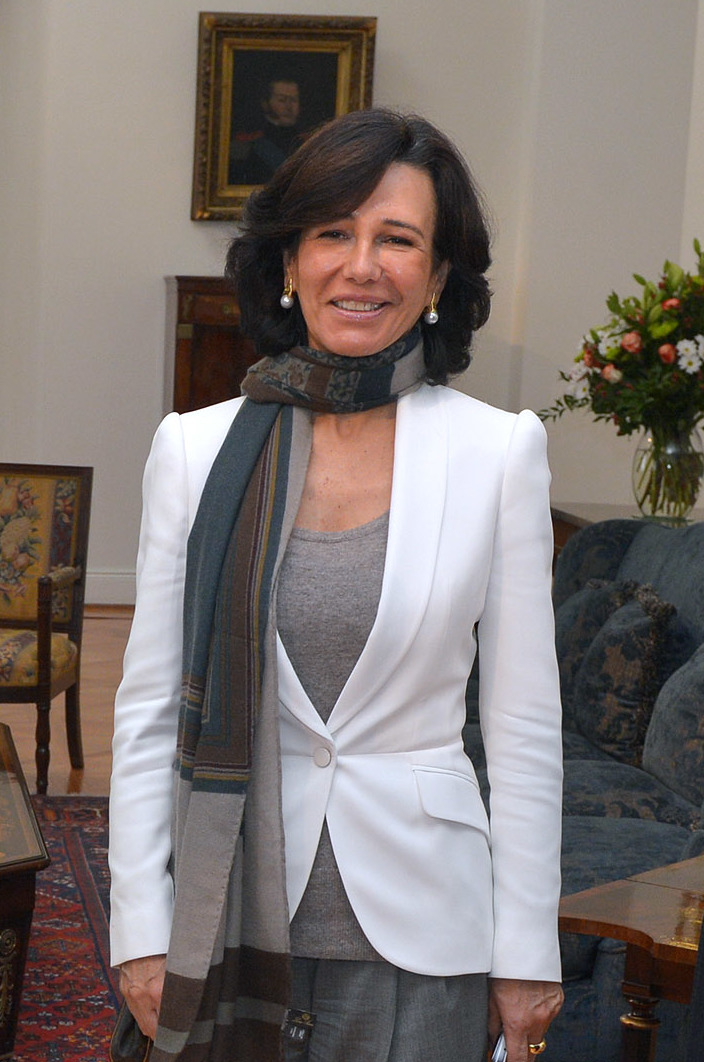
Ana Botín

- 4 de octubre: Ana Botín, banquera española.
- 5 de octubre: 
  - Daniel Baldwin, actor, productor y director estadounidense.
  - Careca, exfutbolista brasileño.
  - Mariantonia Palacios, pianista, compositora, directora, productora e investigadora musical venezolana.
- 6 de octubre: 
  - Salvador Cardenal, cantautor y compositor nicaragüense (f. 2010).
  - Yves Leterme, primer ministro belga.
  - Ricardo Rozzi, filósofo y biólogo chileno.
  - Daniel Telis, guitarrista y compositor de rock argentino (f. 2018).
- 7 de octubre: 
  - Viktor Lazlo, cantante franco-belga.
  - Ángel Sánchez, diseñador de moda venezolano.
  - Patricia Tóffoli, actriz, modelo y reina de belleza venezolana.
- 8 de octubre: 
  - Jorge Cadaval, humorista español.
  - Reed Hastings, empresario, filántropo y director ejecutivo estadounidense.
  - Lorenzo Milá, periodista español.
- 9 de octubre: 
  - Antonio Aguilar, Jr., cantante y actor mexicano.
  - Kenny Garrett, saxofonista de jazz y flautista estadounidense.

- 10 de octubre: 

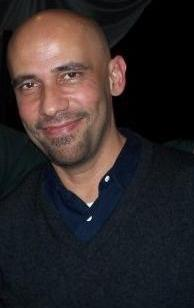
Nilo Cruz

  - Nilo Cruz, dramaturgo, traductor y director de teatro cubanoestadounidense.
  - Karra Elejalde, actor, director de cine y guionista español.
  - David Vostell, compositor y director de cine alemán-español.
- 11 de octubre: Mario Arteca, poeta argentino.
- 12 de octubre: Hiroyuki Sanada, artista marcial, actor y cantante japonés.
- 13 de octubre: 
  - Andrea Albani, actriz española (f. 1994).
  - Joey Belladonna, vocalista de heavy metal y thrash metal estadounidense.
  - Gloria Hernández, escritora, poeta, investigadora y catedrática guatemalteca.
- 14 de octubre: Marco Antonio Calderón Echemendía, narrador, poeta y editor cubano.
- 15 de octubre: Michael Lewis, escritor estadounidense.
- 16 de octubre: Bob Mould, músico estadounidense.
- 17 de octubre: 
  - Margarita del Mazo, escritora española de literatura infantil.
  - Guy Henry, actor de cine y teatro inglés.
  - Rob Marshall, director de teatro, cine, y coreógrafo estadounidense.

- 18 de octubre: 

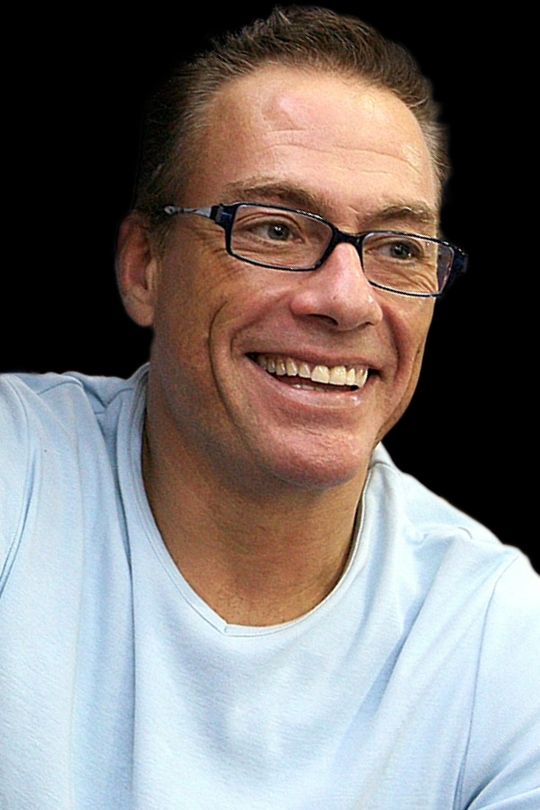
Jean-Claude Van Damme

  - Jean-Claude Van Damme, actor y artista marcial belga.
  - Craig Mello, biólogo estadounidense, Premio Nobel de medicina en 2006.
- 19 de octubre: 
  - Frank Delgado, cantautor cubano.
  - Beate Eriksen, actriz noruega.
- 20 de octubre: 
  - Lepa Brena, cantante bosnia.
  - Laura Yasán, poetisa argentina (f. 2021).
- 21 de octubre: Paul Rugg, guionista, productor, actor de voz y titiritero estadounidense.
- 22 de octubre: Brewster Kahle, ingeniero informático, emprendedor y activista de internet estadounidense.
- 23 de octubre: Randy Pausch, profesor de ciencias de la computación, interacción hombre-máquina y diseño estadounidense (f. 2018).

- 24 de octubre: 

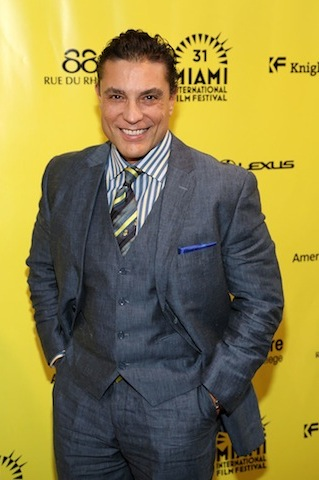
Osvaldo Ríos

  - Jaime Garzón, activista, humorista y periodista colombiano (f. 1999).
  - BD Wong, actor estadounidense.
  - Alfonso Vallés, actor español.
- 25 de octubre: 
  - Osvaldo Ríos, actor puertorriqueño.
  - Hong Sang-soo, director de cine y guionista surcoreano.
  - Mex Urtizberea, músico, actor, escritor, conductor y humorista argentino.
- 26 de octubre: Laureano Domínguez Ruiz, escritor e investigador colombiano.
- 27 de octubre: Oleg Bryjak, cantante de ópera kazajo-alemán de origen ucraniano (f. 2015).

- 28 de octubre: 

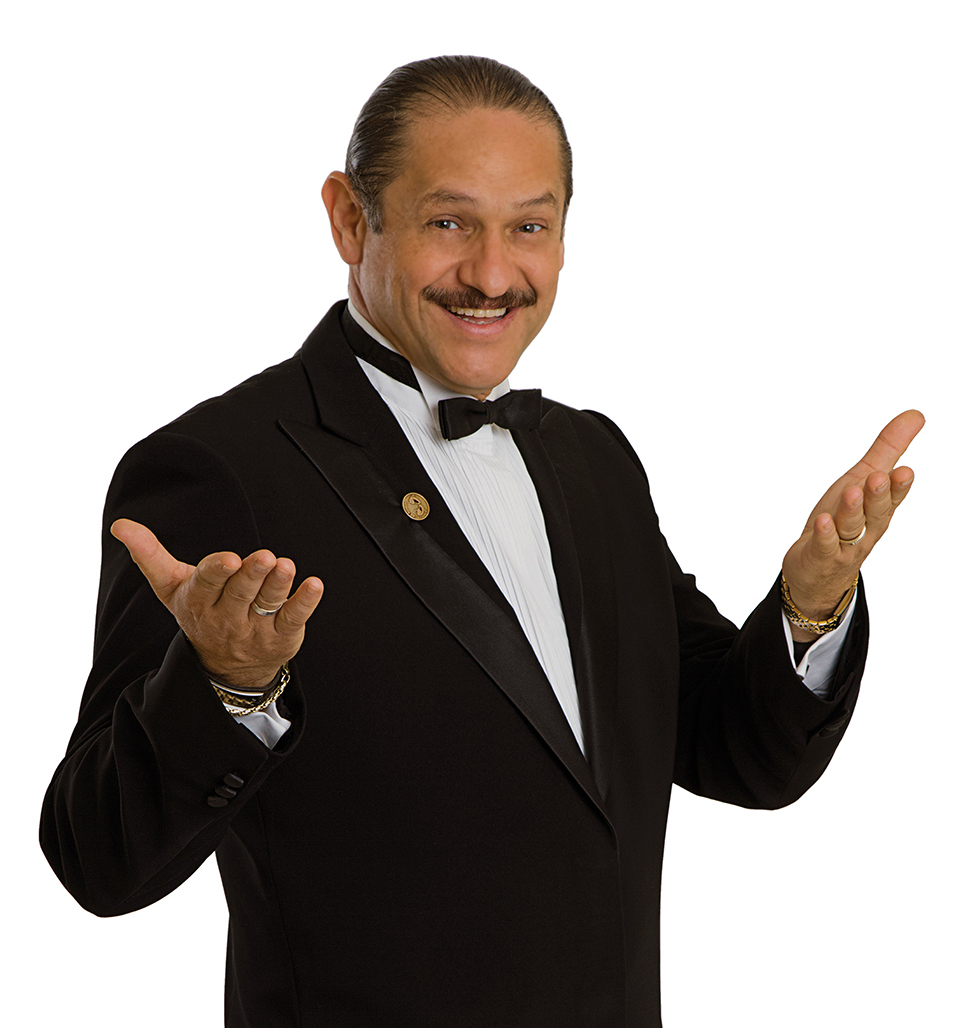
Teo González

  - Ethel Cooke, pintora estadounidense y nicaragüense.
  - Teo González, comediante mexicano.
- 29 de octubre: Fabiola Gianotti, física de partículas italiana.

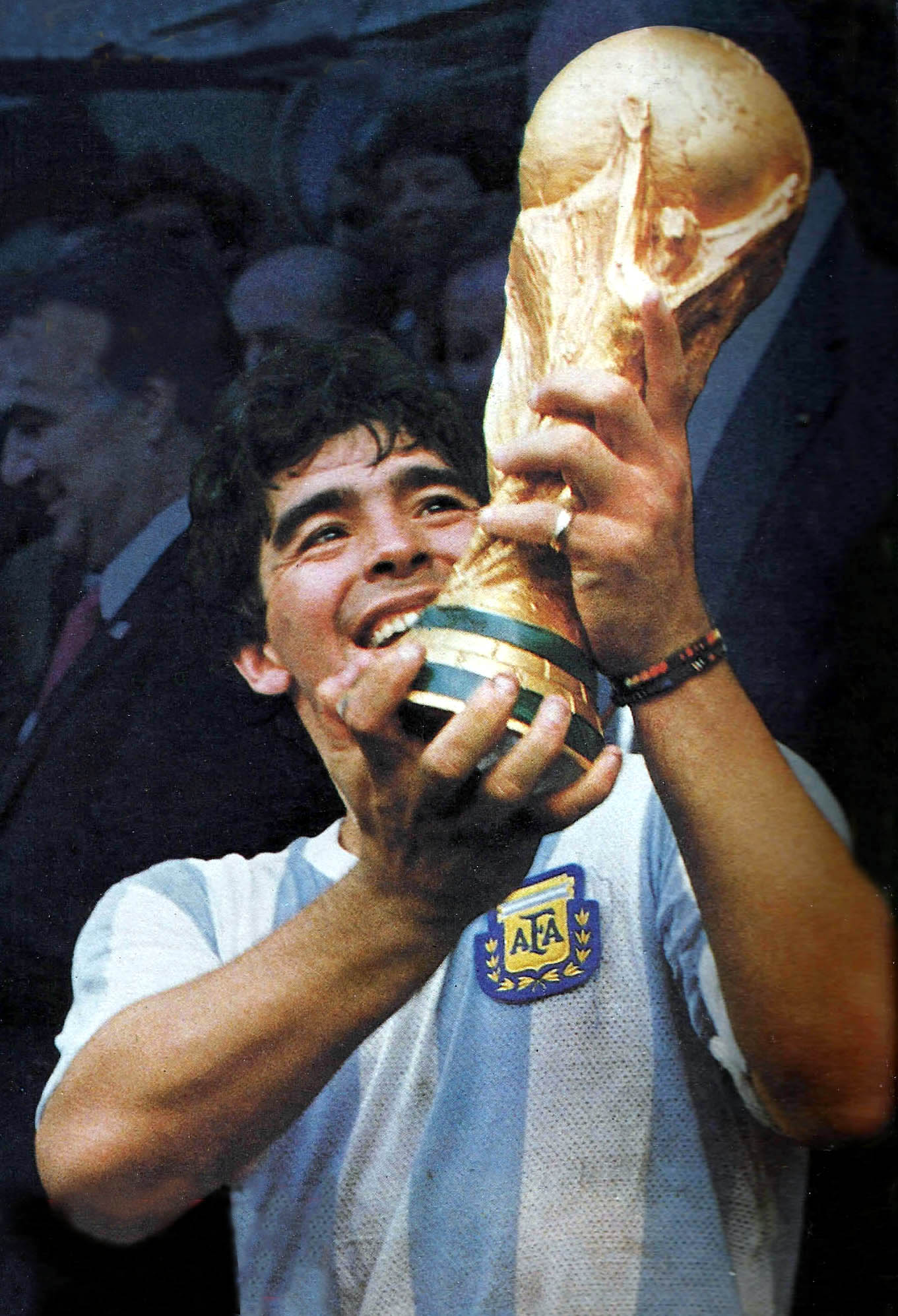
Diego Armando Maradona

- 30 de octubre: Diego Armando Maradona, futbolista argentino (f. 2020).
- 31 de octubre: 
  - Arnaud Desplechin, director de cine francés.
  - Luis Fortuño, abogado y político puertorriqueño.
  - Reza Pahlaví, aristócrata iraní.

### Noviembre
- 1 de noviembre: Tim Cook, empresario, informático teórico e ingeniero estadounidense.
- 2 de noviembre: 
  - Anu Malik, cantante, compositor y director musical de Bollywood indio.
  - Pornsak Songsaeng, actor y cantante tailandés (f. 2021).
- 4 de noviembre: 
  - Siniša Glavašević, reportero croata (f. 1991).
  - Kathy Griffin, actriz estadounidense.
  - Ramón Pellicer, periodista español.

- 5 de noviembre: 

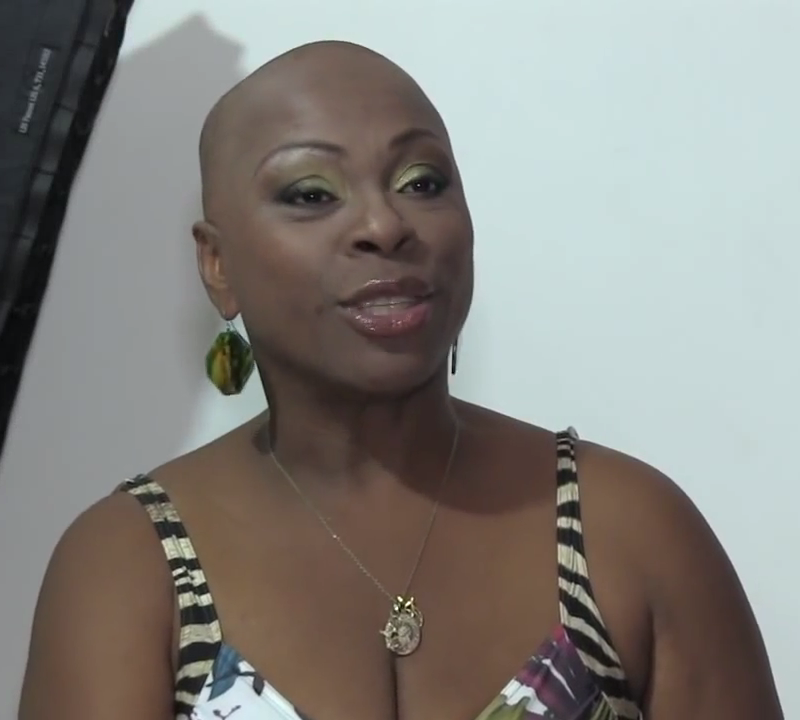
Thelma Darkings

  - Thelma Darkings, presentadora de televisión y actriz costarricense.
  - Alma Delfina, actriz mexicana.
  - Verónica Murguía, escritora mexicana.
  - Tilda Swinton, actriz británica.
- 6 de noviembre: Lance Kerwin, actor estadounidense de cine y televisión (f. 2023).
- 7 de noviembre: 
  - José Díaz-Balart, periodista estadounidense.
  - Luis Miguel Campos, escritor, dramaturgo y guionista ecuatoriano nacido en Cuba.
  - Javier Herrero, cantante y compositor español.
- 8 de noviembre: 
  - Elizabeth Avellán, productora de cine venezolana.
  - Anne Dorval, actriz canadiense.
  - Oleg Menshikov, actor ruso.
  - Mikael Nyqvist, actor sueco (f. 2017).
- 9 de noviembre: 
  - Teresa Arijón, escritora, poeta, traductora, y editora argentina.
  - Andreas Brehme, exfutbolista alemán.
  - Fernando Gaitán, guionista y productor colombiano de Telenovelas (f. 2019).
  - Miriam Odorico, actriz argentina.
- 10 de noviembre: 
  - Neil Gaiman, escritor británico.
  - Celeste Jiménez, bailarina de ballet venezolana.
- 11 de noviembre: 
  - Fernando García Romero, filólogo, paremiólogo y helenista español.
  - Stanley Tucci, actor y director estadounidense.
- 12 de noviembre: 
  - Christopher Lloyd, escritor y productor de series estadounidense.
  - Claudine Luypaerts, conocida como Maurane, cantante belga (f. 2018).
- 13 de noviembre: 
  - Neil Flynn, actor estadounidense.
  - Élmer Hermosa, cantante y compositor boliviano de música folclórica.
  - Koldo Losada, actor español (f. 2014).
- 14 de noviembre: 
  - Guillermo Fadanelli, escritor mexicano.
  - Carlos Pacheco Perujo, historietista español (f. 2022).
- 15 de noviembre: 
  - Susanne Lothar, actriz alemana (f. 2012).
  - Alberto Méndez, conocido como «Naranjita», músico, productor y compositor español.

- 17 de noviembre: 

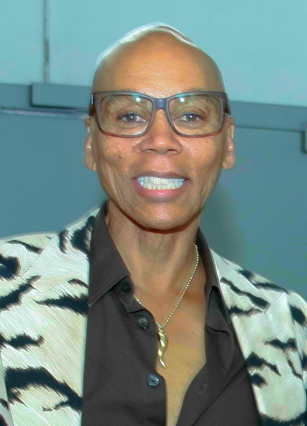
Rupaul

  - Jonathan Ross, presentador de televisión y locutor de radio británico.
  - Rupaul, Drag queen y cantante estadounidense.
- 18 de noviembre: 
  - Hernán Galindo, director teatral, investigador escénico y guionista mexicano.
  - Elizabeth Perkins, actriz estadounidense.
  - Kim Wilde, cantante de pop rock inglesa.
- 19 de noviembre: Derrick Jensen, intelectual y activista anarquista y ecologista estadounidense.
- 20 de noviembre: Martín Seefeld, actor y productor argentino.
- 21 de noviembre: David Mazzucchelli, dibujante de cómics estadounidense.
- 22 de noviembre: 
  - Andrés Alcántara, escultor, pintor y grabador español.
  - Jorge Velarde, pintor contemporáneo ecuatoriano.
  - Jorge Villalmanzo, escritor español (f. 2012).
- 23 de noviembre: Jean-Paul Bourelly, guitarrista estadounidense de jazz fusión y blues rock.
- 24 de noviembre: 
  - Philip Absolon, artista británico.
  - Aleida Guevara, pediatra alergóloga y política cubana, hija del Che Guevara.
  - Amanda Wyss, actriz estadounidense.

- 25 de noviembre: 

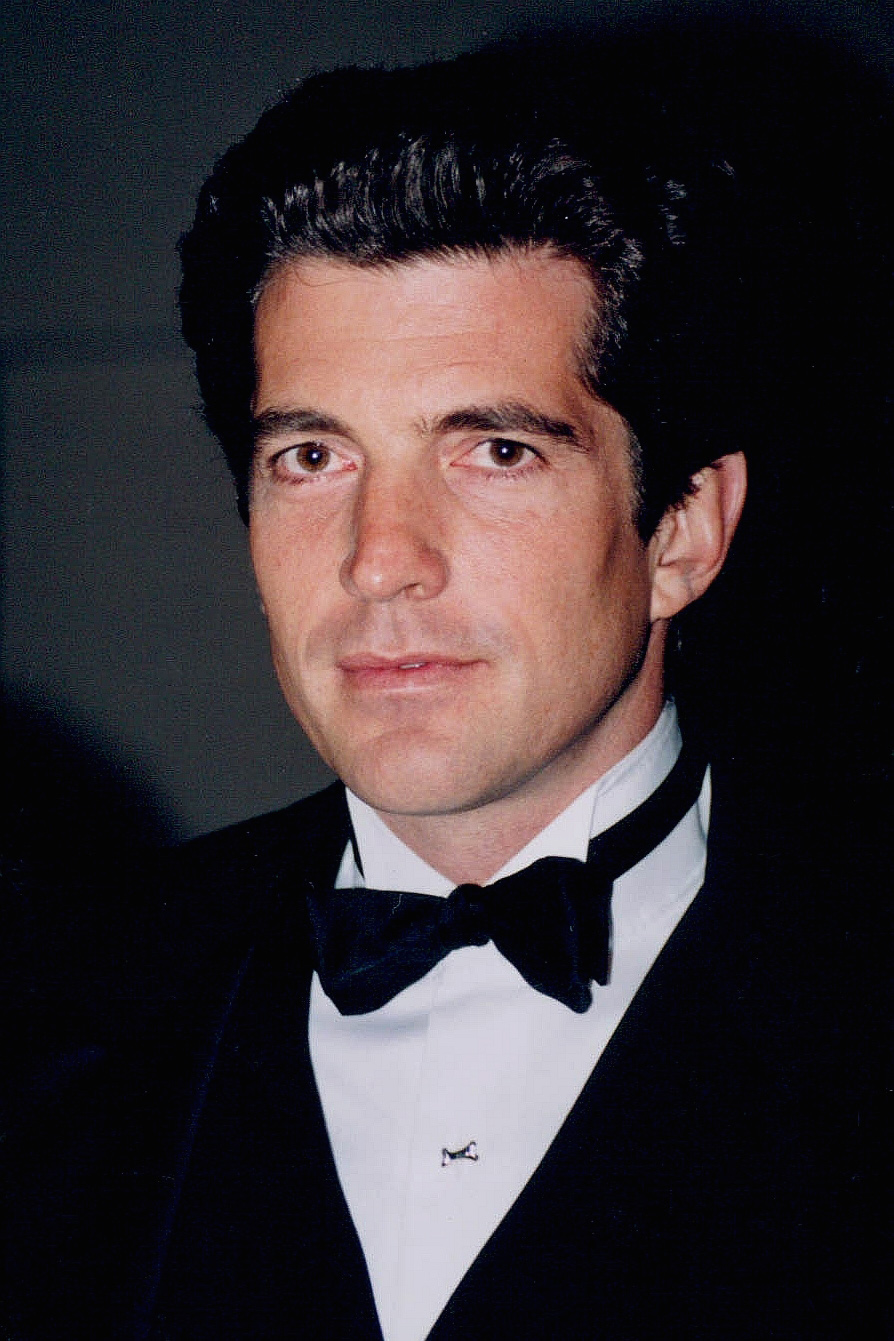
John F. Kennedy Jr.

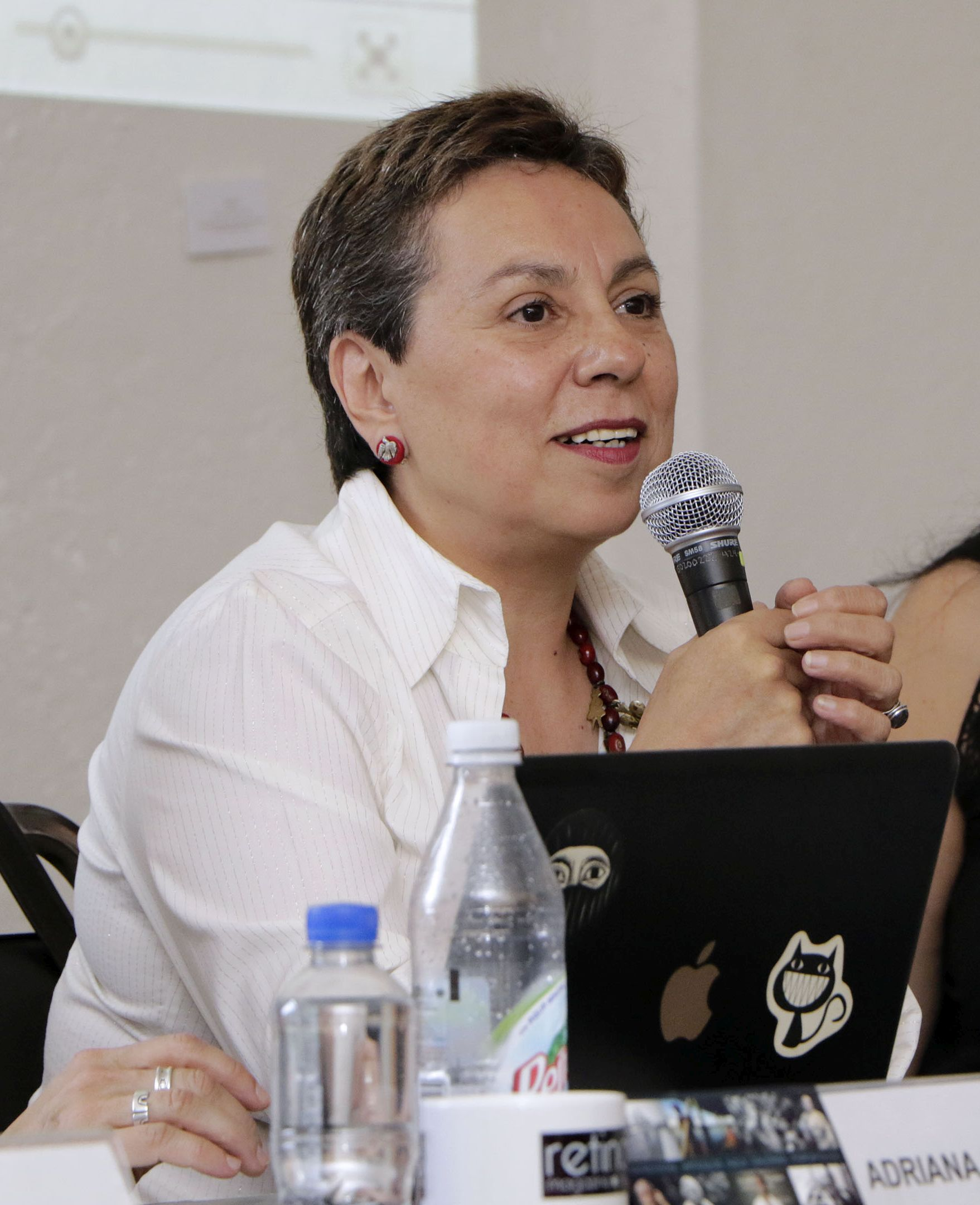
Frida Hartz

  - John F. Kennedy, Jr., hijo de John F. Kennedy (f. 1999).
  - Amy Grant, cantautora, autora, presentadora y actriz estadounidense.
  - Frida Hartz,  fotógrafa y fotoperiodista mexicana.
  - Jorge Eduardo Londoño, abogado y político colombiano.
- 26 de noviembre: 
  - Orly Castel-Bloom, escritora israelí.
  - José Riu, guitarrista, cantante y compositor venezolano.

- 27 de noviembre: 

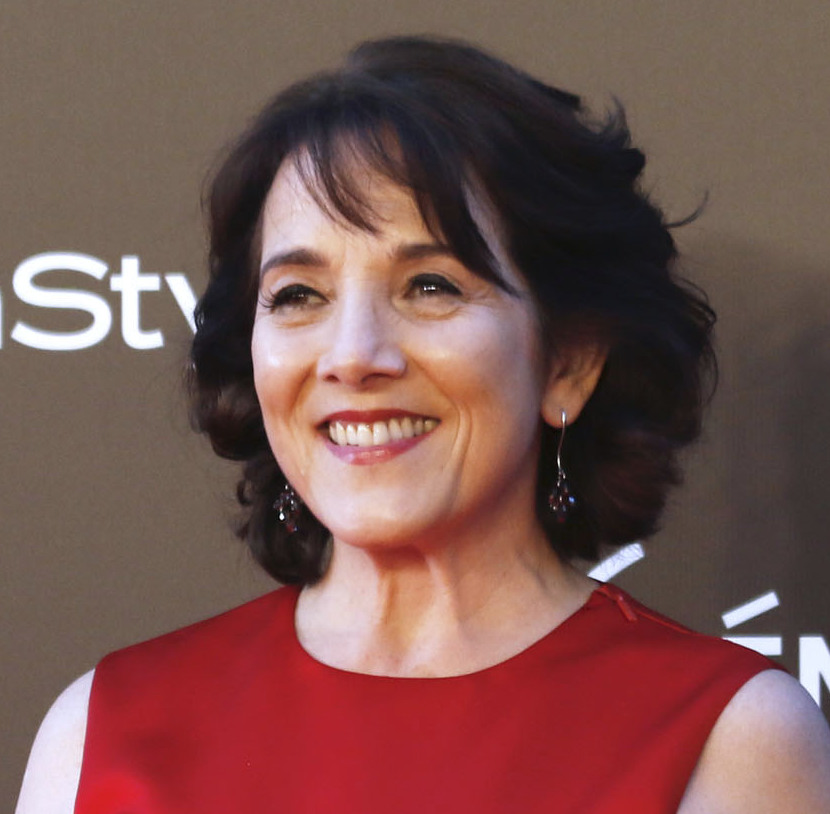
Paulina García

  - Paulina García, actriz, directora y dramaturga chilena.
  - Yulia Timoshenko, política ucraniana.

- 28 de noviembre: 

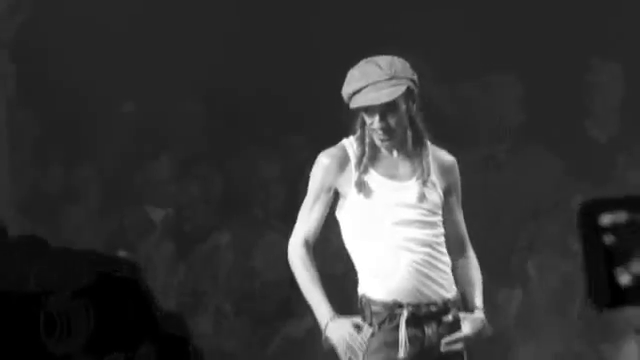
John Galliano

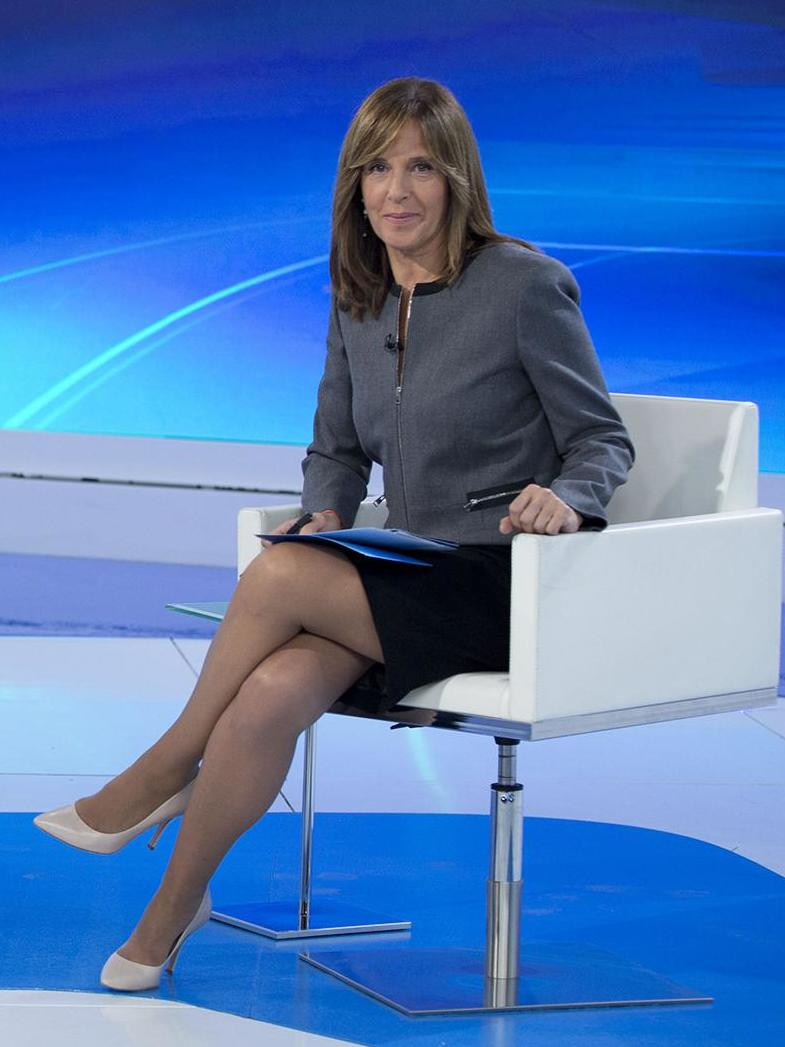
Ana Blanco

  - John Galliano, diseñador de modas hispano-británico.
  - Ana Blanco, periodista y presentadora de televisión española.
- 29 de noviembre: Cathy Moriarty, actriz estadounidense.
- 30 de noviembre: 
  - Hiam Abbass, actriz y directora de cine árabe israelí de origen palestino.
  - Verónica Condomí, cantante, compositora y guitarrista argentina.
  - Gary Lineker, exfutbolista británico.

### Diciembre
- 1 de diciembre:
  - Carol Alt, modelo y actriz estadounidense.
  - Sergio Bambarén Roggero, modelo y actriz estadounidense.
  - Udit Narayan, cantate Nepalí.
- 2 de diciembre:
  - Javier Colina, contrabajista español.
  - Anders Hejlsberg, ingeniero de software danés.
  - Justus von Dohnanyi, actor y director alemán.
- 3 de diciembre:
  - Julianne Moore, actriz estadounidense.
  - Daryl Hannah, actriz estadounidense conocida por su personaje Elle Driver.
- 5 de diciembre:
  - José Luis Escrivá, político español.
  - Osvaldo Golijov, compositor argentino de música clásica.
  - Juan Lobos, médico y político chileno (f. 2011).
  - Jack Russell, cantante estadounidense de rock (f. 2024).
- 7 de diciembre: Juan Carlos Mascheroni, músico y cantante argentino, líder de Los del Fuego (f. 2019).

- 8 de diciembre:

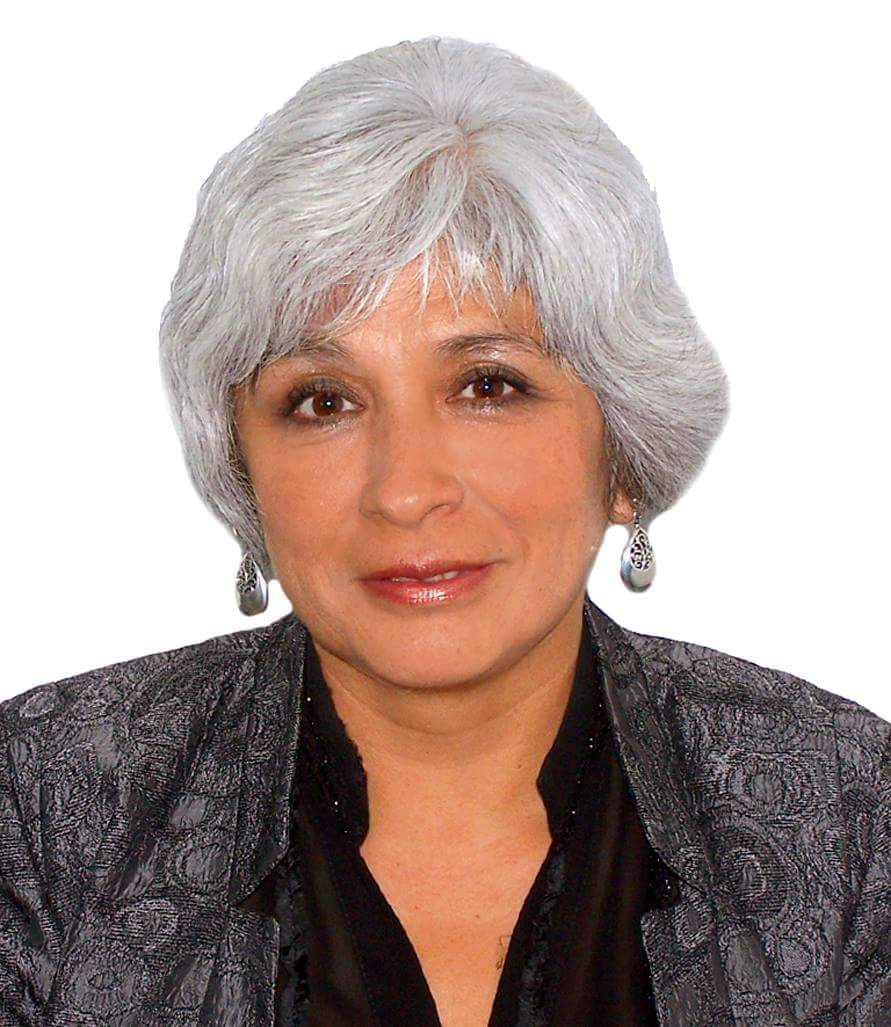
Delia Barriga

  - Aaron Allston, diseñador de juegos estadounidense y autor de libros de ciencia ficción (f. 2014).
  - Sólveig Anspach, directora de cine y guionista de origen franco-islandés (f. 2015).
  - Delia Barriga, divulgadora de la ciencia y tecnología y activista por los derechos de la mujer peruana.
  - Julio Mazziotti, pianista y compositor argentino.
- 9 de diciembre:
  - Paco Collado, cómico español.
  - Jeff Swampy Marsh, director de televisión, guionista, productor y actor estadounidense.
  - Ariel Prat, cantante, músico, compositor y poeta argentino.
- 10 de diciembre:
  - Kenneth Branagh, actor y director británico.
  - Jaime Sánchez Cristo, periodista, locutor, presentador y productor de televisión colombiano.

Carolina Escobar Sarti

- 11 de diciembre: Carolina Escobar Sarti, escritora e investigadora social guatemalteca.

- 12 de diciembre:
  - Manuel Bandera, actor español.

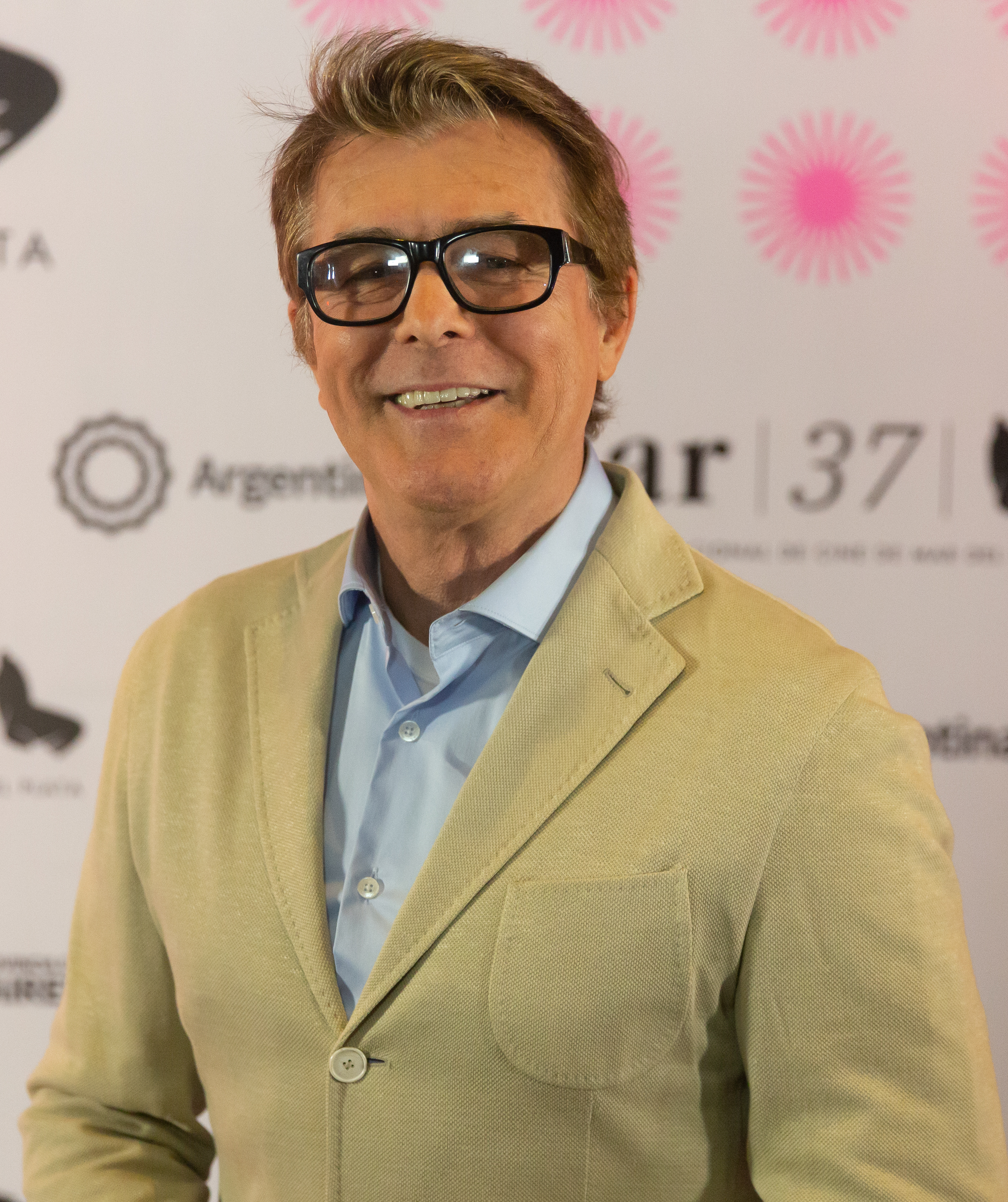
Gabriel Corrado

  - Gabriel Corrado, actor, productor, presentador de televisión y escritor argentino.
  - Lydia Lozano, periodista española.
  - Lourdes Munguía, actriz mexicana.
- 13 de diciembre:
  - José Eduardo Agualusa, escritor y periodista angoleño.
  - Cecilia Narova, bailarina de tango y vedette argentina.
  - Tomás Torres Mercado, político mexicano (f. 2015).
- 14 de diciembre:
  - Catherine Coleman, astronauta estadounidense.
  - Santiago Elordi, escritor, documentalista y activista de arte social chileno.
  - Ebrahim Raisi, político y alfaqí iraní, act. presidente de Irán desde 2021.
  - Wolf Haas, escritor austríaco.

- 15 de diciembre:
  - Kin Endate, astrónomo japonés.

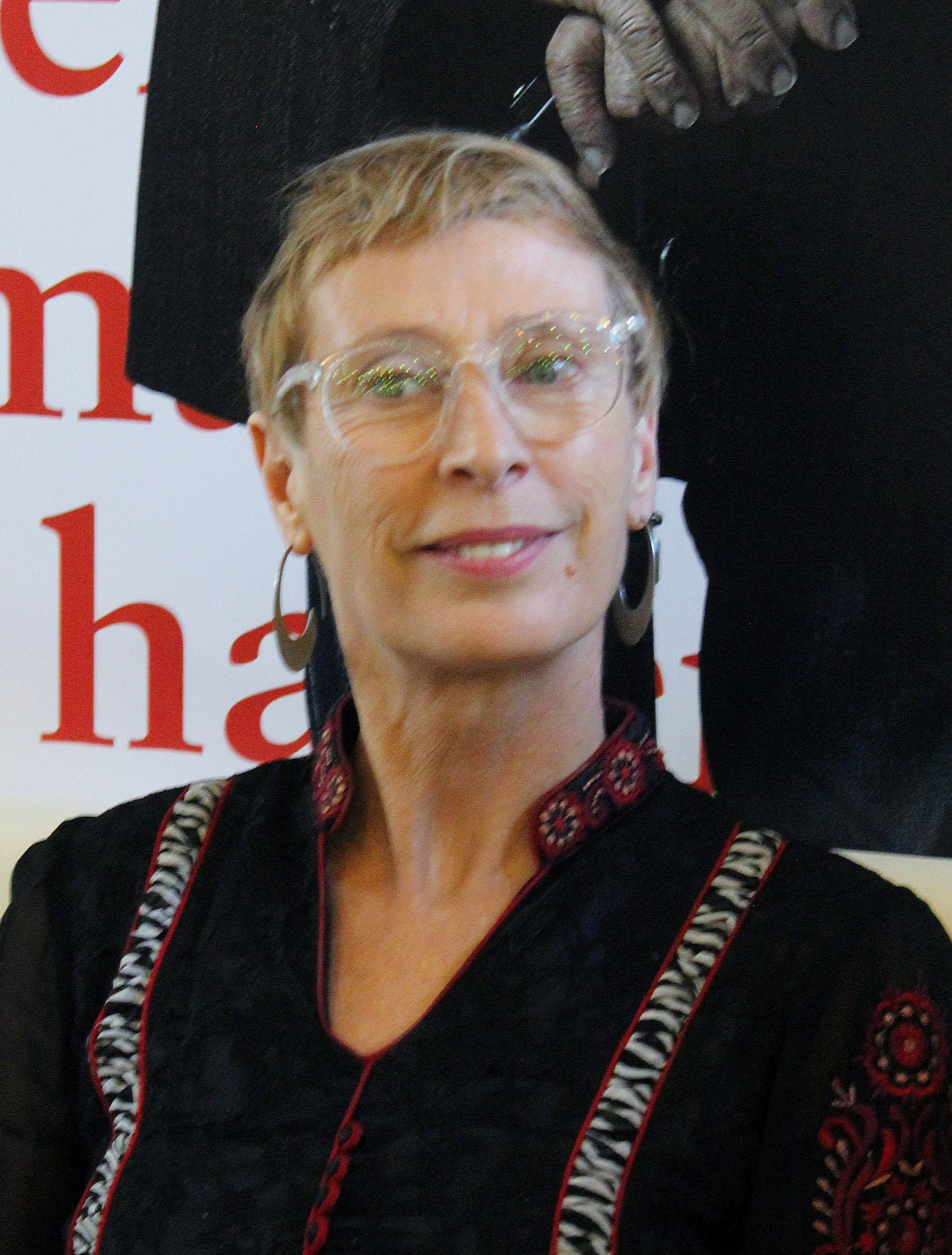
María Izquierdo

  - María Izquierdo, actriz, guionista y directora de teatro, cine y televisión chilena.
  - Marcela Ternavasio, historiadora e investigadora argentina.
- 16 de diciembre:
  - Alfredo Núñez Mendoza, futbolista chileno (f. 2008).
  - Rafael Uribe Ochoa, actor colombiano (f. 2020).
- 17 de diciembre:
  - Pilar González España, poeta española.
  - Abdellatif Kechiche, actor, director de cine y guionista franco-tunecino.
  - Juan Vicente Piqueras, poeta español.
- 18 de diciembre:
  - Luis Ernesto Cano, actor, escritor y comediante mexicano (f. 2014).
  - Kazuhide Uekusa, economista japonés.
- 19 de diciembre:
  - Delia Ackerman, periodista, productora y directora de documentales peruana.
  - Daniel Silva, escritor estadounidense.
- 20 de diciembre:
  - Pedro Abrunhosa, cantante y compositor portugués.
  - Nalo Hopkinson, escritora canadiense y jamaicana.
  - Kim Ki-duk, director de cine surcoreano (f. 2020).

- 21 de diciembre:

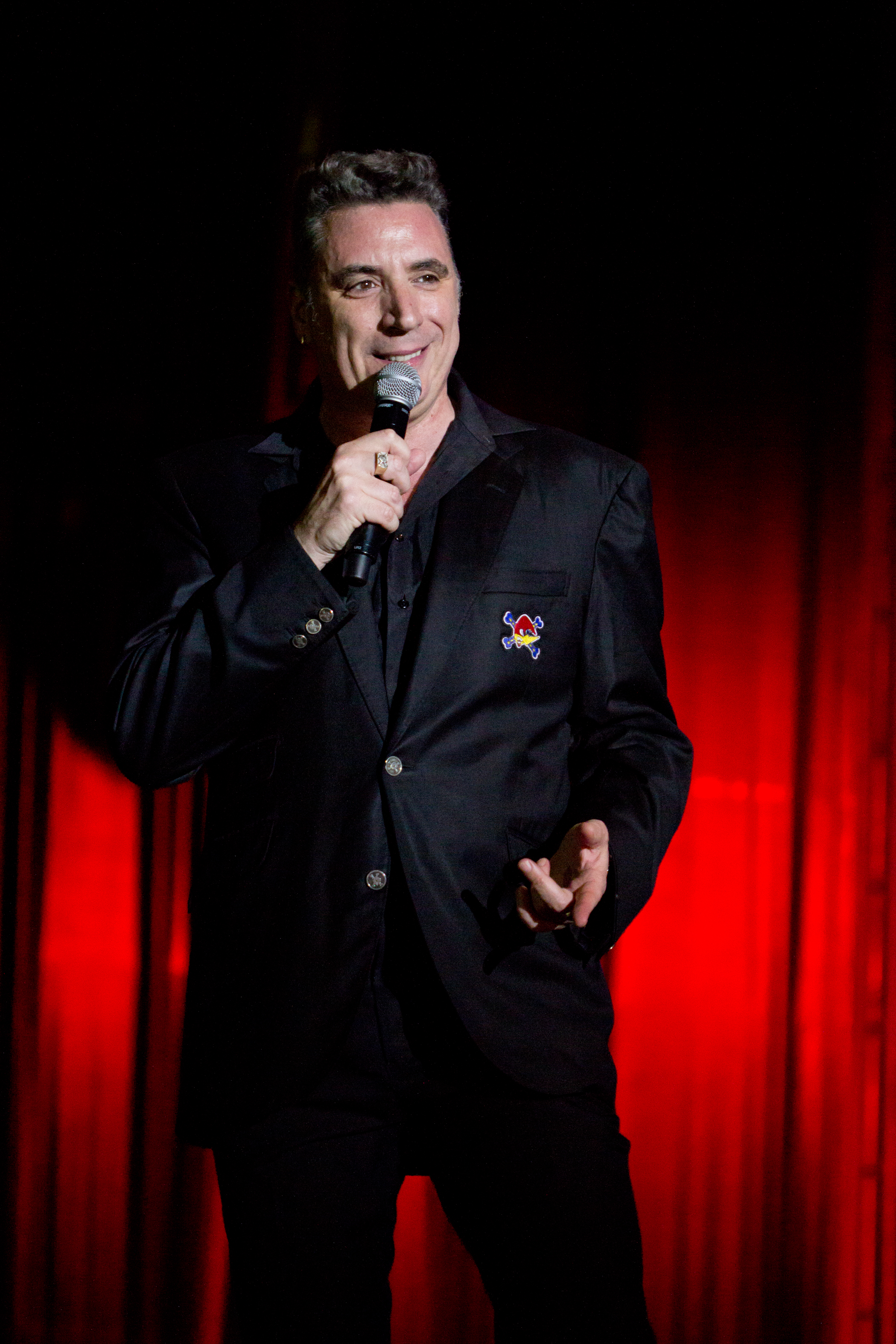
Loquillo

  - Carlos Cruz, actor de televisión venezolano.
  - Loquillo (José María Sanz), cantante español.
- 22 de diciembre:
  - Jean-Michel Basquiat, artista estadounidense de ascendencia haitiana y puertorriqueña (f. 1988).
  - Mary Porto Casas, artista plástica, artesana y activista afrouruguaya.
  - Antonio Rodríguez Salvador, poeta, narrador, dramaturgo y ensayista cubano.
- 23 de diciembre:
  - Iosu Expósito, guitarrista y vocalista de la banda punk Eskorbuto (f. 1992).
  - Óscar Sobalvarro, comandante y político nicaragüense.
  - Juan Carlos Zapata, periodista, escritor e investigador venezolano.
- 24 de diciembre: Iosu Expósito, guitarrista español, de la banda Eskorbuto (f. 1992).
- 25 de diciembre: Sandra O'Ryan, actriz chilena.
- 26 de diciembre: Temuera Morrison, actor neozelandés de ascendencia maorí.
- 27 de diciembre:
  - Maryam d'Abo, actriz británica.
  - Cha Hwa-yeon, actriz surcoreana.
  - Ignacio Martínez de Pisón, escritor y guionista español.
- 28 de diciembre: Tove Alsterdal, autora, periodista y dramaturga sueca.
- 29 de diciembre: Shari Lapena, novelista canadiense.
- 30 de diciembre:
  - Ludmila Valentínovna Berlinskaya, pianista rusa.
  - Raquel Vázquez Ramil, traductora y profesora española especializada en Historia Contemporánea.
- 31 de diciembre:
  - Steve Bruce, futbolista y entrenador británico.
  - Erna Frins, científica física uruguaya.
  - John Allen Muhammad, asesino estadounidense (f. 2009).

### Fecha desconocidas
- Francisco Acuyo, poeta, escritor, editor, ensayista e investigador español.
- Agnès Agboton, escritora, poeta y narradora beninesa.
- Juan Miguel Aguilera, escritor español de ciencia ficción.
- Catherine Allard, bailarina y coreógrafa belga.
- Rafael Amador Fernández, compositor, guitarrista y cantaor gitano español.
- Christopher Augur, científico y bioquímico francés (f. 2009).
- Sandra Barrilaro, fotógrafa y activista por los derechos humanos española.

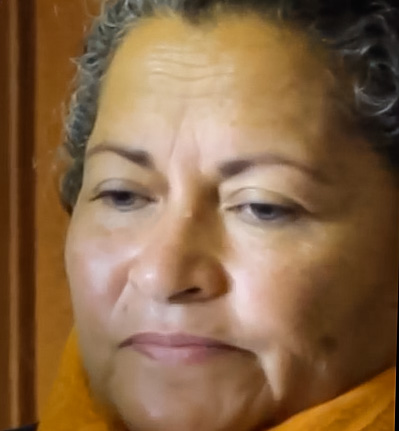
Luz Marina Bernal

- Luz Marina Bernal, activista colombiana defensora de los derechos humanos.
- Alina Canziani, escultora peruana.
- José Luis Castillo Carreón, activista social, conferencista y defensor de los derechos humanos mexicano.
- Ana Fabricia Córdoba, activista defensora de Derechos Humanos, y líder social colombiana (f. 2011).
- Jean Decety, neurocientífico francés.
- Maria do Espírito Santo, activista ambientalista y sindicalista brasileña (f. 2011).
- Miguel Fernández Alonso, director y actor de cine y teatro argentino. (f. 1995).

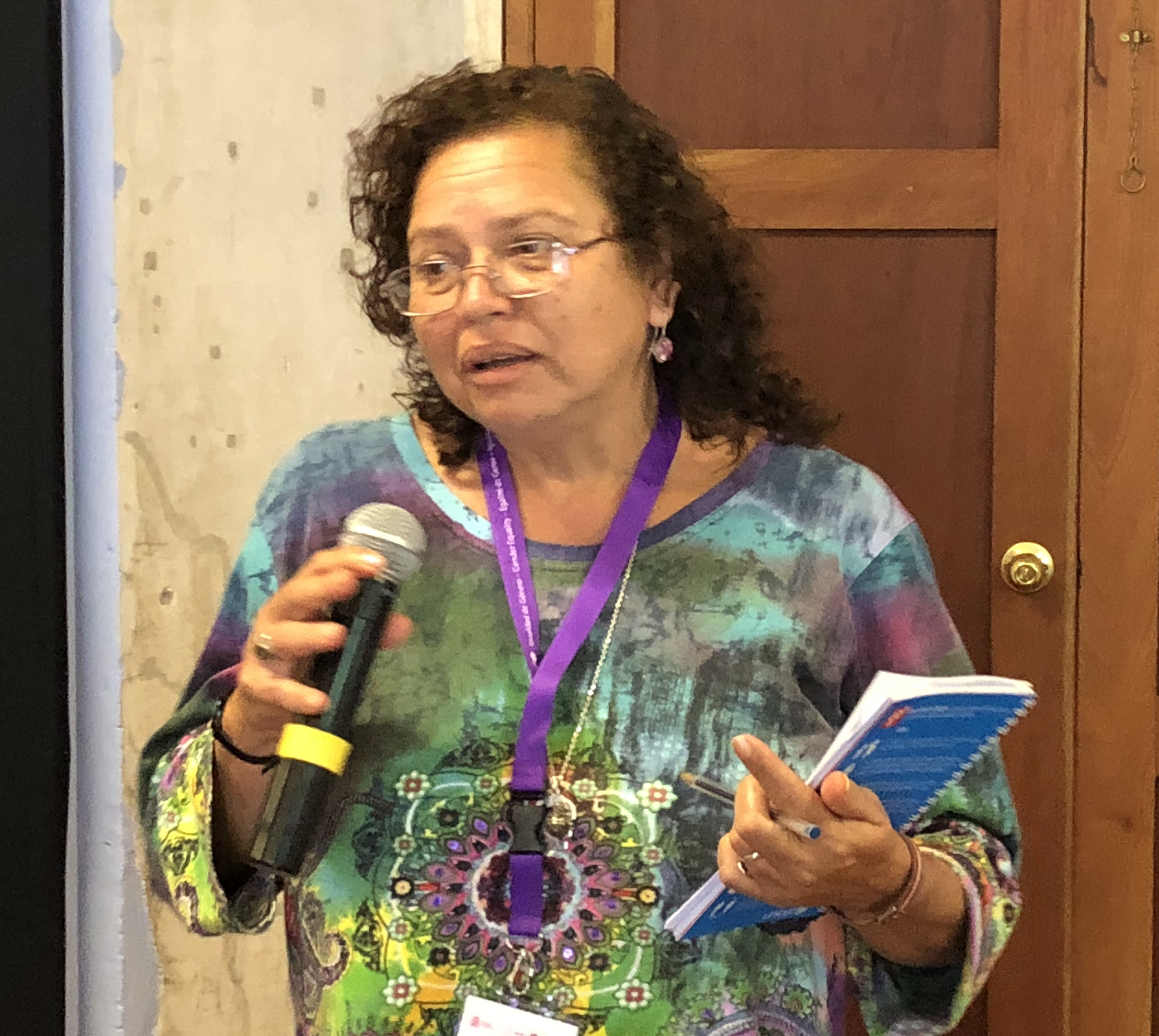
Morena Herrera

- Patricia Gadea, pintora española (f. 2006).
- Selma Gürbüz, pintora y escultora turca (f. 2021).
- Susana Hernández, actriz y presentadora de televisión española.
- Morena Herrera, activista por los derechos humanos y feminista salvadoreña.
- Yu Hua, escritor chino.
- David Lincoln Rabinowitz, astrónomo investigador estadounidense.
- María Soledad Izquierdo López, una bióloga española, experta en acuicultura.
- Jaime Lorca, actor, dramaturgo y director chileno.
- Adolfo Macías Huerta, novelista ecuatoriano.
- Pilar Montoya, bailaora española (f. 2015).

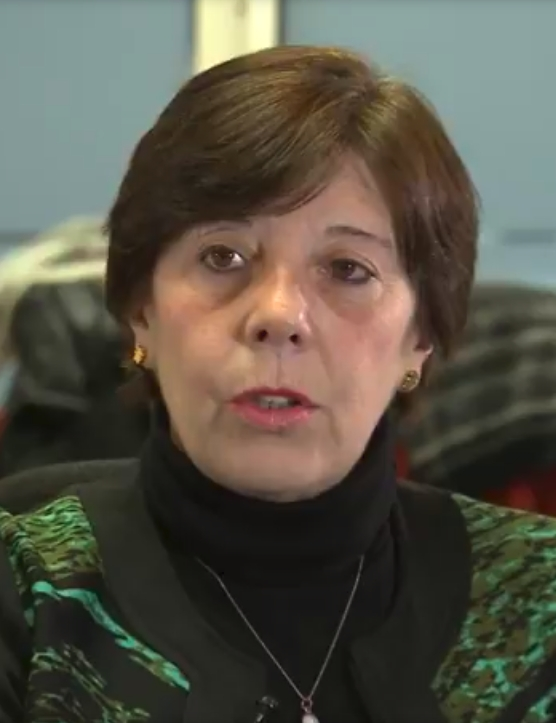
Carmen del Riego

- Ana Silvia Monzón, socióloga, investigadora y comunicadora social feminista guatemalteca.
- Casiana Muñoz, astrofísica, investigadora y divulgadora científica española.
- Elena Napolitano, cantante de jazz y blues y militante LGBT y feminista argentina.
- Florence Oloo, científica keniana.
- Rafaela Pimentel, activista feminista dominicana.
- Carmen del Riego, periodista española.
- María de los Ángeles Salazar Saavedra, cantaora de flamenco española.
- José Teiguel, profesor, escritor y poeta chileno de origen huilliche.
- Marcia Vásconez Roldán, artista plástica ecuatoriana.

## Fallecimientos

### Enero
- 2 de enero: Fausto Coppi, ciclista italiano (n. 1919)
- 4 de enero: Albert Camus, escritor y filósofo francés (n. 1913).
- 12 de enero: Pedro Puig Adam, matemático español (n. 1900).
- 24 de enero: Edwin Fischer, pianista suizo (n. 1886).
- 24 de enero: Nepomuceno Matallana, criminal colombiano (n. 1891).
- 25 de enero: Mercedes Gaibrois de Ballesteros, historiadora española (n. 1891).
- 31 de enero; Harry Blanchard, piloto de automovilismo estadounidense (n. 1929).

### Febrero
- 5 de febrero: Josep Maria Bertran de Quintana, político y jurista español crucial en la Segunda República Española (n. 1884).
- 7 de febrero: Ígor Kurchátov, físico ruso, líder del proyecto atómico soviético (n. 1903).
- 8 de febrero: John L. Austin, filósofo británico (n. 1911).
- 10 de febrero: Aloysius Stepinac, cardenal croata, colaboracionista de los nazis (n. 1898).
- 11 de febrero:  Jacobo Prias Álape,   Político Comunista Colombiano (n. 1920).
- 12 de febrero: Jean-Michel Atlan, artista francés (n. 1913)
- 21 de febrero: Jacques Becker, cineasta francés (n. 1906).
- 24 de febrero: Antonio Vallejo-Nágera, médico psiquiatra español (n. 1889).
- 27 de febrero: Ettore Chimeri, piloto de automovilismo venezolano (n. 1921).

### Marzo
- 4 de marzo: Leonard Warren, barítono estadounidense (n. 1911).
- 27 de marzo: Gregorio Marañón, médico y ensayista español (n. 1887).

### Abril
- 10 de abril: Humberto Sosa Molina, militar y político argentino (n. 1893).
- 11 de abril: César López de Lara, gobernador y revolucionario mexicano (n. 1890)
- 17 de abril: Eddie Cochran, músico estadounidense (n. 1938).
- 24 de abril: Max von Laue, físico alemán, premio nobel de física en 1914 (n. 1879)
- 28 de abril: Anton Pannekoek, astrónomo, revolucionario y teórico comunista neerlandés (n. 1873).
- 28 de abril: Carlos Ibáñez del Campo, militar, dos veces presidente de Chile.

### Mayo
- 6 de mayo: Paul Abraham, compositor de operetas húngaro, emigrado a Estados Unidos y después a Alemania (n. 1892).
- 13 de mayo: Harry Schell, piloto estadounidense de automovilismo (n. 1921).
- 30 de mayo: Borís Pasternak, poeta y novelista ruso, premio Nobel de literatura en 1958 (n. 1890).
- 31 de mayo: Walter Funk, ministro de Economía en la Alemania nazi (n. 1891).

### Junio
- 19 de junio: 
  - Chris Bristow, piloto de automovilismo británico (n. 1937).
  - Jimmy Bryan, piloto de automovilismo estadounidense (n. 1926).
  - Alan Stacey, piloto de automovilismo británico (n. 1933).
- 28 de junio: Juan Jover, piloto de automovilismo español (n. 1903).

### Julio
- 7 de julio: Ángel Cabrera, paleontólogo y zoólogo español (n. 1879).
- 26 de julio: Cedric Gibbons, director artístico de cine estadounidense.

### Agosto
- 7 de agosto: Luis Ángel Firpo, boxeador argentino (n. 1894).
- 10 de agosto: Frank Lloyd, cineasta angloestadounidense. (n. 1886).

### Septiembre
- 9 de septiembre: Jussi Björling, tenor sueco (n. 1911).
- 12 de septiembre: Ana María Cassán (Anne-Marie Paillard, 24), actriz y modelo francesa con carrera en Argentina; (n. 1936).
- 13 de septiembre: Leó Weiner, compositor y profesor húngaro (n. 1885).
- 14 de septiembre: Eloy Vaquero Cantillo, político y escritor español (n. 1888).
- 22 de septiembre: Melanie Klein, psicoanalista austriacobritránica, creadora del funcionamiento psíquico,contribución sobre el desarrollo infantil (n.1882).
- 27 de septiembre: Raúl Porras Barrenechea, historiador, ensayista, diplomático y político peruano (n. 1897).
- 27 de septiembre: Sylvia Pankhurst, activista, sufragista, pacifista internacionalista (n. 1882).

### Octubre
- 28 de octubre: Margarita Abella Caprile, escritora y poeta argentina (n. 1901).
- 14 de octubre: Abram Ioffe, físico soviético (n. 1880).
- 15 de octubre: Concha Peña Pastor, escritora y política española (n. 1906).
- 24 de octubre: Mitrofán Nedelin, soviético mariscal en jefe de artillería, el Comandante en Jefe de las Fuerzas de Misiles Estratégicos (n. 1902).

### Noviembre
- 16 de noviembre: Clark Gable, actor estadounidense (n. 1901).
- 28 de noviembre: Sofía Martins de Sousa, pintora portuguesa (n. 1870).

### Diciembre
- 2 de diciembre: Fritz August Breuhaus, arquitecto alemán, diseñador y arquitecto de interiores.
- 7 de diciembre: Clara Haskil, pianista suiza de origen rumano (n. 1895).
- 26 de diciembre: Virginia Bolten, militante feminista y periodista anarquista argentina (n. 1876).

## Arte y literatura
- 6 de enero: Ramiro Pinilla obtiene el premio Nadal por su novela Ciegas hormigas.
- En Chile, en la ciudad de Viña del Mar se inauguró por primera vez el Festival Internacional de la Canción de Viña del Mar el día 21 de febrero.
- En Buenos Aires, en el XLIX Salón Nacional de Artes Plásticas de la República Argentina, Antonio Pujia gana el Gran Premio de Honor.
- En Reino Unido, C. S. Lewis publica su libro Los cuatro amores.
- En Uruguay se publica La tregua, de Mario Benedetti.
- Chinua Achebe: Me alegraría de otra muerte.
- Agatha Christie: Pudding de Navidad.
- Ian Fleming: Sólo para tus ojos.
- Harper Lee: Matar un ruiseñor.
- Eugène Ionesco: El rinoceronte.
- Jean-Paul Sartre: Crítica de la razón dialéctica.
- Elie Wiesel: La noche.
- Dario Fo: Los arcángeles no juegan a las máquinas de petaco.
- Stanisław Lem: Edén.
- Italo Calvino: El caballero inexistente.
- Philip Roth: Goodbye, Columbus.
- Jorge Amado: La muerte y la muerte de Quincas Berro Dágua.
- Philip K. Dick: Tiempo desarticulado.
- Johannes Hevelius: Prodromus Astronomiae.

## Ciencia y tecnología
- En Estados Unidos se comercializan las primeras píldoras anticonceptivas.

### Astronáutica
- 1 de abril: se lanza el primer satélite meteorológico funcional del mundo, el TIROS I, desde el cabo Cañaveral.
- 15 de mayo: la Unión Soviética lanza el satélite Sputnik 4.
- 12 de agosto: la NASA pone en órbita el primer satélite globo, el Echo 1.
- 19 de agosto: la Unión Soviética lanza el satélite Sputnik 5, con varios seres vivos a bordo, entre ellos dos perros.
- 10 de octubre: lanzamiento de la sonda soviética Mars 1960A, cuyo cohete lanzador falló a los pocos minutos, estrellándose contra la Tierra.
- 14 de octubre: lanzamiento de la sonda soviética Mars 1960B, cuyo cohete lanzador falló a los pocos minutos, estrellándose contra la Tierra.

## Deporte
- Juegos Olímpicos en Roma, Italia

### Atletismo
- Del 11 al 16 de octubre se celebra los I Juegos Iberoamericanos de atletismo en Santiago de Chile (Chile).

País ganador del medallero Femenino  Panamá.
País ganador del medallero Masculino  Argentina.

### Baloncesto
- Del 3 al 8 de marzo se celebra el XVIII Campeonato Sudamericano de Baloncesto Masculino en Córdoba (Argentina).

Medallero:
  Brasil.
  Paraguay
  Argentina
- Del 3 al 11 de junio se celebra el VII Campeonato Europeo de Baloncesto Femenino en Sofia (Bulgaria).

Medallero:
  URSS.
  Bulgaria
  Checoslovaquia
- Del 19 de noviembre al 5 de diciembre se celebra el VIII Campeonato Sudamericano de Baloncesto Femenino en Santiago de Chile (Chile).

Medallero:
  Chile.
  Brasil
  Paraguay

### Balonmano
- Del 27 de febrero al 8 de marzo se celebra en la República Democrática Alemana el III Campeonato Mundial de Balonmano Masculino.

Medallero:
  Suecia.
  Checoslovaquia.
  Alemania Occidental.

### Béisbol
- Liga de Béisbol Profesional de la República Dominicana: los Leones del Escogido obtuvieron el título al derrotar a las Estrellas Orientales.

### Fórmula 1
- Jack Brabham se consagra campeón del mundo de Fórmula 1.

### Fútbol
- Se juega, por primera vez, la Copa Libertadores de América, llamada Copa de Campeones de América, coronándose como campeón el Club Atlético Peñarol de Uruguay al derrotar en la final al Club Olimpia de Paraguay.
- El FC Barcelona se proclama campeón de la Copa de Ferias por segunda vez consecutiva.
- El FC Barcelona, campeón de la Liga española de fútbol.
- Luis Suárez, futbolista español del FC Barcelona, es galardonado con el Balón de Oro que otorga la revista France Football, y que le distingue como mejor futbolista del mundo del año.
- Real Madrid C. F. logra su primera Copa Intercontinental frente al Peñarol. Ida: 3 de julio Peñarol 0 - Real Madrid C. F. 0. Vuelta: 4 de septiembre Real Madrid C. F. 5 - Peñarol 1
- Fútbol Profesional Colombiano: Independiente Santa Fe (tercera vez).
- Campeonato Peruano de Fútbol: Universitario de Deportes se consagra campeón por novena vez.
- Los Raiders de Oakland, equipo de la NFL de los Estados Unidos es fundado.
- Se disputa la primera Eurocopa en Francia con la victoria de la Unión Soviética frente a Yugoslavia en la final.

### Golf
- US Open:  Arnold Palmer.
- Masters de Augusta:  Arnold Palmer.
- British Open:  Kel Nagle.
- Campeonato de la PGA:  Jay Hebert.

### Hockey sobre patines
- Del 7 al 15 de mayo se celebra el XIV Campeonato Mundial de Hockey sobre patines masculino en Madrid (España).

Medallero:
  Portugal.
  España.
  Argentina

### Juegos Olímpicos
- XVII Juegos Olímpicos de verano en Roma (Italia). Celebrados del 25 de agosto al 11 de septiembre.

     País organizador (Italia)
| Núm. | País                          | Oro | Plata | Bronce | Total |
| ---- | ----------------------------- | --- | ----- | ------ | ----- |
| 1    | Unión Soviética (URS)         | 43  | 29    | 31     | 103   |
| 2    | Estados Unidos (USA)          | 34  | 21    | 16     | 71    |
| 3    | Italia (ITA)                  | 13  | 10    | 13     | 36    |
| 4    | Equipo Alemán Unificado (EUA) | 12  | 19    | 11     | 42    |
| 5    | Australia (AUS)               | 8   | 8     | 6      | 22    |
| 6    | Turquía (TUR)                 | 7   | 2     | 0      | 9     |
| 7    | Hungría (HUN)                 | 6   | 8     | 7      | 21    |
| 8    | Japón (JPN)                   | 4   | 7     | 7      | 18    |
| 9    | Polonia (POL)                 | 4   | 6     | 11     | 21    |
| 10   | Checoslovaquia (TCH)          | 3   | 2     | 3      | 8     |

- VIII Juegos Olímpicos de invierno en Olympic Valley (Estados Unidos). Celebrados del 18 al 28 de febrero.

| Juegos Olímpicos de Invierno de 1960 |                               |     |       |        |       |
| Pos.                                 | País                          | Oro | Plata | Bronce | Total |
| 1                                    | Unión Soviética               | 7   | 5     | 9      | 21    |
| 2                                    | Equipo Unificado de Alemania¹ | 4   | 3     | 1      | 8     |
| 3                                    | Estados Unidos                | 3   | 4     | 3      | 10    |
| 4                                    | Noruega                       | 3   | 3     | 0      | 6     |
| 5                                    | Suecia                        | 3   | 2     | 2      | 7     |
| 6                                    | Finlandia                     | 2   | 3     | 3      | 8     |
| 7                                    | Canadá                        | 2   | 1     | 1      | 4     |
| 8                                    | Suiza                         | 2   | 0     | 0      | 2     |
| 9                                    | Austria                       | 1   | 2     | 3      | 6     |
| 10                                   | Francia                       | 1   | 0     | 2      | 3     |

(¹) Atletas provenientes de la RDA y la RFA compitieron juntos como el "Equipo Unificado de Alemania". Este equipo combinado apareció en los Juegos Olímpicos de Invierno de 1956, 1960 y 1964.

### Juegos Paralímpicos
- I Juegos Paralímpicos de verano en Roma (Italia). Celebrados del 18 al 25 de septiembre.

Medallero:
País ganador del medallero  Italia  (ITA).

### Natación
- Se celebra el XV Campeonato Sudamericano de Natación en Cali, Colombia.

País ganador del medallero  Argentina.

### Tenis
- 49ª edición de la Copa Davis.  Australia se proclama campeón en la final ante   Italia por 4-1.

- Abierto de Australia:
  - Ganadora individual: Margaret Court 
  - Ganador individual: Rod Laver

- Torneo de Roland Garros:
  - Ganadora individual: Darlene Hard 
  - Ganador individual: Nicola Pietrangeli

- Campeonato de Wimbledon:
  - Ganadora individual: Maria Bueno 
  - Ganador individual: Neale Fraser

- Abierto de Estados Unidos:
  - Ganadora individual: Darlene Hard 
  - Ganador individual: Neale Fraser

### Voleibol
- Del 26 de octubre al 11 de noviembre se celebra la IV edición del Campeonato Mundial de Voleibol Masculino en Río de Janeiro (Brasil).

  URSS.
  Checoslovaquia.
  Rumanía.
- Del 28 de octubre al 14 de noviembre se celebra la III edición del Campeonato Mundial de Voleibol Femenino en Río de Janeiro (Brasil).

  URSS.
  Japón.
  Checoslovaquia.

## Música
- La desconocida banda británica de rock, The Quarrymen —luego de una gira por Hamburgo (Alemania)— cambian su nombre a The Beatles.
- Miguel Gustavo escribe la canción Brigitte Bardot.
- En Tennessee, Roy Orbison publica su primer gran éxito, Only the lonely, bajo la firma Monument Records.
- En México, son lanzados al mercado los primeros discos de rock en español, iniciando así la comercialización masiva de este género (cantado en español) en países de habla hispana. Es el año en que se dan a conocer gran parte de las bandas más importantes para los inicios del rock mexicano y del rock en español, tales como Los Teen Tops, Los Locos del Ritmo (que publican el disco Rock!), Los Blue Caps, Los Rebeldes del Rock, etc.
- Frank Sinatra: "Nice 'n' Easy". «Álbum publicado el 25 de julio por el sello discográfico Capitol Records».

### Festivales
- El 29 de marzo se celebra la V edición del Festival de la Canción de Eurovisión en Londres  Reino Unido.
  - Ganador/a: La cantante Jacqueline Boyer con la canción «Tom Pillibi» representando a Francia .

## Cine
- La dolce vita de Federico Fellini (Italia). Película que marca una nueva etapa en la carrera de su director.
- Spartacus de Stanley Kubrick (Estados Unidos).
- Psycho (Psicosis) de Alfred Hitchcock (Estados Unidos). Considerada por algunos como la obra maestra de Hitchcock.
- La aventura de Michelangelo Antonioni. Primera película de su trilogía sobre la incomunicación, que aportó un nuevo e inusual lenguaje cinematográfico que superaba el neorralismo.
- Rocco y sus hermanos  de Luchino Visconti. Emparentado con el neorrealismo, lo excede constituyendo un fresco trágico.
- La sombra del caudillo de Julio Bracho (México), basada en el libo de Martín Luis Guzmán. Fue censurada por el gobierno mexicano y estrenada hasta 1990.
- El violetero de Gilberto Martínez Solares (México). Considerada la última gran comedia del actor Germán Tin Tan Valdés.
- Al final de la escapada de Jean-Luc Godard (Francia).

### Premios Óscar
La 32.ª edición se celebró el 14 de abril, y se concedieron premios a películas estrenadas en 1959, con el siguiente palmarés:
- Mejor Película: Ben-Hur dirigida por William Wyler.
- Mejor Dirección: William Wyler por la película Ben-Hur.
- Mejor Actriz protagonista: Simone Signoret por la película Un lugar en la cumbre.
- Mejor Actor protagonista: Charlton Heston por la película Ben-Hur.
- Mejor Actriz de reparto: Shelley Winters por la película El diario de Ana Frank.
- Mejor Actor de reparto: Hugh Griffith por la película Ben-Hur.
- Mejor película de habla no inglesa: Orfeu Negro película francesa dirigida por Marcel Camus.

### Festivales de cine
- 13ª edición del Festival Internacional de Cine de Cannes celebrada entre el 4 al 20 de mayo de 1960.
  - Palma de Oro a la mejor película La dolce vita de Federico Fellini.

- 10ª edición del Festival Internacional de Cine de Berlín celebrada del 24 de junio al 5 de julio de 1960.
  - Oso de Oro a la mejor película El lazarillo de Tormes de César Fernández Ardavín.

- 8ª edición del Festival Internacional de Cine de San Sebastián celebrada del 9 y el 19 de julio de 1960.
  - Concha de Oro a la mejor película Romeo, Julieta y las tinieblas, de Jiří Weiss.

- 21ª edición del Festival Internacional de Cine de Venecia, Mostra de Venecia se celebró del 24 de agosto al 7 de septiembre de 1960.
  - León de Oro a la mejor película El paso del Rhin de André Cayatte.

- 3ª edición del Festival Internacional de Cine de Mar del Plata.
  - Gran Premio del Jurado a la mejor película El puente, de Bernhard Wicki.

## Premios Nobel
- Física: Donald Arthur Glaser.[14]
- Química: Willard Frank Libby.[14]
- Medicina: Frank Macfarlane Burnet y Peter Brian Medawar.[14]
- Literatura: Saint-John Perse.[14]
- Paz: Albert John Lutuli.[14]